# نابليون بونابرت
نَابُلْيُون بُونَابَرْت (بالفرنسية: Napoléon Bonaparte) أو نَابُلْيُون الأوَّل (بالفرنسية: Napoléon Ier) واسمه الأصلي نَابُلْيُوني دي بُونَابَرْته (بالإيطالية: Napoleone di Buonaparte) (
نطق فرنسي: [napɔleɔ̃ bɔnɑpaʁt]؛ النطق الإيطالي: [napoleˈone di bwɔnaˈparte]) (15 أغسطس 1769 – 5 مايو 1821) قائد عسكري، سياسي، فَرَنسي، إيطالي الأصل، بزغ نجمه في أحداث الثورة الفَرَنسية، وقاد عدَّة حَمَلات عسكرية ناجحة علىٰ أعداء فرنسا في حروبها الثورية. حكم فرنسا في أواخر القرن الثامن عشر بصفته قنصلًا عامًا، ثم بصفته إمبراطورًا في العقد الأول من القرن التاسع عشر، لِمَا كان لأعماله وتنظيماته مِن أثرٍ عظيم في السياسة الأوروبية. وهيمن على الشؤون الأوروبية والدَّولية في أيام حُكمه، وقاد فرنسا في سلسلة انتصارات باهرة على القوى العسكريَّة الحليفة التي قامت في وجهها، المعروفة بالحروب النابُليونية، وبنى إمبراطوريَّةً كبيرة سيطرت على مُعظم أنحاء أوروبَّا القاريَّة حتَّى سنة 1815 لما سقطت وتفكَّكت.
وُلد نابُليون (بضم الباء) في جزيرة كورسيكا لأبوين ينتميان لطبقة أرستقراطية تعود بجذورها إلى إحدى عائلات إيطاليا القديمة النبيلة. ألحقه والده «كارلو بونابرت»، المعروف عند الفرنسيين باسم «شارل بونابرت» بمدرسة بريان العسكرية. ثم التحق بعد ذلك بمدرسة سان سير العسكرية الشهيرة، وفي المدرستين أظهر تفوقًا باهرًا على رفاقه، ليس فقط في العلوم العسكرية وإنما أيضًا في الآداب والتاريخ والجغرافيا. وخلال دراسته اطّلع على روائع كتّاب القرن الثامن عشر في فرنسا وجلّهم، حيث كانوا من أصحاب ودعاة المبادئ الحرة. فقد عرَف عن كثب مؤلفات فولتير ومونتسكيو وروسو، الذي كان أكثرهم أثرًا في تفكير الضابط الشاب. أنهى دروسه الحربية وتخرّج في سنة 1785م وعُين برتبة ملازم أول في سلاح المدفعية التابع للجيش الفرنسي الملكي. وفي سنة 1795 أُعطيت له فرصة الظهور، ليبرِز براعته لأول مرة في باريس نفسها حين ساهم في تعضيد حكومة الإدارة وفي القضاء على المظاهرات التي قام بها الملكيون، تساعدهم العناصر المحافظة والرجعية. ثم عاد في سنة 1797 ودعم هذه الحكومة ضد توجه أن تكون فرنسا ملكية دستورية فبات منذ هذا التاريخ السند الفعلي لها ولدستور سنة 1795.
بزغ نجم بونابرت خلال عهد الجمهورية الفرنسية الأولى، عندما عهدت إليه حكومة الإدارة بقيادة حملتين عسكريتين موجهتين ضد ائتلاف الدول المنقضّة على فرنسا، فانتصر في جميع المعارك التي خاضها، وتمكَّن من فتح شبه الجزيرة الإيطاليَّة خلال سنة، وأقام بها «جمهوريات شقيقة لفرنسا» بِتأييدٍ من بعض القوى المحليَّة، لِيُصبح بطلًا قوميًّا في فرنسا. سنة 1798، قاد نابليون حملةً عسكريَّةً على مصر في سبيل قطع طريق بريطانيا إلى الهند، وامتدَّت حملته هذه حتى بلغت الشام الجنوبية حيثُ حاصر مدينة عكَّا لكنه فشل في اقتحامها لمناعة استحكاماتها وصُمود واليها أحمد باشا الجزار، ومساندة الأسطول البريطاني لحامية المدينة، ثُمَّ بحلول وباء الطاعون وفتكه بالجنود الفرنسيين، اضطرَّ بونابرت إلى الانسحاب إلى مصر ثم عاد إلى أوروبا لاضطراب الأحوال في فرنسا. وفي سنة 1799، عزل بونابرت حكومة الإدارة وأنشأ بدلًا منها حكومة مؤلفة من 3 قناصل، وتقلّد هو بنفسه منصب القنصل الأول؛ ثم أقام أحلافًا عسكريَّةً ودبلوماسيَّةً مع الفُرس والهُنُود والعُثمانيين في سبيل ضرب كُلٍ من المصالح البريطانيَّة في الهند، والمصالح الروسيَّة في الشرق الأوسط، وتعاون مع سُلطان مملكة ميسور فتح‌ علي خان تيپو وأيَّدهُ بِجُنُودٍ ومعدَّاتٍ كثيرة خِلال حربه مع البريطانيين في الهند.
سعى نابليون، بعد ذلك، في إعلان نفسه إمبراطورًا، وتم له هذا بعد 5 سنوات بإعلان من مجلس الشيوخ الفرنسي. خاضت الإمبراطورية الفرنسية نزاعات عدّة خلال العقد الأول من القرن التاسع عشر، عُرفت باسم الحروب النابليونية، ودخلت فيها جميع القوى العظمى في أوروبا. أحرزت فرنسا انتصارات باهرة في ذلك العهد، على جميع الدول التي قاتلتها، وجعلت لنفسها مركزًا رئيسيًا في أوروبا القارية، ومدّت أصابعها في شؤون جميع الدول الأوروبية تقريبًا، حيث قام بونابرت بتوسيع نطاق التدخل الفرنسي في المسائل السياسية الأوروبية عن طريق خلق تحالفات مع بعض الدول، وتنصيب بعض أقاربه وأصدقائه على عروش الدول الأخرى.
شكّل الغزو الفرنسي لروسيا سنة 1812م نقطة تحول في حظوظ بونابرت، حيث أُصيب الجيش الفرنسيّ خلال الحملة بأضرار وخسائر بشرية ومادية جسيمة، لم تُمكن نابليون من النهوض به مرةً أخرى بعد ذلك. وفي سنة 1813، هَزمت قوّات الائتلاف السادس الجيش الفرنسيّ في معركة الأمم؛ وفي السنة التالية اجتاحت هذه القوّات فرنسا ودخلت العاصمة باريس، وأجبرت نابليون على التنازل عن العرش، ونفَوه إلى جزيرة ألبا. هرب بونابرت من منفاه بعد أقل من سنة، وعاد ليتربع على عرش فرنسا، وحاول مقاومة الحلفاء واستعادة مجده السابق، لكنهم هزموه شر هزيمة في معركة واترلو خلال شهر يونيو من عام 1815. استسلم بونابرت بعد ذلك للبريطانيين، الذين نفَوه إلى جزيرة القديسة هيلانة، المستعمرة البريطانية، حيث أمضى السنوات الست الأخيرة من حياته. أظهر تشريح جثة نابليون أن وفاته جاءت كنتيجة لإصابته بسرطان المعدة، رغمَ أن كثيرًا من العلماء يقولون إن الوفاة جاءت نتيجة التسمم بالزرنيخ.
يُعدُّ نابليون أحد أبرز القادة العسكريين في التاريخ، وتُدرّّس حملاته العسكرية في العديد من المدارس الحربية حول العالم، ورغم أن الآراء منقسمة حوله، حيث يراه معارضوه طاغيةً جبارًا أعاد الحكومة لإمبراطورية ووزع المناصب والألقاب على أسرته ودخل مغامرات عسكرية دمَّرت الجيش، فإن محبيه يرونه رجلَ دولة وراعيًا للحضارة، إذ يُنسب إليه القانون المدني الفرنسي، المعروف باسم قانون نابليون، الذي وضع الأسس الإدارية والقضائية لمعظم دول أوروبا الغربية، والدول التي خضعت للاحتلال الفرنسي في العصور اللاحقة، بحيثُ كان هذا القانون أكثر القوانين تأثيرًا في أوروبا والعالم مُنذُ سُقُوط الإمبراطورية الرومانية، وفي هذ يقول المُؤرخ البريطاني أندرو روبرتس: «إنَّ الأفكار التي تُشكِّلُ جزءًا أساسيًّا من عالمنا (الغربي) المعاصر — كتولية الوظائف بناءً على الجدارة، والمُساواة أمام القانون، واحترام حق الملكيَّة، والتسامح مع الأديان والمذاهب، وعلمنة النظام التعليمي، وابتكار النظم المالية السليمة، وغيرها — كلها دوَّنت وابتدعت وأيَّدت ونشرت على يد نابليون. يُضاف إليها ما ابتكره من نظم الإدارة المحلية العقلانيَّة والفعَّالة، وقضاؤه على اللصوصيَّة الريفيَّة، وتشجيعه العلوم والفنون، وإفناؤه للإقطاعيَّة، وتدوينه أهم القوانين منذ سقوط الإمبراطورية الرومانية».

## نشأته وتعليمه

### مولده وعائلته
وُلد نابُليون (بضم الباء) في قصر آل بُونابَرت (بفتح الباء) في بلدة أجاكسيو الواقعة بجزيرة كورسيكا، بتاريخ 15 أغسطس سنة 1769، أي بعد عام من انتقال ملكية الجزيرة من جمهورية جنوة، إلى فرنسا. وهو الولد الثاني لأبويه من أصل 8 أولاد. أطلق عليه والده اسم «نابليوني دي بونابرته» (بالإيطالية: Napoleone di Buonaparte) بادئ الأمر، تيمنًا بعمه الذي قُتل وهو يُقاتل الفرنسيين دفاعًا عن بلاده، إلا أن نابليون نفسه فضّّل لاحقًا بأن يُلفظ اسمه كما يُلفظ بالفرنسية، أي ناپوليون بوناپغت، وهذا ما جرت عليه العادة بين الناس. كذلك، كان اسمه يُلفظ «نابوليون» باللغة الكورسكية.
تنحدر أسرة بونابرت من جذور إيطالية نبيلة، وقد قدم أفرادها من كورسيكا من منطقة ليگوريا في شبه الجزيرة الإيطالية خلال القرن السادس عشر. كان والد نابليون، واسمه «كارلو بونابرت»، يعمل محاميًا، وقد عُين لاحقًا ممثلاً لكورسيكا في بلاط الملك «لويس السادس عشر» في سنة 1777. تُعتبر والدة بونابرت، «ماريا يتيسيا رامولينو»، الشخص الذي كان له أكبر تأثير على تكوين شخصيته، إذ يُعرف عنها أنها كانت صارمة وشديدة الحزم، بينما كان نابليون صبيًا جامحًا، فكانت والدته غالبًا ما تقيد تصرفاته وتفرض عليه ما ينبغي أن يقوم به وما يجب أن ينتهي عنه، مما دفع البعض إلى القول أن تربيته المنزلية بحد ذاتها كانت «تربية عسكرية». كان لنابليون شقيق أكبر منه سنًا هو «جوزيف»؛ و6 إخوة وأخوات أصغر منه سنًا، هم: «لوسيان»، و«إليسا»، و«لويس»، و«پولين»، و«كارولين»، و«جيروم». عُمِّد نابليون في كاتدرائية أجاكسيو في 21 أغسطس سنة 1771، أي بعد أن بلغ عامه الثاني.

رسم من الذكاء الاصطناعي لنابليون.

|  |                                                                       |  |  |  |  |  |  |  |  |  |  |  |  |  |  |  |
|  | 16. گوزيپي ماريا بونابرت (1663-1703)                                  |  |  |  |  |  |  |  |  |  |  |  |  |  |  |  |
|  |                                                                       |  |  |  |  |  |  |  |  |  |  |  |  |  |  |  |
|  |                                                                       |  |  |  |  |  |  |  |  |  |  |  |  |  |  |  |
|  | 8. سيباستيانو نيقولا بونابرت (1683–1720/60)                           |  |  |  |  |  |  |  |  |  |  |  |  |  |  |  |
|  |                                                                       |  |  |  |  |  |  |  |  |  |  |  |  |  |  |  |
|  |                                                                       |  |  |  |  |  |  |  |  |  |  |  |  |  |  |  |
|  | 17. ماريا كولونا بوزي (1668–1704)                                     |  |  |  |  |  |  |  |  |  |  |  |  |  |  |  |
|  |                                                                       |  |  |  |  |  |  |  |  |  |  |  |  |  |  |  |
|  |                                                                       |  |  |  |  |  |  |  |  |  |  |  |  |  |  |  |
|  | 4. گوزيپي ماريا بونابرت (1713–1763)                                   |  |  |  |  |  |  |  |  |  |  |  |  |  |  |  |
|  |                                                                       |  |  |  |  |  |  |  |  |  |  |  |  |  |  |  |
|  |                                                                       |  |  |  |  |  |  |  |  |  |  |  |  |  |  |  |
|  | 18. كارلو توسولي                                                      |  |  |  |  |  |  |  |  |  |  |  |  |  |  |  |
|  |                                                                       |  |  |  |  |  |  |  |  |  |  |  |  |  |  |  |
|  |                                                                       |  |  |  |  |  |  |  |  |  |  |  |  |  |  |  |
|  | 9. ماريا آنا توسولي (1690–1760)                                       |  |  |  |  |  |  |  |  |  |  |  |  |  |  |  |
|  |                                                                       |  |  |  |  |  |  |  |  |  |  |  |  |  |  |  |
|  |                                                                       |  |  |  |  |  |  |  |  |  |  |  |  |  |  |  |
|  | 19. إيزابيلا                                                          |  |  |  |  |  |  |  |  |  |  |  |  |  |  |  |
|  |                                                                       |  |  |  |  |  |  |  |  |  |  |  |  |  |  |  |
|  |                                                                       |  |  |  |  |  |  |  |  |  |  |  |  |  |  |  |
|  | 2. كارلو ماريا بونابرت (1746–1785)                                    |  |  |  |  |  |  |  |  |  |  |  |  |  |  |  |
|  |                                                                       |  |  |  |  |  |  |  |  |  |  |  |  |  |  |  |
|  |                                                                       |  |  |  |  |  |  |  |  |  |  |  |  |  |  |  |
|  | 10. گوزيپي ماريا پاراسيڤيني                                           |  |  |  |  |  |  |  |  |  |  |  |  |  |  |  |
|  |                                                                       |  |  |  |  |  |  |  |  |  |  |  |  |  |  |  |
|  |                                                                       |  |  |  |  |  |  |  |  |  |  |  |  |  |  |  |
|  | 5. ماريا ساڤيريا پاراسيڤيني (1715-1750)                               |  |  |  |  |  |  |  |  |  |  |  |  |  |  |  |
|  |                                                                       |  |  |  |  |  |  |  |  |  |  |  |  |  |  |  |
|  |                                                                       |  |  |  |  |  |  |  |  |  |  |  |  |  |  |  |
|  | 22. أنجيلو أغسطينو سالينيري                                           |  |  |  |  |  |  |  |  |  |  |  |  |  |  |  |
|  |                                                                       |  |  |  |  |  |  |  |  |  |  |  |  |  |  |  |
|  |                                                                       |  |  |  |  |  |  |  |  |  |  |  |  |  |  |  |
|  | 11. ماريا أنجلا ساليريني                                              |  |  |  |  |  |  |  |  |  |  |  |  |  |  |  |
|  |                                                                       |  |  |  |  |  |  |  |  |  |  |  |  |  |  |  |
|  |                                                                       |  |  |  |  |  |  |  |  |  |  |  |  |  |  |  |
|  | 23. فرانسيتا ميرازانو                                                 |  |  |  |  |  |  |  |  |  |  |  |  |  |  |  |
|  |                                                                       |  |  |  |  |  |  |  |  |  |  |  |  |  |  |  |
|  |                                                                       |  |  |  |  |  |  |  |  |  |  |  |  |  |  |  |
|  | 1. نابليون بونابرت الأول، إمبراطور الفرنسيين وملك إيطاليا (1769-1821) |  |  |  |  |  |  |  |  |  |  |  |  |  |  |  |
|  |                                                                       |  |  |  |  |  |  |  |  |  |  |  |  |  |  |  |
|  |                                                                       |  |  |  |  |  |  |  |  |  |  |  |  |  |  |  |
|  | 24. جيوڤاني گيرولامو رامولينو (1645–؟)                                |  |  |  |  |  |  |  |  |  |  |  |  |  |  |  |
|  |                                                                       |  |  |  |  |  |  |  |  |  |  |  |  |  |  |  |
|  |                                                                       |  |  |  |  |  |  |  |  |  |  |  |  |  |  |  |
|  | 12. جيوڤاني أغسطينو رامولينو                                          |  |  |  |  |  |  |  |  |  |  |  |  |  |  |  |
|  |                                                                       |  |  |  |  |  |  |  |  |  |  |  |  |  |  |  |
|  |                                                                       |  |  |  |  |  |  |  |  |  |  |  |  |  |  |  |
|  | 25. ماريا ليتسيا بوگيانو                                              |  |  |  |  |  |  |  |  |  |  |  |  |  |  |  |
|  |                                                                       |  |  |  |  |  |  |  |  |  |  |  |  |  |  |  |
|  |                                                                       |  |  |  |  |  |  |  |  |  |  |  |  |  |  |  |
|  | 6. جيوڤاني جيرونيمو رامولينو (1723–1755)                              |  |  |  |  |  |  |  |  |  |  |  |  |  |  |  |
|  |                                                                       |  |  |  |  |  |  |  |  |  |  |  |  |  |  |  |
|  |                                                                       |  |  |  |  |  |  |  |  |  |  |  |  |  |  |  |
|  | 26. أندريه پيري (1669–؟)                                              |  |  |  |  |  |  |  |  |  |  |  |  |  |  |  |
|  |                                                                       |  |  |  |  |  |  |  |  |  |  |  |  |  |  |  |
|  |                                                                       |  |  |  |  |  |  |  |  |  |  |  |  |  |  |  |
|  | 13. أنجلا ماريا پيري                                                  |  |  |  |  |  |  |  |  |  |  |  |  |  |  |  |
|  |                                                                       |  |  |  |  |  |  |  |  |  |  |  |  |  |  |  |
|  |                                                                       |  |  |  |  |  |  |  |  |  |  |  |  |  |  |  |
|  | 27. ماريا مادالينا                                                    |  |  |  |  |  |  |  |  |  |  |  |  |  |  |  |
|  |                                                                       |  |  |  |  |  |  |  |  |  |  |  |  |  |  |  |
|  |                                                                       |  |  |  |  |  |  |  |  |  |  |  |  |  |  |  |
|  | 3. ماريا يتيسيا رامولينو (1750–1836)                                  |  |  |  |  |  |  |  |  |  |  |  |  |  |  |  |
|  |                                                                       |  |  |  |  |  |  |  |  |  |  |  |  |  |  |  |
|  |                                                                       |  |  |  |  |  |  |  |  |  |  |  |  |  |  |  |
|  | 28. جيوڤاني أنطونيو پيتراسانتا                                        |  |  |  |  |  |  |  |  |  |  |  |  |  |  |  |
|  |                                                                       |  |  |  |  |  |  |  |  |  |  |  |  |  |  |  |
|  |                                                                       |  |  |  |  |  |  |  |  |  |  |  |  |  |  |  |
|  | 14. گوزيپي ماريا پيتراسانتا                                           |  |  |  |  |  |  |  |  |  |  |  |  |  |  |  |
|  |                                                                       |  |  |  |  |  |  |  |  |  |  |  |  |  |  |  |
|  |                                                                       |  |  |  |  |  |  |  |  |  |  |  |  |  |  |  |
|  | 7. أنجلا ماريا پيتراسانتا (1725–1790)                                 |  |  |  |  |  |  |  |  |  |  |  |  |  |  |  |
|  |                                                                       |  |  |  |  |  |  |  |  |  |  |  |  |  |  |  |
|  |                                                                       |  |  |  |  |  |  |  |  |  |  |  |  |  |  |  |
|  | 15. ماريا جوزيفين مارلبا                                              |  |  |  |  |  |  |  |  |  |  |  |  |  |  |  |
|  |                                                                       |  |  |  |  |  |  |  |  |  |  |  |  |  |  |  |
|  |                                                                       |  |  |  |  |  |  |  |  |  |  |  |  |  |  |  |

### تعليمه

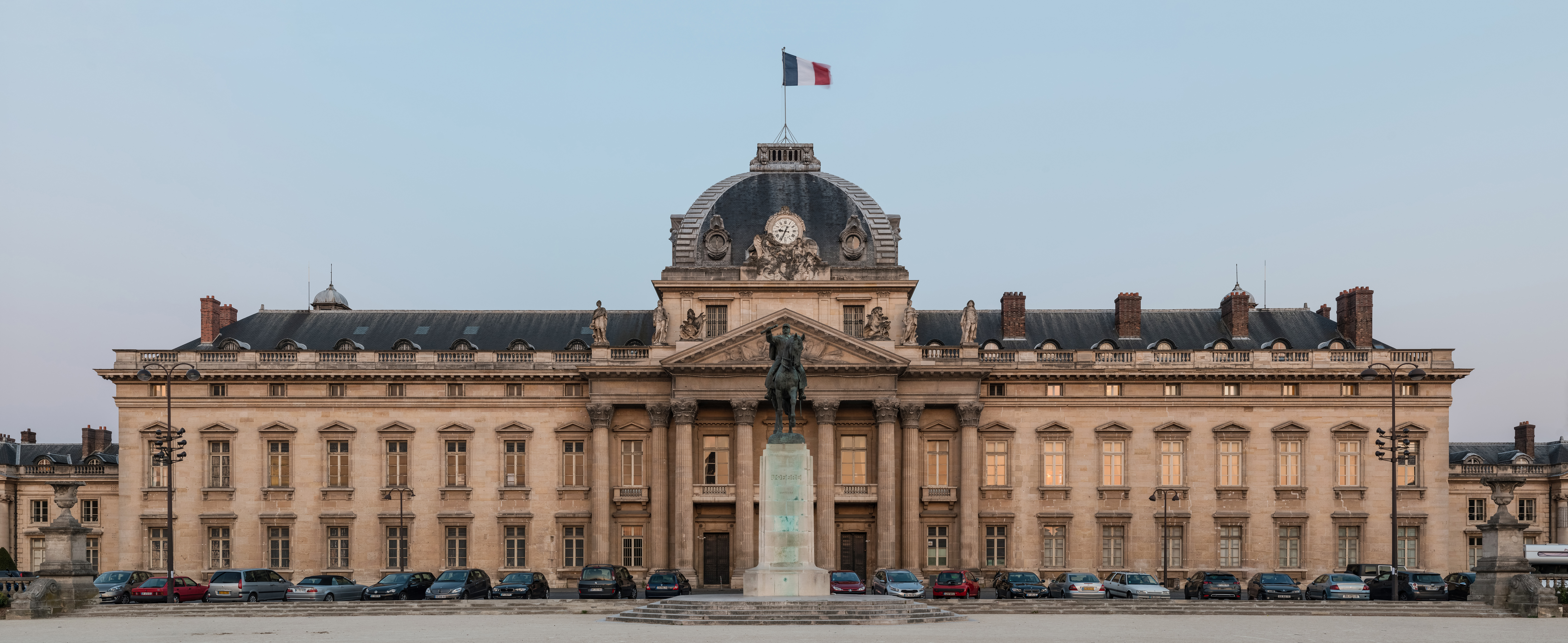
المدرسة العسكريَّة الكُبرى التي أُلحق بها نابليون.

سمحت جذور أسرة بونابرت النبيلة، إضافةً إلى يسار أفرادها ومعرفتهم الشخصية بذوي المناصب السياسية العليا، سمحت لنابليون أن يخوض غمار ميدان العلم والثقافة بشكل لم يكن متاحًا لأي شخص كورسيكيّ عادي في ذلك الزمن. ففي شهر يناير من عام 1779، أُلحق نابليون بمدرسة اللاهوت الواقعة في مدينة «أوتون» على البر الرئيسي الفرنسي، حيث تعلّم اللغة الفرنسية، وفي شهر مايو من نفس السنة، ألحقه والده بمدرسة بريان العسكرية لإعداد البحّارة. تكلّم نابليون الفرنسية بلكنة كورسيكية واضحة، واستمر يلفظ الكلمات الفرنسية بهذه الطريقة طيلةَ حياته، ولم ينطق باللفظ الفرنسي الصحيح على الإطلاق. تعرّض نابليون للمضايقة والاستهزاء من قِبل زملائه الفرنسيين في المدرسة، بسبب لكنته التي رأوها غريبة، ولهذا السبب تفادى الاختلاط معهم وإنشاء صداقات متينة، وكرّس كامل وقته للدراسة. قال أحد أساتذة المدرسة في نابليون إنه «دائمًا ما كان متفوقًا على زملائه في الرياضيات، وملمّ بالتاريخ والجغرافيا، إن هذا الفتى سيصبح بحارًا ممتازًا». أُلحق نابليون بالمدرسة العسكرية الكبرى (بالفرنسية: École Militaire) في باريس، بعد أن تخرّج في مدرسة بريان سنة 1784؛ وقد أدى هذا إلى القضاء على طموحه بأن يُصبح بحّارًا، الأمر الذي دفعه بأن يُفكر بالانضمام إلى البحرية الملكية البريطانية. لكنه عاد وعدل عن قراره، ودرس ليُصبح ضابط مدفعية، خصوصًا وأن والده كان قد تُوفي في تلك الفترة، الأمر الذي قلل من نسبة المصروف الذي كان يُرسل إليه، وأدّى لتراجع الوضع المادي للأسرة بشكل جعلهم غير قادرين على التكفل بأعباء ومصاريف الدراسة على أكمل وجه كما كان في السابق، فأُضطر نابليون إلى إنهاء برنامجه الدراسي، الذي كان يمتد لسنتين في الأصل، خلال سنة واحدة فقط. أمتُحن نابليون قبل تخرجه على يد المفتش والعالم الشهير «بيير سيمون لاپلاس»، الذي عيّنه لاحقًا، بعد وصوله إلى السلطة، في مجلس الشيوخ الفرنسي.

## بداياته

نابليون المُقدَّم، في الثالثة والعشرين من عمره.

عُين نابليون عند تخرجه في شهر سبتمبر من سنة 1785، ضابطًا برتبة ملازم ثان في فوج المدفعية، وخدم في إحدى الحاميات في مدينتيْ ڤالينس وأوكسون إلى ما بعد قيام الثورة الفرنسية سنة 1789، رغم أنه حصل خلال هذه الفترة على إجازة عسكرية دامت سنتين تقريبًا، أمضاها في التنقل بين باريس وكورسيكا. كان نابليون كورسكيًا وطنيًا متطرفًا، وقد كتب إلى القائد الكورسيكي «پاسكال پاولي» في شهر مايو من عام 1789 يقول: «لقد وُلدت في العهد الذي كانت فيه الأمة تحتضر. ثلاثون ألف فرنسيّ لُفظوا على شواطئنا، وأغرقوا عرش الحريّة بأمواج من دماء. هذا ما كان عليه ذاك المشهد البغيض الذي كان أوّل ما وقعت عليه عيناي».
أمضى نابليون السنوات الأولى من الثورة في مسقط رأسه بجزيرة كورسيكا، عالقًا في مهب الريح بين التيارات الثلاثة المتصارعة: الملكيّون، والثوّار، والكورسيكيون الوطنيون. وخلال هذه الفترة انضم إلى نادي اليعاقبة، ورُقي إلى رتبة مقدم، وترأس كتيبة من المتطوعين لمقاومة الجنود الفرنسيين الموالين للنظام الملكي. استطاع بونابرت أن يُقنع القادة العسكريين في باريس، بعد أن تجاوز فترة الإجازة الممنوحة له وقاد عصيانًا ضد فرقة من الجيش الفرنسي المعسكرة في كورسيكا، أن يُرقوه لرتبة نقيب، وذلك في شهر يوليو من سنة 1792. وبعد أن حصل نابليون على مراده، عاد إلى كورسيكا مرةً أخرى، ليقع في نزاع مع القائد الوطني «پاسكال پاولي»، حيث أن الأخير كان قد قرر الانفصال عن فرنسا، ووضع خطةً وهيأ العدة لعرقلة المشروع الفرنسي القاضي بإقامة حملة على جزيرة "مادالينا" السردينية، حيث كان بونابرت أحد قادة الحملة. أُضطر بونابرت أن يهجر الجزيرة وعائلته في شهر يونيو من عام 1793 إلى البر الرئيسي الفرنسي، بسبب انفصال الجزيرة الفعلي عن الدولة الفرنسية.

### حصار مدينة طولون

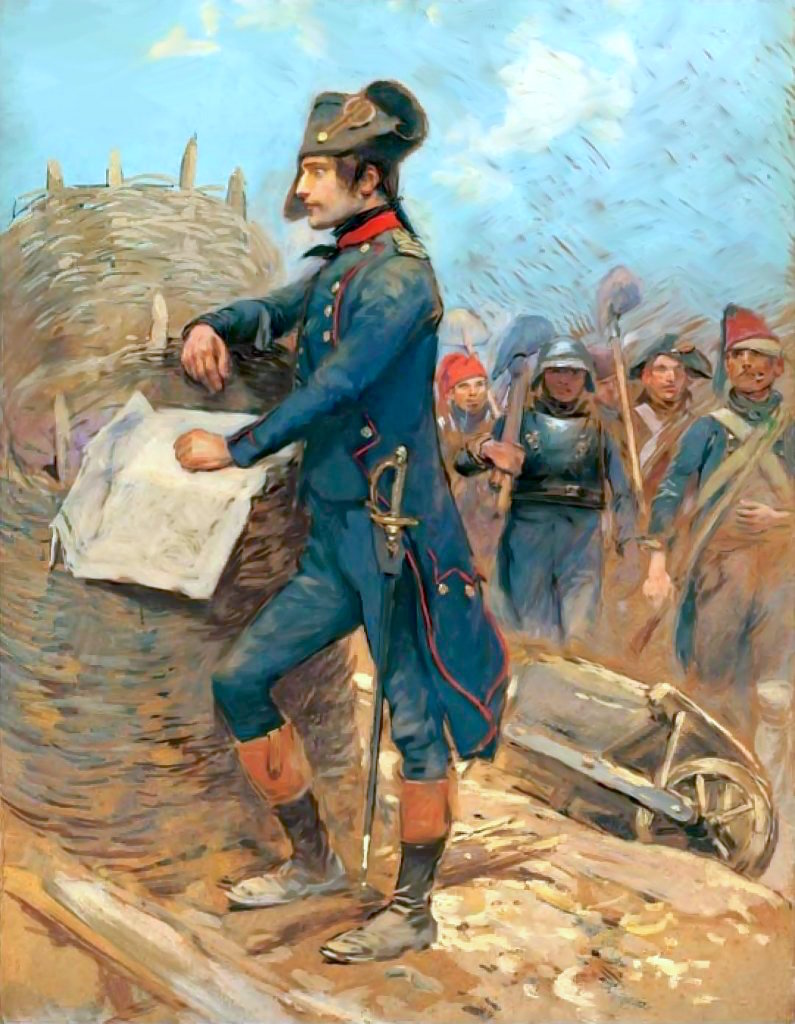
بونابرت عند حصار طولون.

في شهر يوليو من سنة 1793، قام نابليون بنشر كُتيب موالٍ للنظام الجمهوري والدعاة إليه، يحمل عنوان «عشاء بوكير» (بالفرنسية: Le Souper de Beaucaire)، فحاز على إعجاب وتقدير «أوغسطين روبسبير»، وهو الشقيق الأصغر للقائد الثوري «ماكسمليان روبسبير»، فقام بدعم بونابرت في جميع الخطوات اللاحقة التي اتخذها. كذلك حصل نابليون على دعم السياسي والدبلوماسي الفرنسي ذي الأصول الكورسيكية، «أنطوان كريستوف ساليسيتي»، فعيّنه قائدًا لكتيبة مدفعية القوات الجمهورية عند حصار مدينة طولون، ذلك أن هذه المدينة كانت قد ثارت على حكومة الجمهورية، واحتلتها القوّات البريطانية، لذا كان لا بُدّ للحكومة الفرنسية أن تخضعها من جديد لتفرض هيبتها ووجودها الفعليّ أمام مواطنيها وأمام الأوروبيين على حد سواء.
وضع نابليون خطة لاستعادة المدينة المفقودة، مضمونها الاستيلاء على الهضبة التي تكشف على المدينة، وتمركز الجنود والمدافع عليها وتوجيه نيرانهم نحو المرفأ، الأمر الذي يُجبر البريطانيين على سحب سفنهم. نُفذت هذه الخطة بنجاح باهر، حيث أخذت المدفعية الفرنسية تقصف المرفأ والسفن البريطانية الراسية وأحواضها، وأطلق الجنود الفرنسيون النار على كل جندي بريطاني وأي شخص عاون تلك الجنود، وأصيب نابليون عند الهجوم على المدينة بجراح في فخذه، لكنه قاتَل حتى ظفرت الجنود الفرنسية بالنصر، وقد أدّت مهارة بونابرت الكبيرة في قيادة الجند خلال هذا الحصار إلى ترقيته لرتبة عميد، وهو ما زال في الرابعة والعشرين من عمره. لفتت إنجازات بونابرت نظر المؤتمر الوطني، الذي كان يحكم فرنسا منذ إلغاء الملكية، فعُهد إليه بقيادة شعبة مدفعية الجيش الفرنسي المرابط على حدود إيطاليا. وفي هذه الفترة خطب نابليون فتاة تُدعى «ديزيريه كلاري»، وهي شقيقة «جولي كلاري»، زوجة أخيه الأكبر «جوزيف» منذ سنة 1794، وكان آل كلاري أسرةً من التجار الأثرياء المرسيليين.

### الثالث عشر من ڤاندميير

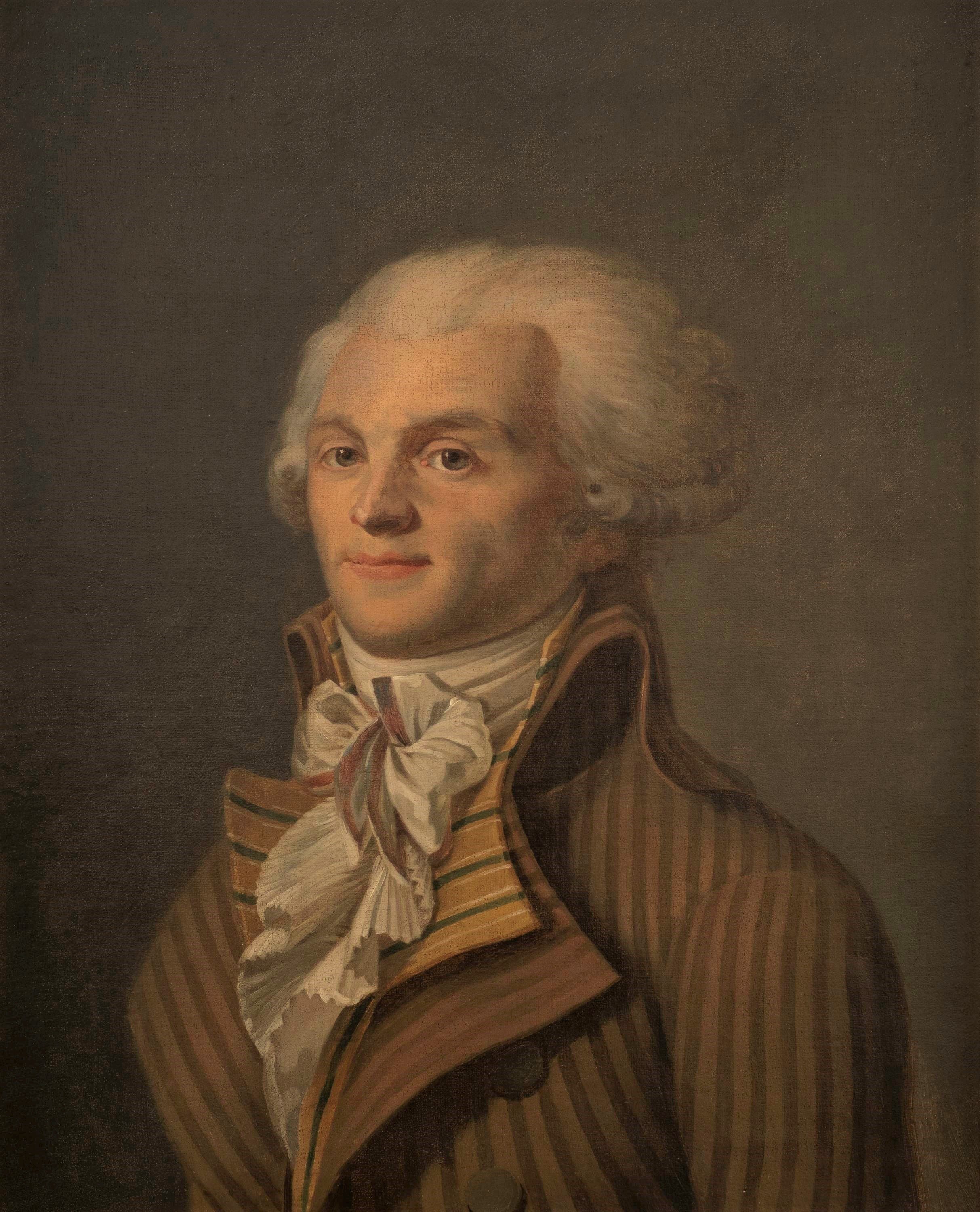
"ماكسمليان روبسبير"، أبرز أعضاء لجنة الأمن العام وممثلها ورئيس المؤتمر الوطني، وأحد أبرز داعمي نابليون.

بعد إعدام الملك «لويس السادس عشر» في مطلع سنة 1793 بسبب اتهامه بالخيانة العظمى، وجد المؤتمر الوطني أن حالة البلاد تقتضي وضع السلطة بيد هيئة قليلة العدد تستطيع أن تقرر وتنفذ بسرعة. لذلك اُنتخبت لجنة من تسعة أعضاء أطلق عليها اسم «لجنة الأمن العام» ومُنحت صلاحيات ديكتاتورية واسعة لتحافظ على الأمن في الداخل ولتردّ خطر الغزو من الخارج. وكان أعضاء هذه اللجنة من المتطرفين المعروفين أيضًا بالجبليين، فباشروا حكمهم بالبطش والإرهاب، ولمّا عارضهم المعتدلون طردوهم من المؤتمر الوطني وسجنوهم ونكّلوا بهم. ولمّا حاول أنصار المعتدليين في مناطق ليون ومرسيليا وبوردو وغيرها أن يثوروا على حكومة الإرهاب، أخضع الجيش تلك الثورة بمنتهى القسوة، وتشكلت محاكم خاصة تدعى «محاكم الثورة» لمحاكمة المتهمين، فقضت تلك المحاكم بإعدام عشرين ألفًا تقريبًا من النبلاء ورجال الدين والزعماء وزعماء الثورة السابقين والعلماء والرجال والنساء البارزين، مثل الملكة «ماري أنطوانيت» وغيرها. وكان بطل عهد الإرهاب «ماكسمليان روبسبير»، يعاونه شقيقه «أوغسطين»، وأخيرًا خشي أعضاء المؤتمر الوطني على أنفسهم من بطش روبسبير وقرروا أن يتخلصوا منه، فدبروا انقلابًا ضده وقبضوا عليه وقطعوا رأسه في 28 يوليو سنة 1794. وبإعدام روبسبير فقد نابليون أحد حُماته وداعميه، فقُبض عليه ووُضِع تحت الإقامة الجبرية في شهر أغسطس من سنة 1794 لعلاقته الوثيقة بالأخوين، ورغم أنه أعيد إطلاق سراحه بعد 10 أيام فقط، إلا أنه لم يُسمح له بالعودة مباشرةً إلى الخدمة في الجيش، وبقي مدرجًا على قائمة المشتبه بهم. وفي شهر أبريل من سنة 1795، نُقل نابليون إلى «جيش الغرب» الذي كان يخوض حربًا أهلية في إقليم ڤونديه الواقع بغرب فرنسا على ساحل المحيط الأطلسي، ضد الموالين للنظام الملكي ومعارضي الثورة. عُين نابليون قائدًا عامًا لإحدى فرق المشاة، ولمّا كان ذلك يُعتبر إنزالاً لرتبته العسكرية، فقد ادّعى المرض ليتفادى تعيينه على رأس أي فرقة، فنُقِل مرة أخرى إلى ديوان الطبوغرافيا التابع للجنة الأمن العام، وقد سعى عبثًا أن يُنقل إلى الأستانة، عاصمة الدولة العثمانية، ليعرض خدماته على السلطان العثماني. وفي هذه الفترة كتب بونابرت رواية رومانسية عنوانها «كليسون ويوجيني» (بالفرنسية: Clisson et Eugénie)، وهي تتحدث عن جندي وعشيقته، في تناظر واضح بينها وبين علاقة نابليون بخطيبته «ديزيريه». عُزل نابليون من منصبه كعميد في 15 سبتمبر، بسبب رفضه المشاركة في الحملة على إقليم ڤونديه، فساء وضعه المادي عمّا كان عليه، وضاقت آفاق مهنته.

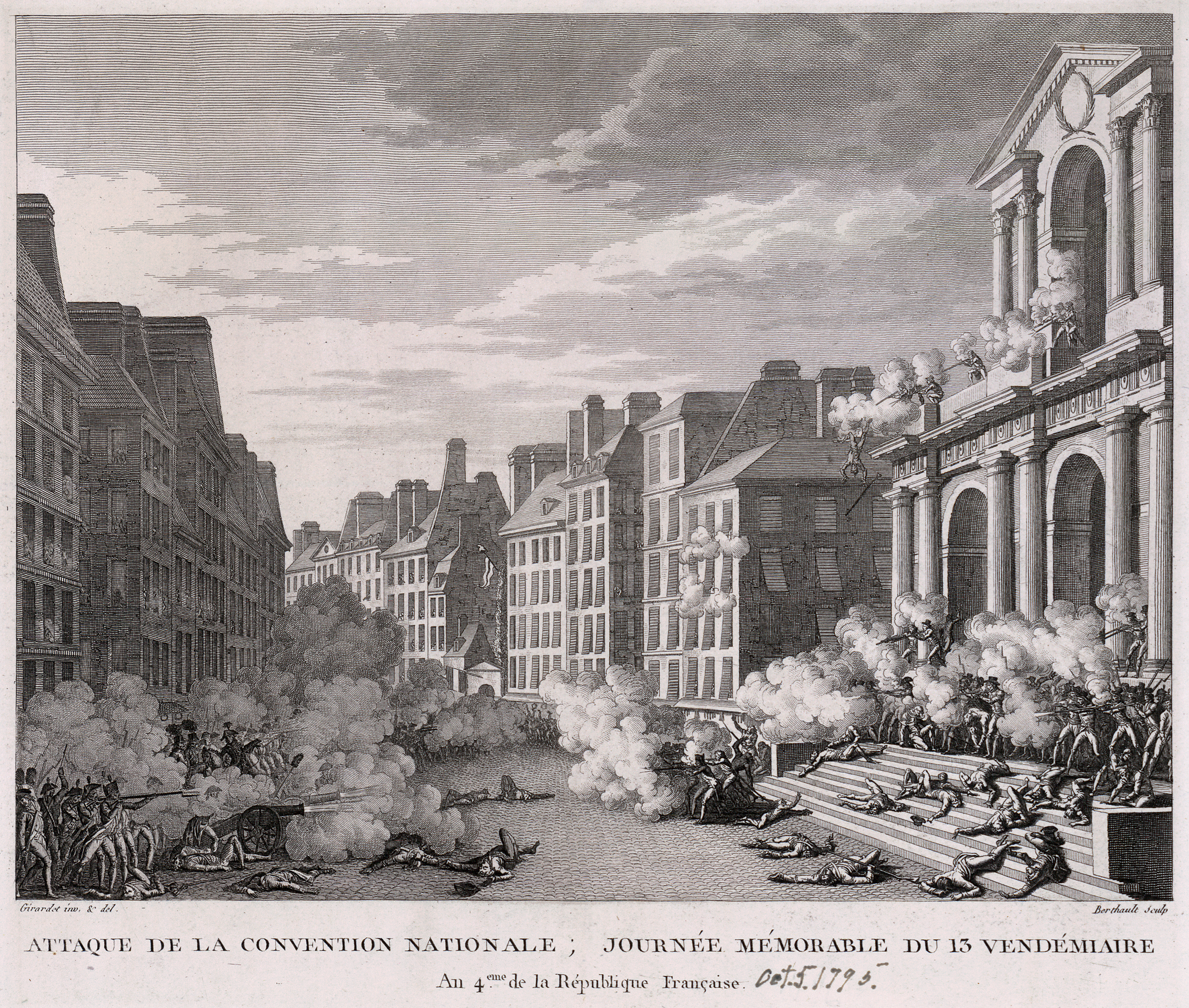
يوم 13 ڤاندميير Journée du 13 Vendémiaire، نيران المدفعية أمام كنيسة القديس روش، بشارع القديس هونور في باريس.

وفي الثالث من أكتوبر، أعلن الملكيون في باريس العصيان على المؤتمر الوطني، بعد أن استُبعِدوا من الحكومة الجديدة التي خلفت المؤتمر، وهي «حكومة الإدارة»، وقد سُميت هذه الحركة باسم «الحركة الترميدورية» تيمنًا بشهر «تيرميدور» وهو أحد أشهر السنة وِفقَ التقويم الفرنسي في ذلك الزمن. كان أحد قادة الحركة، واسمه «بولس برّاس»، قد تابع إنجاز بونابرت العسكري في مدينة طولون، فمنحه قيادة القوّات المخصّصة للدفاع عن المؤتمر والمرابطة حول قصر التويلري. وكان بونابرت قد شهد مجزرة حرس الملك السويسري هناك قبل 3 سنوات، عندما قُتل 600 حارس من أصل 950 أثناء دفاعهم عن القصر ضد الثوّار، وأدرك أن الوسيلة الفضلى للدفاع عنه هي باستخدام المدفعية. فأمر ضابطًا شابًا من سلاح الفرسان، يُدعى «يواقيم مراد»، بأن يُحضر ما تقع عليه يداه من المدافع الضخمة، حيث استخدمها في قصف المهاجمين وردهم على أعقابهم في 5 أكتوبر سنة 1795، الموافق في 13 ڤاندميير من السنة الرابعة، وفق التقويم الفرنسي. قُتل في الهجوم ألف وأربعمائة ملكيّ، ونجا من تبقى منهم بحياته. يقول المؤرخ الإسكتلندي من القرن التاسع عشر، «طوماس كارليل»، في كتابه «تاريخ الثورة الفرنسية» إن نابليون «طهّر الشوارع في ذلك اليوم بنفحة من مدفع».
أدّت هزيمة الملكيين على يديْ نابليون إلى القضاء على التهديد الذي كان يقلق راحة المؤتمر الوطني، وحصول بونابرت على شهرة مفاجئة ومكافأة مالية ضخمة مكنته من النهوض بنفسه مجددًا، وعلى دعم حكومة الإدارة حديثة النشأة؛ كذلك تزوّج الضابط «يواقيم مراد» بأصغر أخوات نابليون، وهي «كارولين»، والذي سيصبح في المستقبل أحد القادة في عهد حكم نابليون، رُقي نابليون إلى رتبة «لواء» وعُهد إليه مجددًا بقيادة الجيش الفرنسي المرابط على حدود إيطاليا. وخلال أسابيع من هذه الحادثة، تعلّق بونابرت بأرملة أحد قادة الثورة، المدعوة «جوزفين» من آل بوارنيه، وتزوجها بتاريخ 9 مارس سنة 1796 بعد أن فسخ خطوبته «بديزيريه كلاري».

### الحملة الإيطالية الأولى

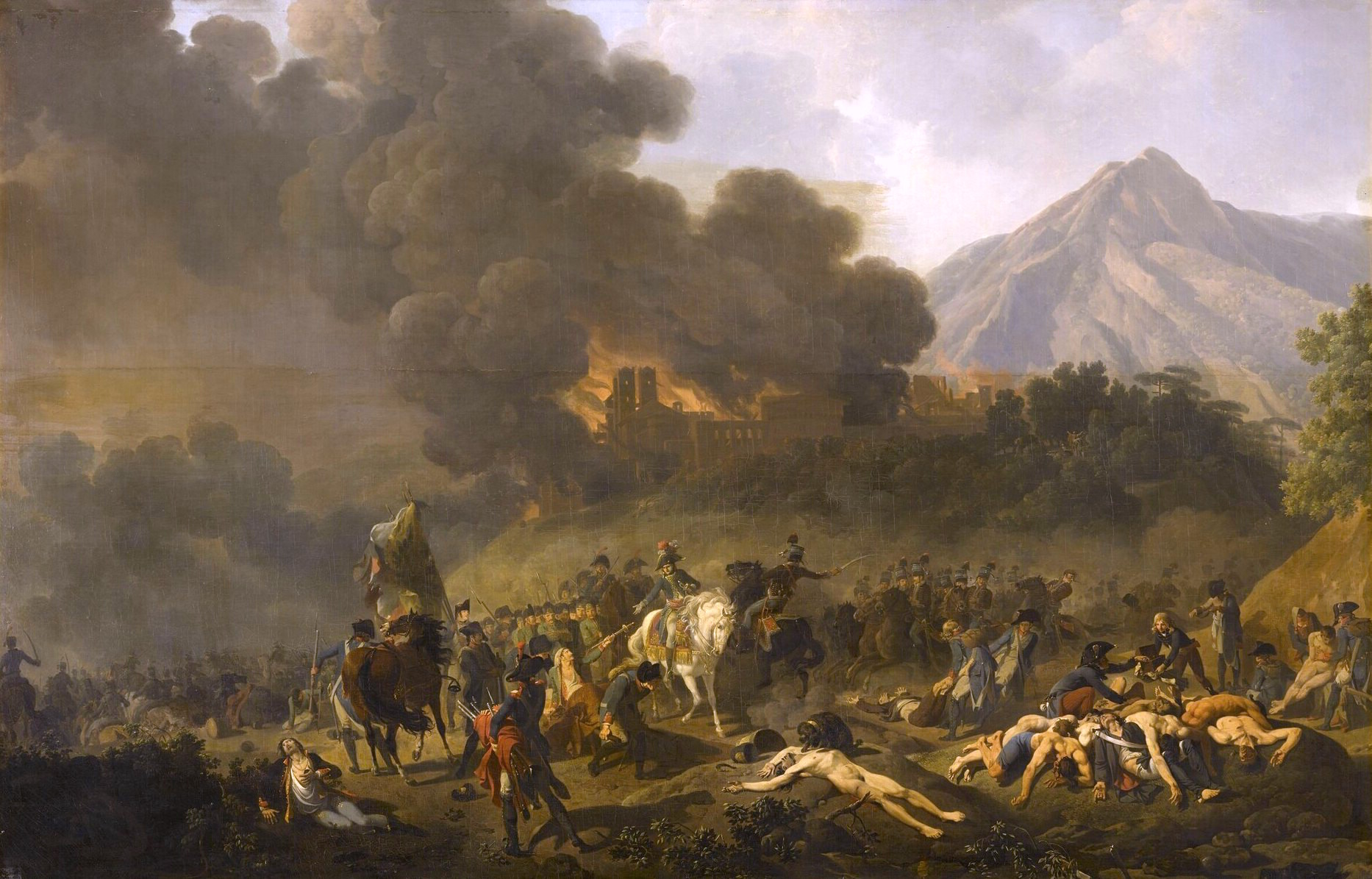
بونابرت على رأس جيشه خِلال إحدى معارك الحملة الإيطاليَّة سنة 1797.

بعد يومين من زواجه، سافر نابليون من باريس إلى شمال إيطاليا وقاد الجيش الفرنسي المرابط هناك في غزو ناجح للأراضي الإيطالية، بعد أن كان القتال قد تجدد بين فرنسا والنمسا المحتلة شمال شبه الجزيرة الإيطالية، فأحرز نابليون انتصارًا باهرًا على النمساويين في «معركة لودي» وطردهم من منطقة لومبارديا. لكنه عاد وهُزم في «معركة كالدييرو» على يد القوات النمساوية التعزيزية بقيادة المشير «جوزيف ألڤنسكي»، إلا أن بونابرت عاد وأمسك بزمام الأمور وحقق نصرًا حاسمًا على النمساويين في «معركة جسر أركول»، وتابع زحفه ليُخضع الدولة البابوية. عارض نابليون طلب الملحدين من أعضاء حكومة الإدارة، الذين طالبوه بدخول مدينة روما وخلع البابا، قائلاً إن هذا الأمر سيؤدي إلى وجود حالة فراغ في السلطة قد تستغلها مملكة ناپولي لتفرض سيطرتها على تلك الناحية من شبه الجزيرة الإيطالية. وعوضًا عن ذلك، قام نابليون في شهر مارس من سنة 1797، بالتوجه على رأس جيشه إلى الأراضي النمساوية نفسها، حيث فرض على النمساويين إبرام معاهدة سلام مع فرنسا، فأضطروا إلى التسليم وتوقيع «معاهدة يوبن» التي اعترفت فيها النمسا بالاستيلاء على البلاد المنخفضة النمساوية وضفة نهر الراين اليسرى ولومبارديا في شمالي إيطاليا، كذلك وُضع بند سري في الاتفاقية تعهدت فيه فرنسا بضم جمهورية البندقية إلى النمسا. بعد ذلك، زحف بونابرت على البندقية وأخضعها منهيًا استقلالها الذي دام 1,100 سنة؛ وسمح للجنود الفرنسيين أن يغنموا وينهبوا ما تيسـّر لهم من النفائس، مثل تماثيل «أفراس القديس مرقس».

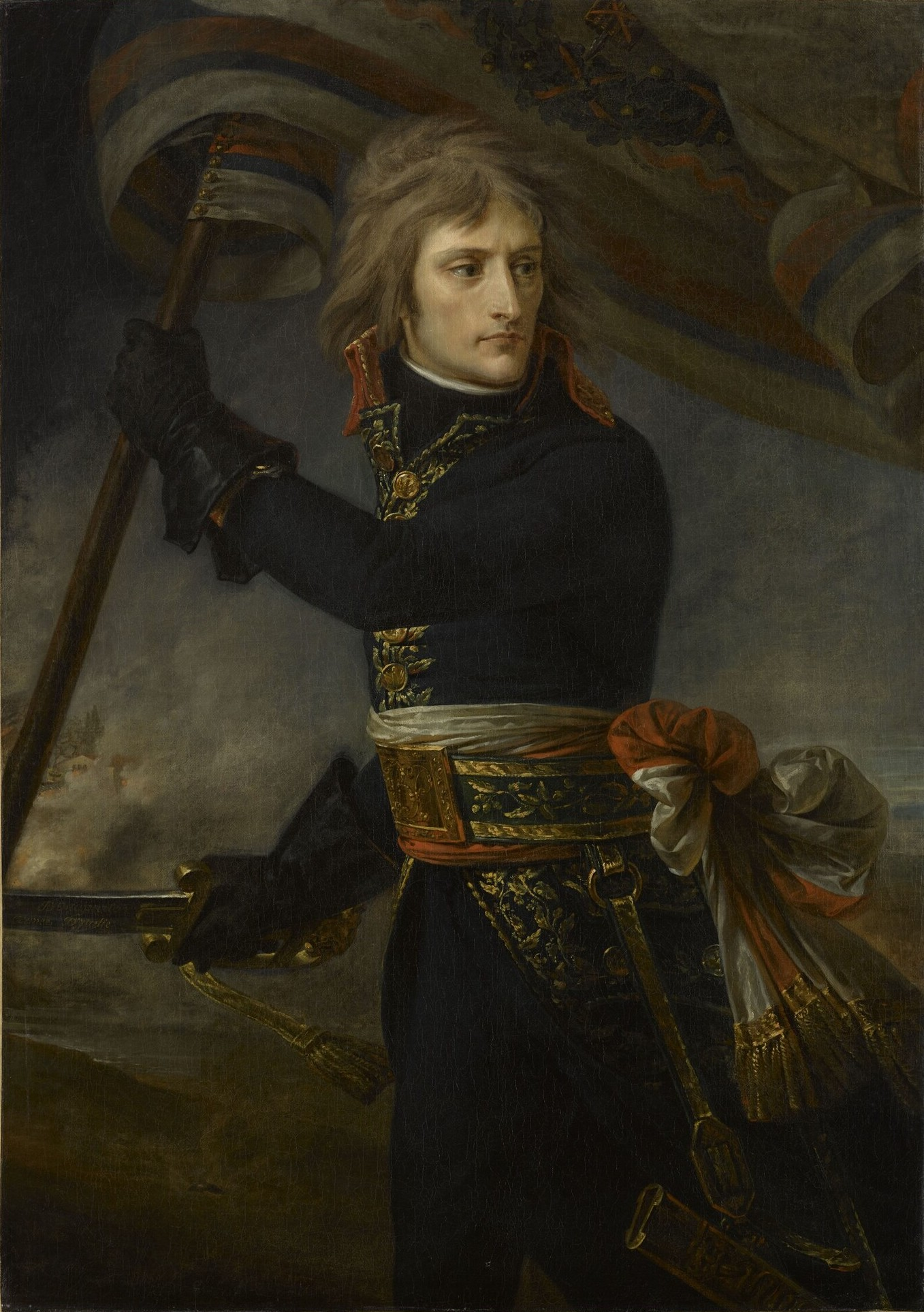
بونابرت على جسر أركول، بريشة البارون "أنطوان جون گرو" (قرابة سنة 1801)، متحف اللوفر، باريس.

كان للأساليب التي اتبعها نابليون، إضافة لتطبيقه الأفكار العسكرية التقليدية على أرض الواقع، أثر حاسم على انتصاراته، ومثال ذلك تحويله سلاح المدفعية إلى سلاح متنقل يُسافر مع جيشه من موقع لآخر، الأمر الذي سهل استخدامه ضد جنود المشاة أكثر من مرة. وقد قال نابليون عن تنظيماته العسكرية في الحملة خلال إحدى الأوقات: «شهدت ستين معركة ولم أتعلم شيئًا  غير الذي أيقنته في المعركة الأولى؛ كمثل يوليوس قيصر الذي خاض معركته الأخيرة كما خاض الأولى». كان نابليون ماهرًا في فن الخداع والتجسس، حيث استطاع الفوز في عدد من المعارك بفضل اختياره لمواقع مخفية نشر فيها جنده، وتركيزه أعدادهم على الجوانب الضعيفة من جيش العدو. وكان يُعرف عن نابليون أنه في حال لم يستطع تطبيق إستراتيجية التطويق المفضلة لديه، فإنه كان يجعل جنوده يتخذون المواقع الوسطى ويُهاجمون الفرقتين العسكريتين على يمينهم ويسارهم، كل على جانبها، ثم يستدير ليُطوق إحداها ويُقاتلها حتى تنسحب من الميدان، ثم يتحرك لقتال الأخرى. أسر الجيش الفرنسي خلال الحملة الإيطالية 150,000 جندي، وغنم 540 مدفعًا، و170 رايةً. خاض الجيش الفرنسي خلال هذه الحملة 67 معركةً، وفاز بثماني عشر معركة مدفعية، بفضل المدافع الحديثة التي حازها وبفضل تنظيمات بونابرت وإستراتيجياته.
أصبح لنابليون تأثير كبير على السياسة الفرنسية خلال فترة الحملة الإيطالية الأولى، فقد كان نشر صحيفتين إخباريتين مخصصتين للجنود من حيث الظاهر؛ لكنهما كانتا متداولتين بشكل واسع بين الشعب الفرنسي ولهما تأثير على الرأي العام؛ وفي شهر مايو من عام 1797 أسس صحيفة ثالثة حملت اسم «مجلة بونابرت وفضائل الإنسان» (بالفرنسية: Le Journal de Bonaparte et des hommes vertueux)، وقام بنشرها في مدينة باريس. وفي منتصف سنة 1797 جرت انتخابات نيابية حصل الملكيّون بموجبها على النسبة العليا من الأصوات، الأمر الذي أدى إلى تمتعهم بمزيد من السلطات، وأثار جزع أعضاء حكومة الإدارة. هاجم الملكيّون بونابرت معترضين على نهبه المدن الإيطالية، قائلين إنه تخطى صلاحياته وتجاوزها كثيرًا عند قتاله النمساويين وإبرامه لمعاهدات معهم. فما كان من بونابرت إلا أن أرسل اللواء «بيير أوجيرو» إلى باريس ليقود انقلابًا ويُطهر المدينة من الملكيّين، وذلك بتاريخ 18 سبتمبر، الموافق في 15 فروكتيدور من التقويم الفرنسي. أدى هذا الانقلاب إلى إعادة الجمهوريين إلى الحكم واستعادتهم لسلطتهم المفقودة، إلا أنهم كانوا قد أصبحوا معتمدين على نابليون في كل صغيرة وكبيرة، فكان وكأنه قد أصبح فعليًا الرجل الأول في فرنسا، فانصرف إلى إبرام معاهدة سلام مع النمساويين. أسفرت مفاوضات نابليون مع النمسا إلى إبرام «معاهدة كمبوفورميو» التي أقرت فيها الأخيرة بالتنازل عن المناطق التي دخلها الفرنسيون لصالح فرنسا. عاد بونابرت إلى باريس في شهر ديسمبر واستقبله الشعب الفرنسي استقبال الفاتحين، بعد أن حاز على شهرة وصيت أوسع من ذاك الخاص بأعضاء حكومة الإدارة. وفي هذه الفترة التقى بونابرت وزير خارجية فرنسا الجديد «شارل موريس آل تاليران»—الذي أبقاه نابليون في منصبه عندما أصبح إمبراطورًا لاحقًا، وأخذا يُعدّان العدة لغزو بريطانيا.

### الحملة المصرية

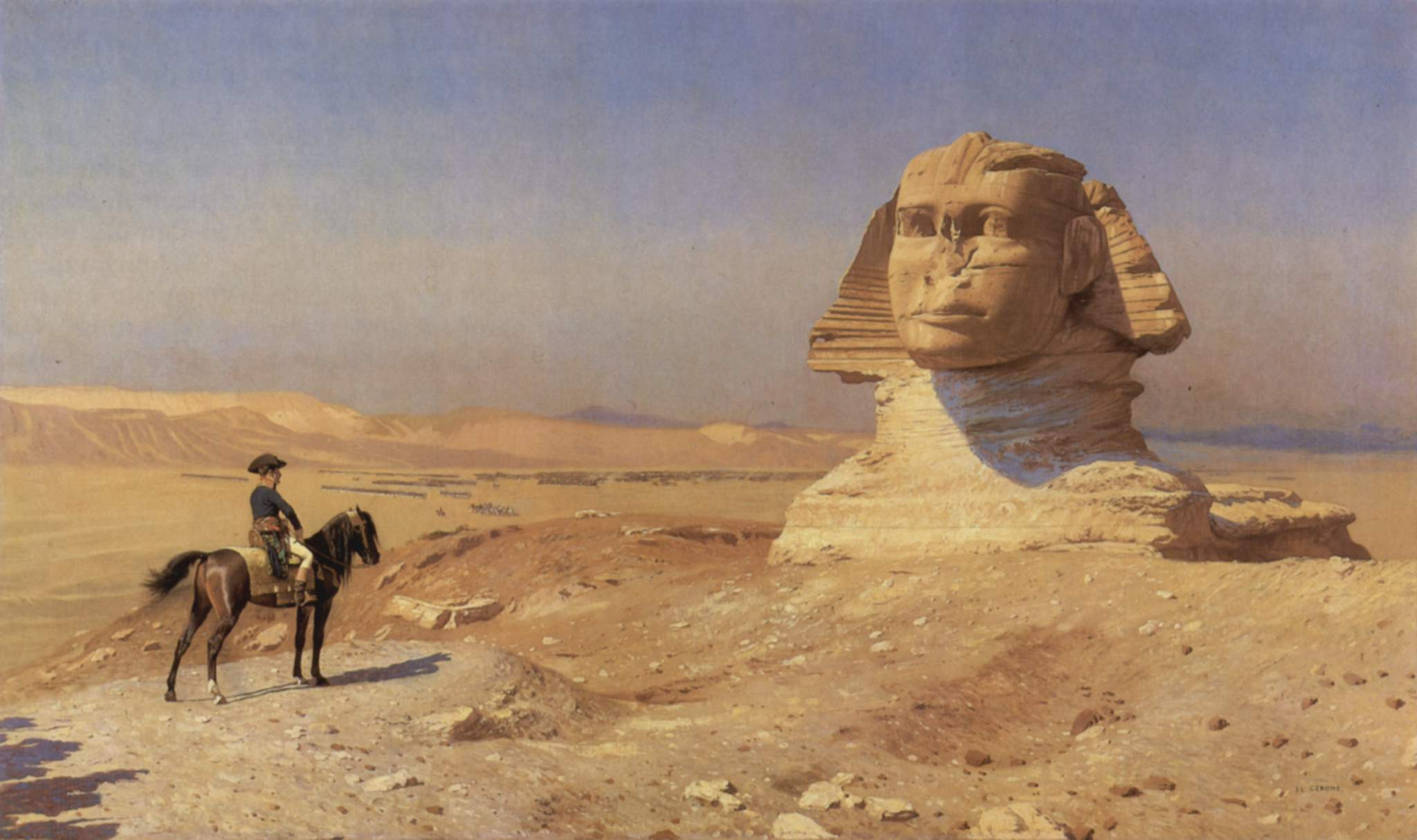
لوحة "نابليون أمام أبو الهول"، بريشة "جان ليون جيروم" (قرابة سنة 1868)، محفوظة في قلعة هيرست بولاية كاليفورنيا، في الولايات المتحدة.

قرر بونابرت بعد شهرين من التخطيط، أن البحرية الفرنسية لا تتمتع بالقوة الكافية التي تمكنها من مواجهة البحرية الملكية البريطانية في القناة الإنگليزية والتغلب عليها. لذا عرض على حكومة الإدارة القيام بحملة عسكرية على مصر واحتلالها للسيطرة على طريق بريطانيا إلى الهند والقضاء على مصالحها التجارية فيها. وكان بونابرت يأمل بأن يضع لفرنسا موطئ قدم في الشرق الأوسط ويُظهر للسكان ذوي الأغلبية المسلمة أنه صديق للخلافة وحامٍ للإسلام، الأمر الذي من شأنه أن يؤثر في نفوس المسلمين حول العالم وبشكل خاص مسلمي الهند الخاضعين للملكة المتحدة، وسلطانهم «فاتح علي تيبو»، عدو البريطانيين اللدود، مما يُسهل على نابليون التقرب إليه والتدخل في الهند وضرب مصالح بريطانيا فيها. وكان نابليون قد أكّد لأعضاء حكومة الإدارة أنه ما أن ينتهي من فتح مصر سوف يُسارع إلى إبرام علاقات مع الأمراء الهنود، وسوف ينجح، بمساعدتهم، على ضرب البريطانيين في أهم مستعمراتهم. وقد قال تاليران في تقرير له صدر في شهر فبراير من سنة 1798، موجه إلى حكومة الإدارة: «ما أن نفتح مصر وننتهي من تحصينها، سنرسل جيشًا قوامه 15,000 رجل من السويس إلى الهند، للانضمام إلى قوات السلطان تيبو، ومعًا سنطرد الإنجليز من الهند». وافقت حكومة الإدارة على القيام بهذه الحملة، رغم أنها لم ترتح لأبعادها ولا لتكلفتها، وذلك كي تُبعد بونابرت الذي غدا قائدًا مشهورًا عن مركز القرار في فرنسا. انتُخب نابليون في شهر مايو من سنة 1798 عضوًا في الأكاديمية الفرنسية للعلوم، وانضم إلى حملته المصرية ما مجموعه 167 عالمًا من علماء الرياضيات، البيئة، الكيمياء، والجيوديسيا؛ وقد حقق هؤلاء عددًا من الاكتشافات في مصر لعل أبرزها هو اكتشاف حجر الرشيد، ونُشرت اكتشافاتهم في كتاب حمل عنوان «وصف مصر» (بالفرنسية: Description de l'Égypte) وذلك في سنة 1809.
وفي طريقه إلى مصر، عرج نابليون على جزيرة مالطا بتاريخ 9 يونيو سنة 1798، وكانت هذه الجزيرة خاضعة لفرسان القديس يوحنا ذوي الأصول الفرنسية والبالغ عددهم 200 فارس، منذ عهد الحروب الصليبية، وكان هؤلاء الفرسان ناقمين على قائدهم المدعو «فرديناند زو بولهايم» بما أنه كان بروسي الجنسية وقد خلف قائدًا فرنسيًا، ورفضوا قتال الفرنسيين أشد الرفض، معتبرينهم إخوانهم من شحمهم ولحمهم. استسلم فرديناند للجيش الفرنسي بعد مقاومة رمزية، وكان من نتيجة ذلك أن اكتسب نابليون مرفأً وقاعدةً بحْريةً مهمةً في البحر المتوسط، مقابل خسارته 3 رجال فقط.
استطاع بونابرت ورجاله الإفلات من سفن البحرية الملكية البريطانية التي تعقبتهم منذ مغادرة فرنسا، ونزلوا أرض مصر في مدينة الإسكندرية في 1 يوليو من عام 1798، ووجّه نابليون في اليوم ذاته نداءً إلى الشعب المصري، وأصدرت الحملة نداءً إلى الشعب بالاستكانة والتعاون زاعمةً أن نابليون قد اعتنق الإسلام وأصبح صديقًا وحاميًا للإسلام. استولى نابليون على أغنى إقليم في الدولة العثمانية، وطبقًا للدعاية الحربية أدعى أنه «صديقٌ للسلطان العثماني» وادعى أيضًا أنه قدم إلى مصر «للاقتصاص من المماليك» لا غير، باعتبارهم أعداء السلطان، وأعداء الشعب المصري. وهذا قسم من رسالة نابليون بونابرت الذي دعاه المؤرخون المسلمون «اللواء علي» إلى أهل مصر:

بونابرت يدخل الإسكندرية في الثالث من يوليو سنة 1798، بريشة "گيوم فرانسوا كولسون".

"، لا إله إلا الله، لا ولد له ولا شريك بملكه...
من طرف الجمهور الفرنساوي المبني على أساس الحرية، والسر عسكر الكبير بونابارته أمير الجيوش الفرنساوية، نعرف أهالي مصر جميعهم أن من زمان مديد السناجق الذين يتسلطون في البلاد المصرية، يعاملون بالذل والاحتقار في حق الملة الفرنساوية، ويظلمون تجارها بأنواع البلص والتعدي، فحضرت الآن ساعة عقوبتهم، وحسرت من مدة عصور طويلة هذه الزمرة المماليك المجلوبين من جبال الأباظة والكرجستان يفسدوا في الأقاليم الحسان ما يوجد في كرة الأرض كلها، فأما رب العالمين القادر على كل شيء قد حتم في انقضاء دولتهم.... 
أيها القضاة والمشايخ والأيمة ويا أيها الشورباجية وأعيان البلد، قولوا لأمتكم: إن الفرنساوية أيضًا مسلمين خالصين، وإثباتًا لذلك قد نزلوا في رومية الكبرى وخربوا بها كرسي البابا الذي كان دايمًا يحث النصارى على محاربة الإسلام، ثم قصدوا جزيرة مالطة وطردوا منها الكولريية الذين كانوا يزعمون أن الله يطلب منهم مقاتلة المسلمين، ومع ذلك الفرنساوية في كل وقت كانو محبين الخاصَّ لحضرة السلطان العثماني وأعداء أعدائه أدام الله ملكه، وفي الخلاف المماليك امتنعوا من طاعة السلطان، غير ممتثلين إلى أمره، فما طاعوا أصلا إلا لطمع نفوسهم، طوبى ثم الطوبى إلى أهل مصر الذين يتفقون معنا، بلا تأخير، وينصلح حالهم وتعلا مراتبهم، طوبى أيضًا للذين يقعدون في مساكنهم، غيري مبالين لأحد من الفريقين المحاربين إن يعرفونا بالأكثر يسرعون إلينا بكل قلب، لكن الويل ثم الويل للذين يتحدوا مع أوليك المماليك، ويساعدوهم
في الحرب علينا، فما يجدوا طريق الخلاص، ولا يبقى لهم آثار...
أدام الله تعالى إجلال السلطان العثماني
أدام الله تعالى إجلال العسكر الفرنساوي
لعن الله المماليك
وأصلح حال الأمة المصرية."

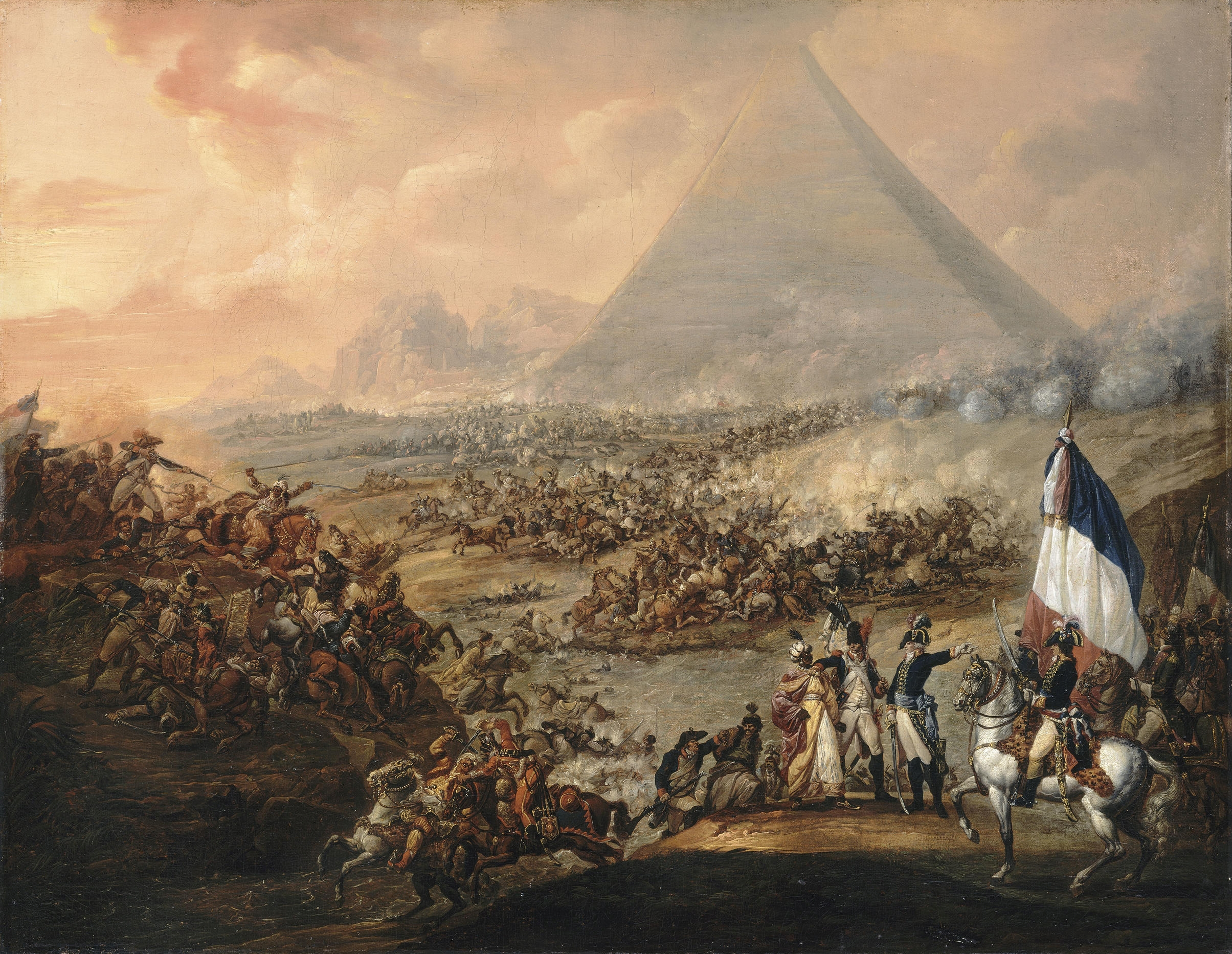
معركة الأهرام، 21 يوليو سنة 1798، بريشة «فرانسوا لويس-جوزيف واتو»، حوالي سنة 1798 أو 1799.

تغلّب الجيش الفرنسي بسهولة على المماليك، حكّام مصر القدامى، الذين هبّوا لقتال الفرنسيين بمجرد وصولهم للبلاد. وقد ساعد انتصار بونابرت الأول على المماليك في فتح المجال أمامَه للتخطيط لمعركته التالية معهم، التي وقعت بعد أسبوع من المعركة الأولى بالقرب من مدينة القاهرة، على بعد 6 كيلومترات من أهرام الجيزة، وعُرفت باسم معركة الأهرام. حقق بونابرت انتصارًا باهرًا على المماليك في هذه المعركة، رغم أنهم فاقوا جيشه عددًا، فقد وصل عدد الخيالة المماليك إلى 60,000 فارس، بينما بلغ عدد الخيالة الفرنسيين 20,000، لكن القائد الفرنسي لجأ مرةً أخرى إلى أساليبه الحربية الباهرة، فجعل الجنود الفرنسيين تتخذ تشكيلات مربعة في وسطها كل العتاد اللازم، فكان الفرنسيون يطلقون النار على المماليك من جميع الجهات دون توقف، ولم يستطع هؤلاء قتال الفرنسيين بطريقة فعّالة لقِدم أساليبهم مقارنةً بالأساليب الأوروبية الحديثة. أسفرت المعركة عن مقتل 300 جندي فرنسي وحوالي 6,000 مصري.

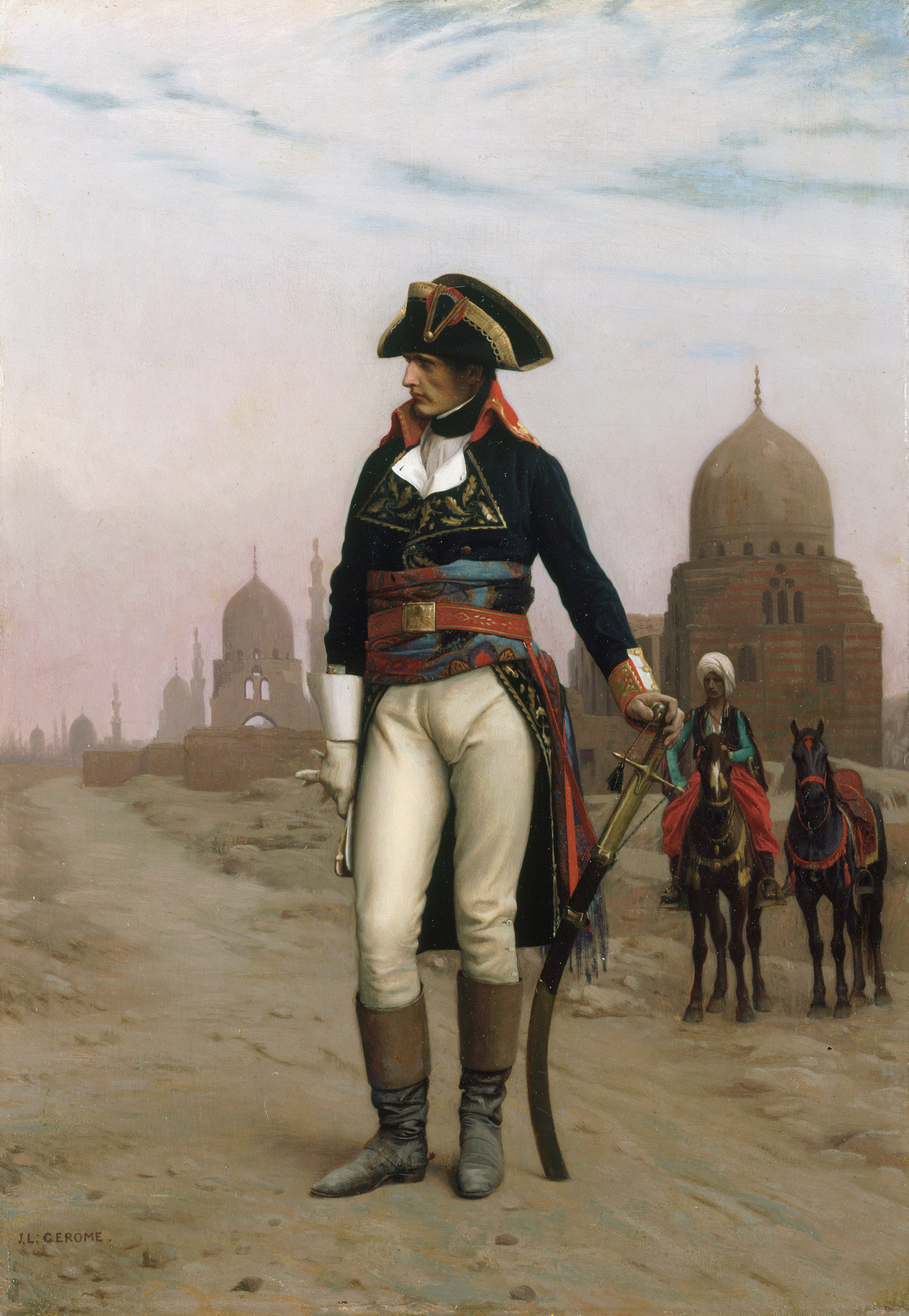
نابليون في القاهرة، بريشة جان ليون جيروم. محفوظة في متحف جامعة پرينستون للفنون.

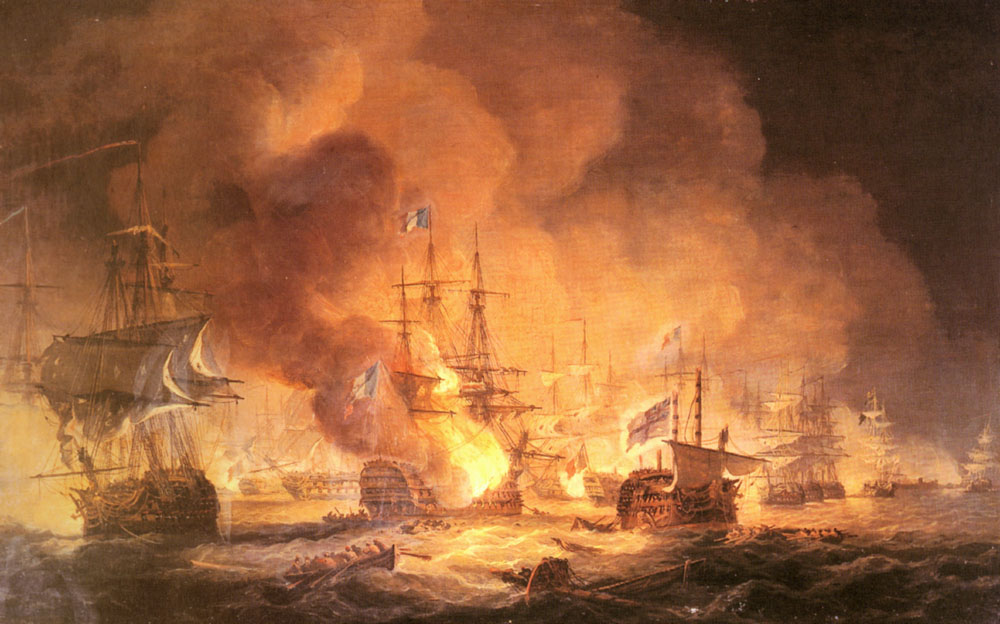
معركة أبي قير البحريَّة بين الأسطولين البريطاني والفرنسي يوم 1 أغسطس 1798 في تمام الساعة العاشرة صباحًا، بريشة لوني طوماس.

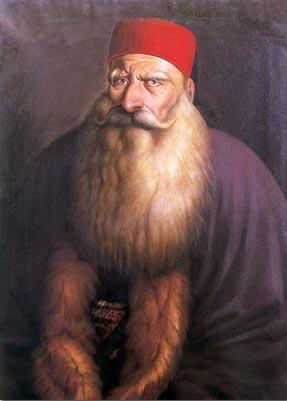
الأمير "بشير الثاني الشهابي"، أمير لبنان من سنة 1788 حتى سنة 1840، التفت إليه كل من بونابرت والجزار للمساعدة عند حصار عكا.

رأت الدولة العثمانية في احتلال بونابرت مصر اعتداءً عليها، ووقفت الإمبراطورية البريطانية والإمبراطورية الروسية إلى جانب الدولة العثمانية، وعرضوا على الباب العالي المساعدة العسكرية، برًا وبحْرًا لإخراج الفرنسيين من مصر. وأصدر السلطان فرمانًا نادى فيه كل المسلمين للدفاع عن مهد الإسلام ضد الحملة الفرنسية، وقد أعلن البيان للشعب أن الفرنسيين الخالعين لأي إيمان، المحرِّفين لكل ما هو مقدّس في الدين، وفي البيانات الحكومية لأمتهم، أعلنوا الحرب على الإسلام من أجل القضاء على المؤمنين، ما عدا النساء والأطفال، لتحويل هؤلاء إلى مشركين. إلا أن هذا الفرمان لم يكن له التأثير المنتظر في نفس بونابرت، فقد اعتمد عند دخوله مصر على تعب الشعب من جَور المماليك، وعلى انشغال كل شبه الجزيرة العربية بحرب الوهابيين، وعلى عدم مبالاة العديد من سكان بلاد الشام بسبب إرهاق الولاة العثمانيين لهم منذ حوالي القرن من الزمن. وأجاب بونابرت على الكلام الذي صبه عليه السلطان العثماني بأن جعل من الصيت الذي أطلقه عند دخوله البلاد، أي اعتناقه الإسلام، واقعًا أمام أعين الناس، وذلك كي يتبرأ من كل الآثار التي خلفتها الحروب الصليبية في نفوس الشعب، وليقنع المسلمين بلاعدائيته تجاه دينهم، تظاهر في القاهرة بإسلامه مؤديًا الفرائض الدينية. أصبح نابليون بونابرت بهذا حاكمًا مسلمًا اسمه «بونابردي باشا»، وكان يطلق عليه المسلمون اسم «علي نابليون بونابرت»، وكان يتجوّل وهو مرتدٍ الملابس الشرقية والعمامة والجلباب. وكان يتردد على المسجد في أيام الجمعة ويسهم بالشعائر الدينية مثل الصلاة، وكوّن نابليون ديوانًا استشاريًا مؤلفًا من المشايخ والعلماء المسلمين مكونًا من 11 عالمًا ويرأسه الشيخ «عبد الله الشرقاوي». خاب أمل الباب العالي في أن يجعل من الحرب مع فرنسا حربًا وطنية، فاضطر بالتالي مع باشاواته أن يخوضوها بقواهم الخاصة تُساندهم القوى الحليفة الأوروبية. وبتاريخ 25 يوليو، قام العثمانيون بإنزال بري في مرفأ أبي قير وقاتلوا الجنود الفرنسية قتالاً شديدًا، لكنهم لم يقدروا عليها، فانتصرت الأخيرة انتصارًا ساحقًا.
وبتاريخ 1 أغسطس من نفس العام، كان الأسطول البريطاني بقيادة القبطان «هوراشيو نيلسون»، قد أسر أو دمّر جميع السفن الفرنسية، عدا سفينتين، في معركة أبي قير البحرية، فأُحبط بهذا مشروع بونابرت الهادف إلى إقامة مركز فرنسي ممتاز في حوض البحر المتوسط، إلا أن جيشه كان قد نجح في بسط السلطة الفرنسية على مصر، على الرغم من تعرضه لانتفاضات ومقاومة مستمرة من قبل السكان. وما لبث أن انضم الأسطول العثماني والروسي إلى جانب الأسطول البريطاني لقتال الفرنسيين وإخراجهم من مصر، ولمّا رأى بونابرت تجمع الأساطيل الحليفة في البحر المتوسط، عزم على مفاجأة الدولة العثمانية باحتلال بلاد الشام قبل أن يستكمل العثمانيون استعداداتهم، فقام في أوائل سنة 1799 بتحريك 13,000 جندي من جيشه قاصداً سواحل الشام، فاحتل العريش وغزة ويافا والرملة وحيفا ووصل إلى صور في جنوب لبنان. كان الهجوم الفرنسي على مدينة يافا بالذات أكثر ضراوةً من غيره، فقد اكتشف نابليون بعد استسلام المدينة أن كثيرًا من الذين كانوا يدافعون عنها هم في واقع الأمر أسرى حرب سابقون يعملون مقابل إطلاق سراحهم لاحقًا، فأمر بإعدام جميع أفراد الحامية و1,400 أسير حرب من الذين ساهموا في الدفاع عن المدينة، باستخدام الحراب أو عن طريق الإغراق، وذلك كي يوفر رصاص البندقيات، وسمح لجنوده بنهب المدينة، فارتكبت الجنود عدّة فظائع طيلة 3 أيام، حيث نهب وقتل الكثير من السكان. ومن بين جميع مدن الساحل الشامي الجنوبي، وحدها مدينة عكا صمدت في وجه بونابرت، فلم يستطع الجنود الفرنسيون اقتحام حصونها لمناعتها، كما كان واليها «أحمد باشا الجزار» قد زوّد حاميتها بالمدافع، وكان الأسطول الإنگليزي بقيادة أمير البحر «سدني سميث» يُساعد رجال الجزار. عندما تساوت قوى الفريقين، ووقف كل من بونابرت والجزار يتربص بالآخر، التفت كل منهما إلى أمير لبنان «بشير الثاني الشهابي»، فوجدا فيه مرجّحًا لكفة من يُساعده فيما يُقدمه الأمير من رجال ومؤن، فكتب كل منهما إليه: أما بونابرت فقد طلب منه المساعدة ووعده بتوسيع حدود إمارته وتخليص بلاد الشام من حكم الجزار المتقلّب الذي دائما ما يخلف بوعوده ويغدر بمن حوله؛ وأما الجزار فأصرّ على الأمير أن يمده بجيش ليقاوم الحملة الفرنسية، ووعده مقابل ذلك بإعادة مدينة بيروت إلى إمارته. لكن بشيراً اتخذ موقفًا محايداً من كلا الطرفين، فسكت عن الرد على رسالة بونابرت، وتجاهل المؤن التي زود بعض الأهالي بها الجيش الفرنسي، وردّ على الجزار يعتذر عن تقاعسه في نجدته، زاعماً أن أهل البلاد امتنعوا عن طاعته بعد أن بلغهم أن الجزار عزله عن الحكم، وولّى مكانه أبناء سلفه، الأمير «يوسف الشهابي».

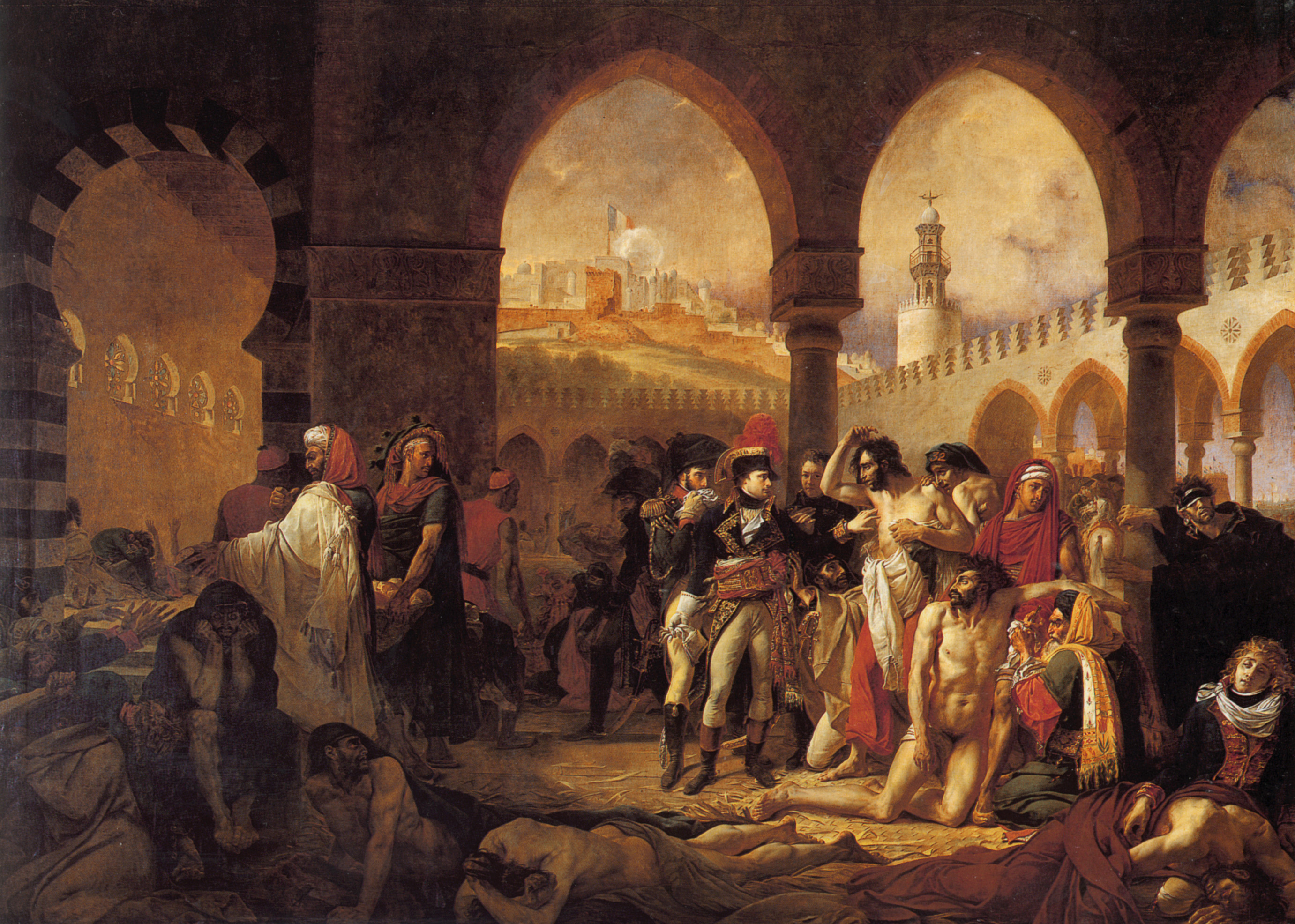
لوحة بعنوان: نابليون بونابرت يزور ضحايا الطاعون في يافا، Bonaparte visitant les pestiférés de Jaffa، بريشة "أنطوان جون گرو".

إزاء مناعة حصون عكا، ووصول النجدات العثمانية إليها، واشتراك الأسطول البريطاني في مساعدة العثمانيين، وشدة وطأة وباء الملاريا ثم الطاعون اللذين فتكا بالجنود الفرنسيين فتكًا ذريعًا، اضطر بونابرت إلى رفع الحصار عن عكا والتراجع إلى مصر في شهر مايو من سنة 1799. ولكي يسرّع من تحرك الجيش، أمر بأن يُدس السم لكل جندي مُصاب بالمرض كي لا يكون هناك ما يُلكئ المسيرة. وقد قال مؤيدو نابليون إن هذه الخطوة كانت ضرورية نظرًا للمناوشات المستمرة التي قامت بها القوات العثمانية، وأنه بحال كان قد ترك أي من الجنود المُصابين على قيد الحياة لكان العثمانيون قتلوهم بعد أن يعذبوهم عذابًا شديدًا.

### العودة إلى فرنسا
بقي نابليون على اطلاع بالشؤون والأوضاع الأوروبية طيلة فترة وجوده في مصر، وذلك عن طريق مطالعته للصحف والبرقيات الفرنسية التي كانت تصله بشكل متقطع. فاكتشف أن الدول الأوروبية تألبت على فرنسا، فهزمتها في حرب الائتلاف الثانية واستردت منها ما كان قد كسبته. وبتاريخ 24 أغسطس سنة 1799، اغتنم بونابرت فرصة الانسحاب المؤقت للسفن البريطانية من على سواحل فرنسا وأبحر مسرعًا إليها، رغم عدم تلقيه أية أوامر من باريس بالعودة، وترك للواء «جون بابتيست كليبير» قيادة القوة الفرنسية. كانت حكومة الإدارة في واقع الأمر قد أرسلت إلى بونابرت تطلب منه الرجوع إلى فرنسا لصد أي هجوم أو غزو محتمل للبلاد، لكنه لم يعلم بذلك نظرًا لعدم وصول الرسالة إليه بسبب ضعف وسائل النقل والمواصلات في ذلك الزمن.

## حكم فرنسا

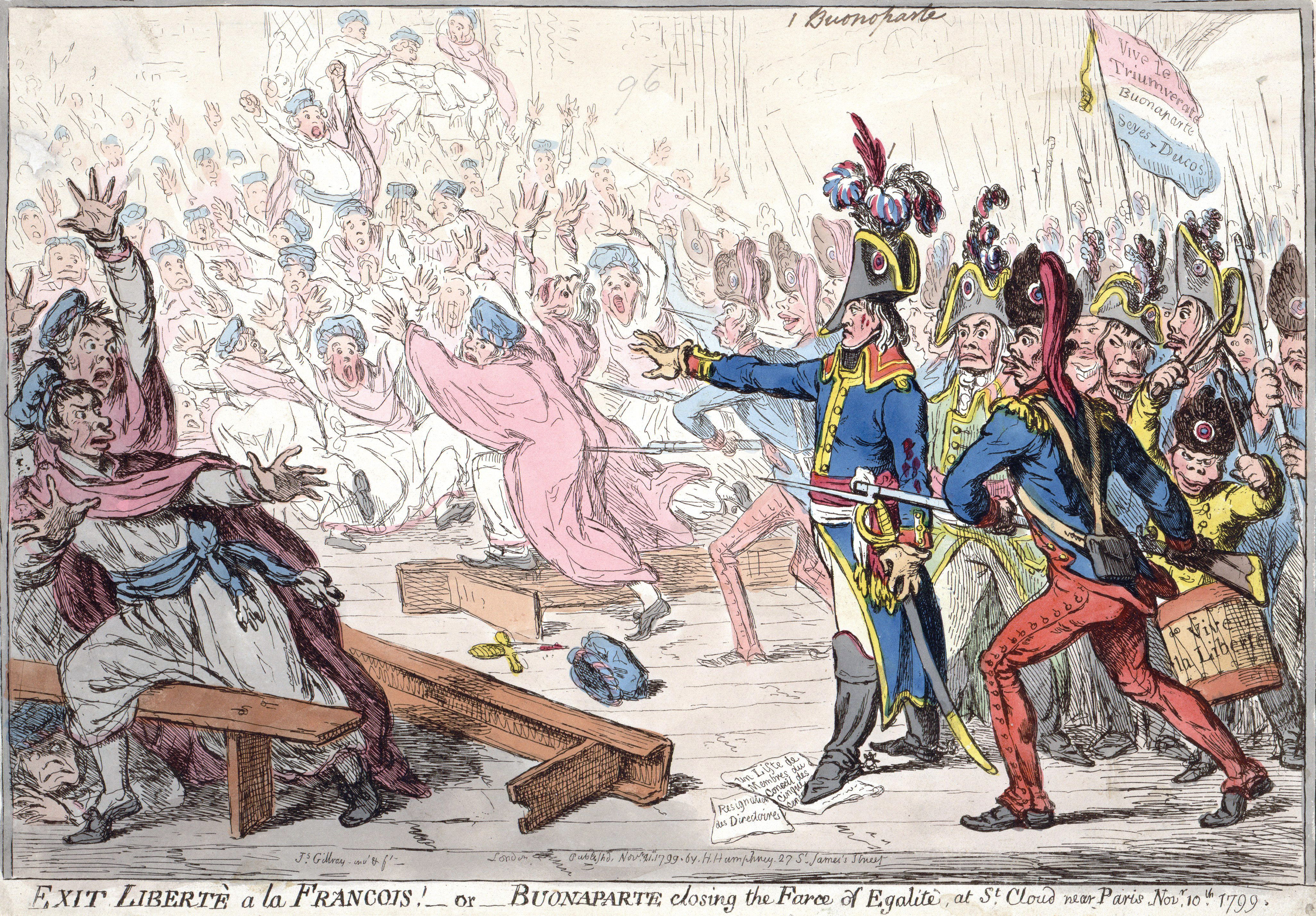
رسم بريطاني ساخر يُصوّر انقلاب الثامن عشر من شهر برومير، بريشة "جيمس گيلراي".

كان الوضع العام في فرنسا قد تحسن بعض الشيء عند وصول نابليون في شهر أكتوبر، ذلك أن الجمهورية كانت قد حققت سلسلة من الانتصارات على بعض الدول المجاورة. إلا أن ذلك تركها مفلسة، وكانت حكومة الإدارة قد أصبحت ضعيفة، منقسمة على نفسها، مكروهة من قبل الشعب. وما أن علِم أعضاء الحكومة بعودة بونابرت حتى اجتمعوا لينظروا في توقيع العقوبة الملائمة عليه نظرًا لتخلفه عن تلبية نداء الواجب، عندما أرسلوا إليه بالرسالة التي طالبوه فيها بالعودة، إلا أن الحكومة كانت قد بلغت من الضعف حدًا لم تستطع معه فرض أي عقوبة على قائد بحجم بونابرت.
عرض أحد أعضاء حكومة الإدارة، واسمه «عمانوئيل جوزيف سيس»، على نابليون أن يدعمه في انقلاب للإطاحة بالحكومة الدستورية وإقامة حكومة جديدة بدلاً منها، بعد أن أصبحت الأولى شديدة الوهن ولا تقوى على النظر في شؤون البلاد والعباد. شملت قائمة رؤساء هذه الخطة: «لوسيان بونابرت» شقيق نابليون؛ رئيس مجلس الخمسمائة «روجيه دوكو»؛ «جوزيف فوشيه» وهو عضو آخر من أعضاء حكومة الإدارة؛ وتاليران. وفي التاسع من نوفمبر، الموافق في الثامن عشر من شهر برومير—بحسب التقويم الفرنسي—كُلّف نابليون بحماية وضمان سلامة المستشارين التشريعيين، الذين نقلوا مركز أعمالهم إلى «قصر القديس كلو» (بالفرنسية: Château de Saint-Cloud) الواقع غرب باريس، بعد أن سرت إشاعة مفادها أن اليعاقبة يعقدون العزم على القيام بثورة والإطاحة بالمستشارين قبل أن تبصر الحكومة الجديدة النور. وفي اليوم التالي، شعر أعضاء حكومة الإدارة أنهم كادوا أن يتعرضوا لانقلاب في اليوم الفائت، فاستنكروا هذا الفعل أشد الاستنكار، فما كان من نابليون إلا أن قاد بضعة جنود وعزل أعضاء الحكومة بالقوة واستولى على الحكم وجعل مكان الحكومة القديمة حكومة جديدة مكونة من ثلاثة قناصل: «سيس»، «دوكو»، وهو نفسه. وقد أيّد الشعب الفرنسي هذا التدبير.

### عهد القنصلية

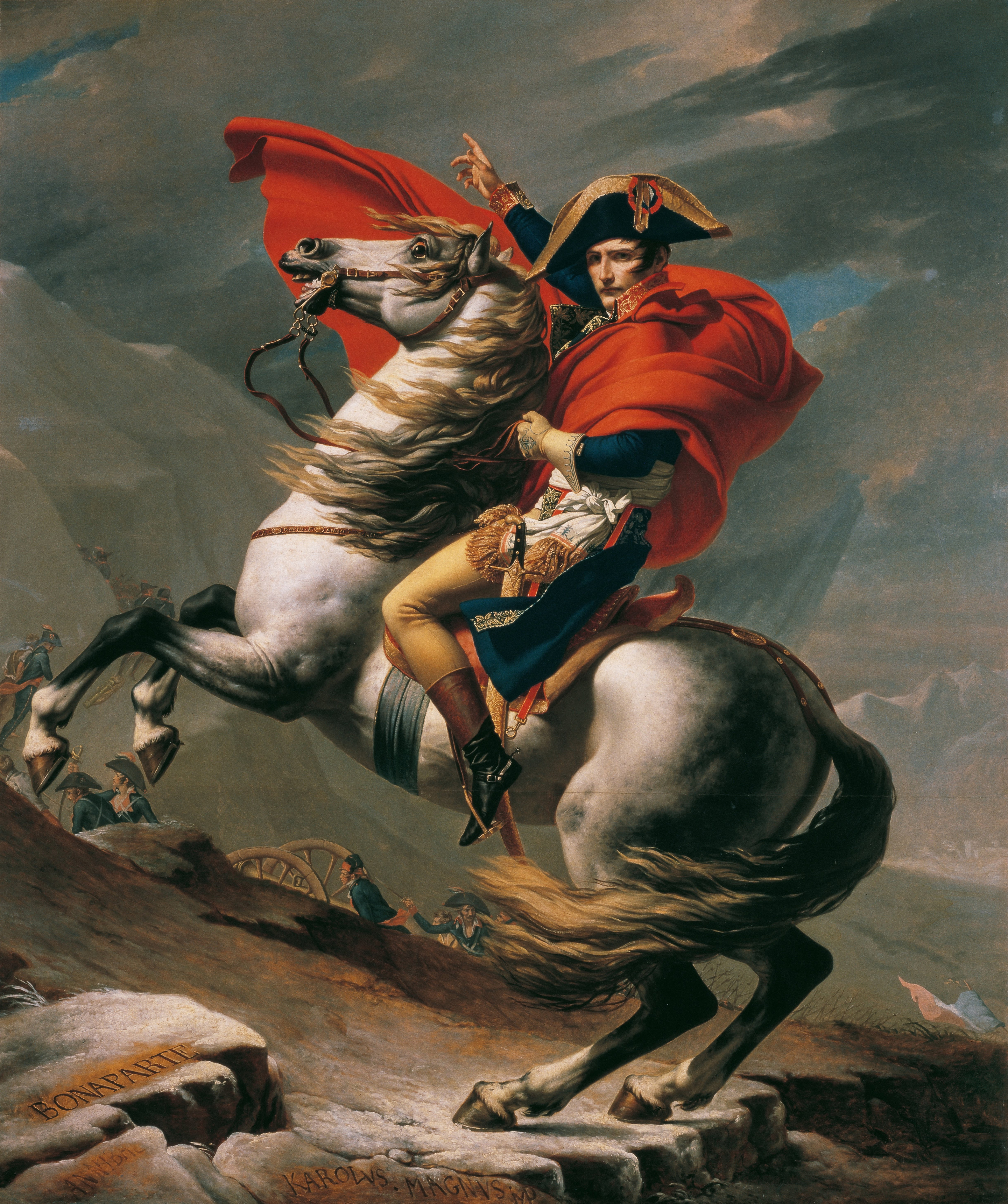
نابليون يعبر جبال الألب، بريشة "جاك لويس دايڤيد".

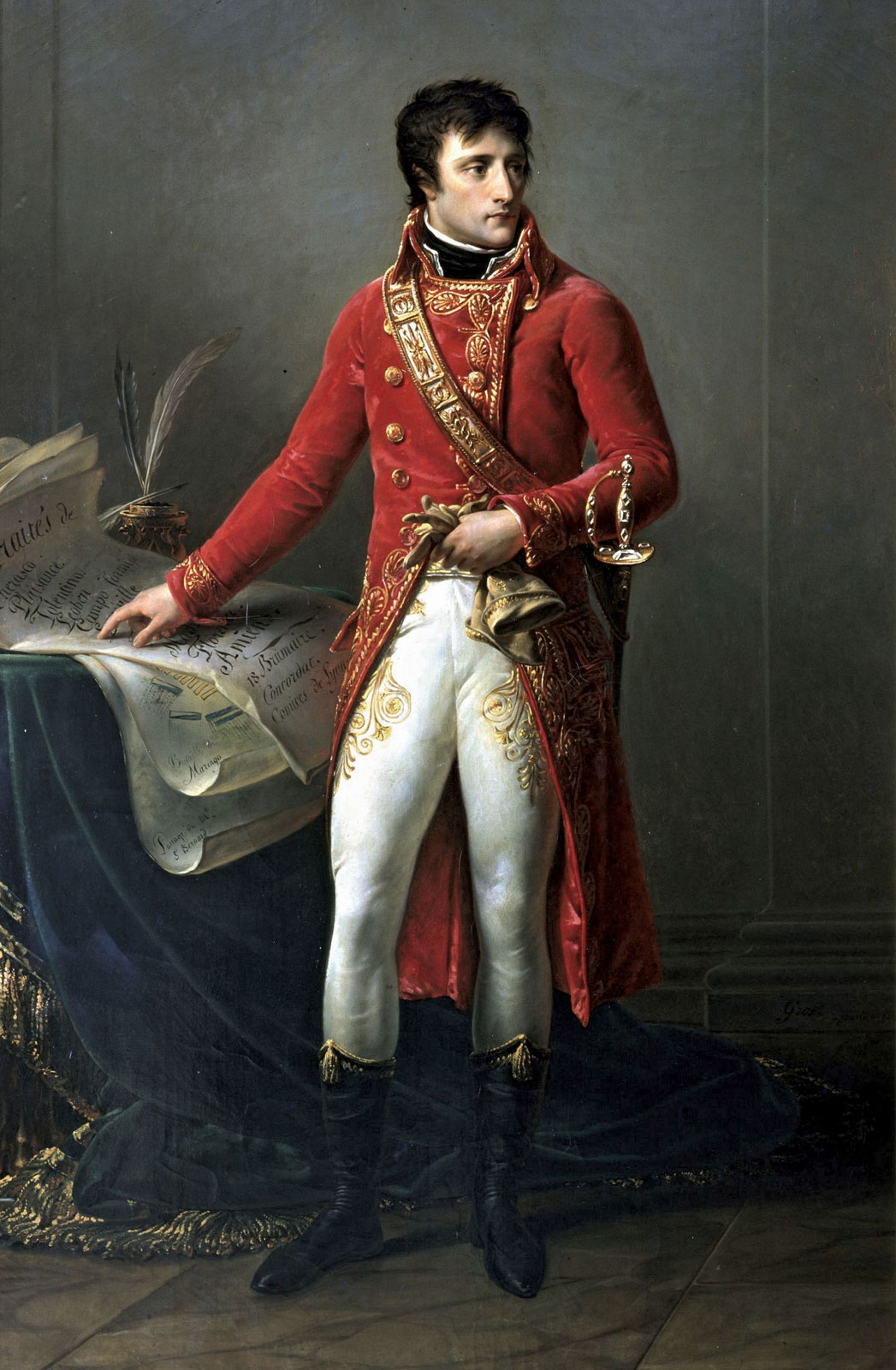
نابليون القنصل الأول، بريشة «أنطوان جون گرو».

كان سيس يعتقد أنه سيُسيطر على الحكومة الجديدة بمنتهى السهولة، نظرًا لأنه هو من كان صاحب فكرة الانقلاب منذ البداية، إلا أن نابليون كان أكثر دهاءً وأشد مكرًا منه، حيث قام بصياغة العديد من مواد الدستور، الذي عُرف بدستور السنة الثامنة، بنفسه بشكل يضمن انتخابه لمنصب القنصل الأول، وبعد إجراء الانتخابات فاز نابليون بالمنصب سالف الذكر، فانتقل للسكن في قصر التويلري الذي اتخذ منه ملوك فرنسا مقرًا لهم في السابق. وبهذا أصبح بونابرت رسميًا أقوى شخص في فرنسا.
بعد أن تولى نابليون السلطة وأصبح قنصلاً، اهتم بدفع الخطر عن فرنسا، فقد كانت الدول الأوروبية، وخصوصًا النمسا، استرجعت أثناء وجوده في مصر جميع الأراضي تقريبًا، التي كان قد غنمها منها. فقام نابليون سنة 1800، بتجهيز جيش قوي في السر واجتاز به جبال الألب فوصل إلى شمالي إيطاليا. بدأت الحملة بشكل سيئ بالنسبة للفرنسيين بعد أن ارتكب بونابرت بضعة أخطاء إستراتيجية؛ فقد تُركت إحدى الفرق العسكرية مُحاصرة في مدينة جنوة، لكنها استطاعت الصمود في وجه النمساويين وإشغالهم والاستيلاء على بعض مؤنهم. وقد سمح هذا الأمر، إضافةً للقوات الإضافية التي أتى بها اللواء الفرنسي «لويس دوزيه» في الوقت الملائم، لنابليون أن يتفادى الهزيمة الوشيكة ويحقق نصراً كبيراً على النمساويين في «معركة مرنگو». ترأس «جوزيف»، شقيق نابليون، مفاوضات السلام مع النمسا في مدينة لونڤيل، وفي أثناء إجراء المفاوضات أرسل إلى نابليون يقول إن النمسا، تدعمها بريطانيا، لا تعترف بسلطان فرنسا على الأراضي التي اكتسبتها حديثًا. وفيما ازدادت حدّة المفاوضات، أصدر نابليون أوامره إلى اللواء «جون مورو» بأن يوجه ضربةً جديدة إلى النمسا، ففعل الأخير ما أُمر به وقاد فرنسا إلى النصر في «معركة هونليندن»، فاضطرت النمسا أن توقع على معاهدة السلام في شهر فبراير من سنة 1801، وأن تعيد إلى فرنسا ما كسبته منها إلى جانب بعض الأراضي الجديدة، وأن توافق على التدابير التي اتخذتها فرنسا من أجل تأمين سلامتها.

#### السلام المؤقت في أوروبا
وبعد انتهاء هذه الحرب مع النمسا، أقام بونابرت قاعدةً عسكرية في مدينة بولونيا البحرية الواقعة على ساحل بحر المانش، استعدادًا لغزو بريطانيا، إلا أن كلتا الدولتين كانتا قد أنهكتا إنهاكًا شديدًا من الناحية البشرية والاقتصادية، بفعل الحروب المستمرة، فأبرمتا معاهدة أميان في شهر أكتوبر من عام 1801 وأكملتا التصديق على بنودها في شهر مارس من سنة 1802؛ وتضمنت هذه المعاهدة انسحاب القوات البريطانية من معظم المستعمرات التي احتلتها مؤخرًا في حوض البحر المتوسط خصوصًا. كانت هذه الفترة من السلم من أخصب أيام نابليون وأنفعها لفرنسا وللحضارة العالمية، لكنها بقيت غير مستقرة ولم تدم طويلاً؛ إذ أن بريطانيا لم تنسحب من جزيرة مالطا كما كانت قد وعدت، واعترضت على ضم نابليون لإقليم بييمونتي الإيطالي إلى فرنسا وعلى إصداره لمرسوم الإصلاح الذي أنشأ بموجبه كونفدرالية سويسرية جديدة، رغم أن المعاهدة لم تنص على عدم جواز إتيان فرنسا مثل هذه الأفعال في تلك المناطق من أوروبا. تُوج هذا الخلاف بين الدولتين بإعلان بريطانيا الحرب في شهر مايو من سنة 1803، فقام نابليون باستكمال تجهيز القاعدة العسكرية في «بولونيا البحرية» بالرجال والعتاد اللازمة، وعقد العزم على غزو بريطانيا والقضاء عليها نهائيًا.
وفي تلك الأثناء كانت فرنسا تواجه مشكلة في مستعمرة هاييتي الواقعة قبالة شواطئ أمريكا الوسطى، ذلك أن نابليون كان قد أعاد إقرار صحة الإتجار بالرقيق في قانون 20 مايو لسنة 1802 في جميع المستعمرات الفرنسية، ملغيًا بذلك قانون 4 فبراير لسنة 1794 الذي كان قد قضى على العبودية نهائيًا في تلك المستعمرات، فثار سكان ذاك القسم من جزيرة هيسپانيولا، وبشكل خاص المستعبدون منهم، ثاروا على الفرنسيين وقاوموهم وتكبد كلا الطرفين خسائر بشرية كبيرة. أرسل نابليون بعد أن علم بهذه الثورة جيشًا، ليستعيد السيطرة على القسم الغربي من الجزيرة المعروف باسم «القديس دومينيك»، وليُقيم قاعدةً فرنسية هناك، إلا أن ذلك الجيش لم يستطع فعل شيء، إذ أُفني عن بكرة أبيه بفعل انتشار الحمى الصفراء بين الجنود وبسبب المقاومة الشديدة التي أبداها القادة العسكريون الهاييتيون، مثل اللواء «توسان لوفرتور» و«جان جاك ديسالين». وما إن بدأت الحرب مع بريطانيا تلوح بالأفق، وتبين لبونابرت أنها واقعة قريبًا لا محالة، قام ببيع حصة فرنسا من الأراضي في أمريكا الشمالية إلى الولايات المتحدة، خصوصًا أنه لم يكن بالإمكان الدفاع عنها ضد البريطانيين بحال زحفوا عليها من مستعمراتهم الكندية شمالاً. أضف إلى ذلك أن الخزينة الفرنسية كانت على شفير الإفلاس، وكانت الدولة بحاجة إلى موارد مالية تستطيع بواسطتها أن تُنفق على الجيش في الحرب القادمة. حصلت الولايات المتحدة على الأراضي التي شكّلت مستعمرة لويزيانا الفرنسية مقابل أقل من 3 سنتات للفدان الواحد (7.40$ للكيلومتر المربع).

#### الإصلاحات

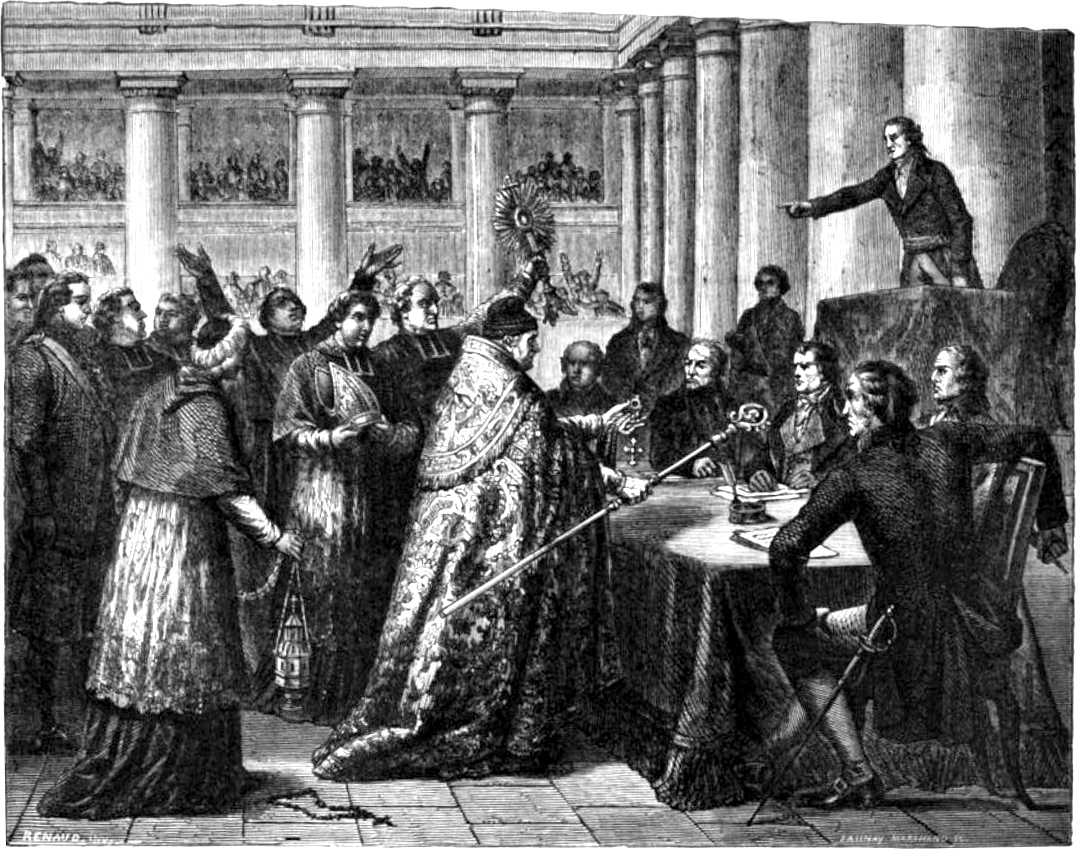
القادة الروحيين للكنيسة الكاثوليكية يقسمون اليمين القانونية على احترام المعاهدة البابوية.

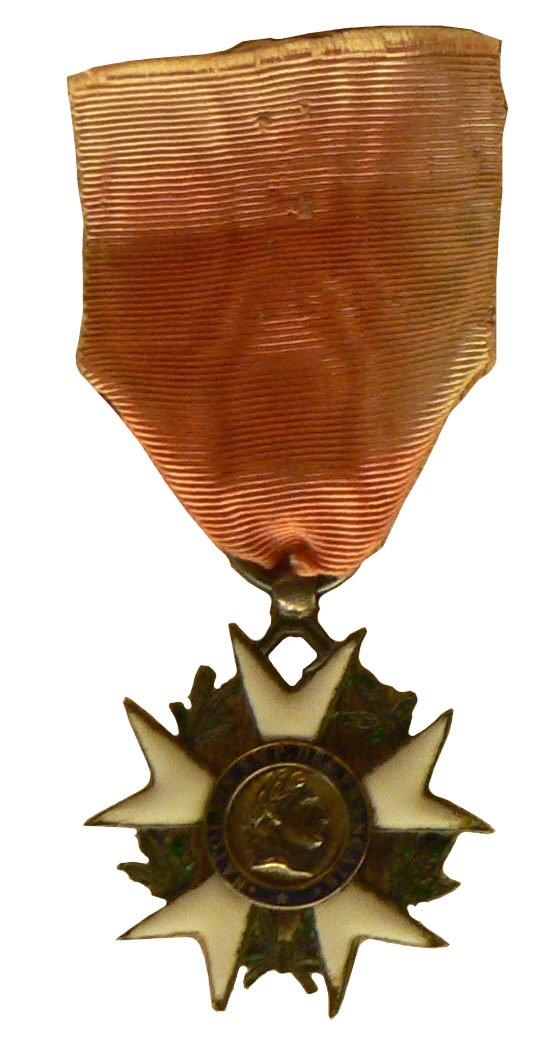
ميدالية جوقة الشرف الأصلية (1804).

كانت العلاقات الودية بين الدولة الفرنسية والكنيسة الكاثوليكية قد انقطعت إبان الثورة. ولما تولى نابليون الحكم رأى أن المصلحة تقتضي إعادة التفاهم بين الكنيسة وفرنسا. وبعد مفاوضات استمرت عدّة أشهر، عقد مع البابا «پيوس السابع» معاهدة بابوية سنة 1801. فاعترف نابليون في هذه المعاهدة بالبابا رئيسًا للكنيسة وأزال بعض القيود التي فرضتها الثورة على رجال الدين. ومقابل ذلك اعترف البابا بمصادرة أملاك الكنيسة على أن تدفع الدولة رواتب رجال الدين. ووافق البابا كذلك على أن يختار نابليون الأساقفة وأن يُعين هؤلاء رجال الدين الذين هم دونهم. وبهذا الاتفاق عادت المياه إلى مجاريها بين فرنسا والبابا.
كان في فرنسا قبل الثورة ما يقرب من ثلاثمئة قانون يختلف الواحد منها عن الآخر. وكانت جميعها نافذة في المناطق الفرنسية المختلفة. فألّف نابليون لجنة من كبار رجال القانون وطلب منها توحيد الشرع الفرنسي. وبعد بضع سنوات من العمل الشاق أخرجت تلك اللجنة للعالم في سنة 1804 قانونًا مدنيًا عُرف باسم «قانون نابليون» (بالفرنسية: Code Napoléon) وهو ينص على حقوق الأفراد وواجباتهم وعلى أمور الزواج والطلاق والميراث وغير ذلك. كذلك أنشأ نابليون في سنة 1801 «مصرفَ فرنسا» (بالفرنسية: Banque de France) ومنحه حق إصدار الأوراق المالية. فاستعاد النقد الفرنسي قيمته وثقة الناس به بعد أن كانت تلك الثقة قد زُعزِعَت خلال الثورة.
كانت الثورة قد قضت على نظام الطبقات وجعلت الناس سواسية. ولكن نابليون أنشأ طبقة جديدة من أصحاب الامتيازات لا ترتكز على الحسب والنسَب كالسابق، بل على الخدمات جليلة الشأن التي يُقدمها الفرد لوطنه. وتكون هذه الامتيازات على شكل أوسمة وألقاب تُمنح لمستحقيها من رجال العلم والأدب والسياسة والفن وغيرها. وعُرف هذا النظام باسم نظام «جوقة الشرف» (بالفرنسية: Légion d'honneur)، ولا يزال معمولاً به في فرنسا حتى الوقت الحاضر.
أدرك نابليون أهمية المدارس في توجيه النشء فقرر أن يجعلها في يد الدولة وتحت إشرافها، فوضع نظامًا للتعليم يتألف من ثلاث مراحل هي مرحلة التعليم الابتدائي ومرحلة التعليم الثانوي ومرحلة التعليم العالي. وكان يُطلق على معاهد التعليم العالي اسم «الجامعة» أو «جامعة فرنسا». وقد اختير بونابرت سنة 1801 رئيسًا للأكاديمية الفرنسية للعلوم، فعيّن بدوره عالم الفلك والرياضيات جان باتيست جوزيف ديلامبر أمينًا دائمًا لها. ولمّا كان نابليون يُعين كبار موظفي الجامعة بنفسه استطاع أن يُخضع معاهد التعليم في فرنسا لإشرافه المباشر. وكان نابليون يفرض على المدارس أن تُلقن طلابها الولاء والإخلاص للوطن والمحبة والطاعة لشخصه. وكانت الحكومة تنفق على معظم هذه المدارس وتعتبر المدرّسين فيها من موظفي الدولة. غير أن هذا المنهاج لم يُنفّذ بكامله بسبب المبالغ الكبيرة التي يتطلبها تحقيقه، وبقي نصف الطلاب الفرنسيين تقريبًا يتلقون العلم في المدارس الخاصة التي كان معظمها تابعًا للكنيسة الكاثوليكية. اتسعت سلطة نابليون مع ولادة دستور السنة العاشرة، حيث جاء في المادة الأولى منه: «إن الشعب الفرنسي يُسمي، ومجلس الشيوخ يُعلن نابليون بونابرت قنصلاً عامًا مدى الحياة». بعد ذلك لم يعد أحد يرمز إليه باسم «بونابرت» بل باسم «نابليون».
إن مشاغل نابليون الكثيرة لم تصرفه عن الاهتمام بالمشاريع العمرانية العامة. فأنشأ شبكة طويلة من الطرق وبنى الجسور وحفر الأقنية وطوّر شبكات الصرف الصحي وجفف المستنقعات ووسع المرافئ الكبيرة وجمّل مدينة باريس وشيّد في وسطها قوس النصر تخليدًا لذكرى انتصاراته. ونشّط الزراعة والصناعة والتجارة والعلوم والفنون بمختلِف الوسائل.

### عهد الإمبراطورية

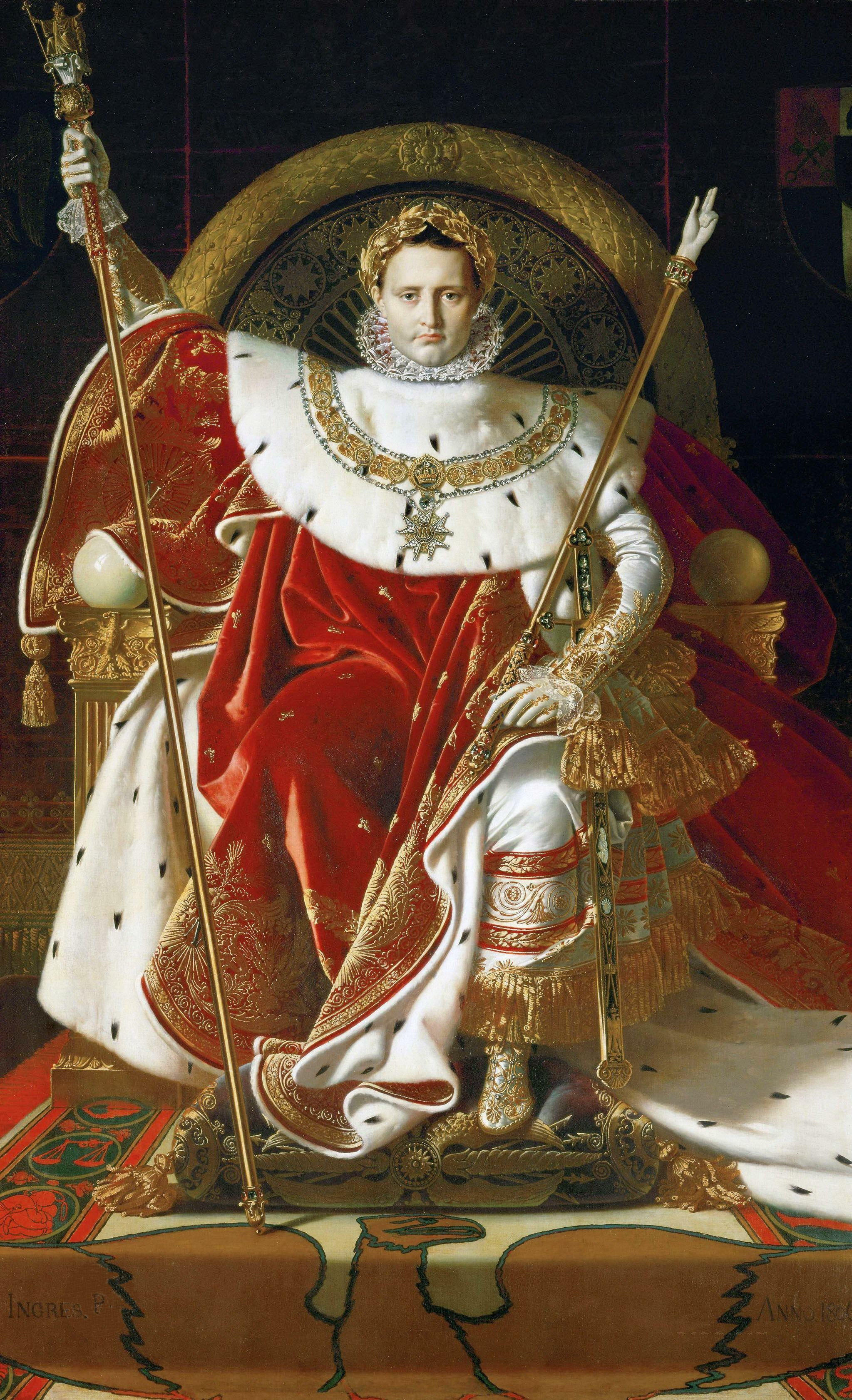
نابليون الأول على عرشه الامبراطوري Napoléon I^{er} sur le trône impérial، بريشة "جان أوغست دومينيك آنگر".

تعرّض نابليون بصفته حاكم فرنسا لعدد من المؤامرات الهادفة لاغتياله، والتي حاكها ضده الملكيين واليعاقبة، وقد شملت هذه «مؤامرة الخناجر» (بالفرنسية: Conspiration des poignards) في أكتوبر من عام 1800، و«مؤامرة شارع القديسة نيسيز» بعد شهرين من المؤامرة الأولى. وفي شهر يناير من سنة 1804، كشفت الشرطة مؤامرة جديدة تهدف للتخلص من بونابرت، كان أحد مخططيها هو اللواء «جون مورو» الذي أخضع النمسا للشروط التي فرضتها عليها فرنسا في مفاوضات السلام بعد معركة مرنگو قبل 3 سنوات من ذلك التاريخ، كما تبين أن هذه المؤامرة كانت برعاية ومباركة آل بوربون، حكّام فرنسا السابقين. أمر نابليون باعتقال دوق إنيان، المدعو «لويس أنطوان»، وهو أحد أقارب أسرة بوربون، بناءً على نصيحة من تاليران، رغم أن هذا الأمر كان يُشكل خرقًا لسيادة ولاية بادن الألمانية المجاورة، حيث كان الدوق يقطن. أعدم الأخير بعد محاكمة سرية، حتى أنه لم يكن طرفًا في المؤامرة ضد نابليون.

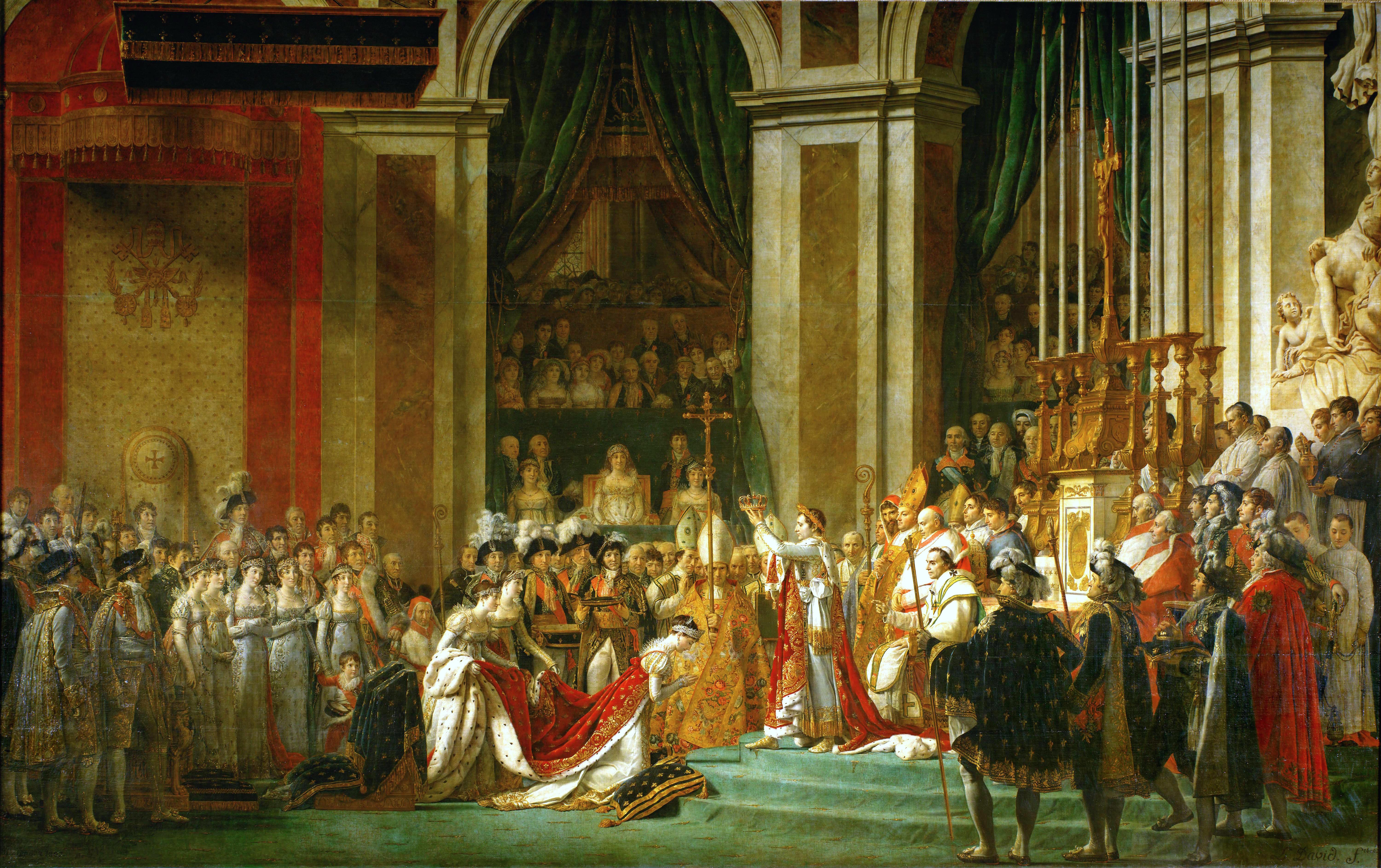
نابليون يتوّج نفسه إمبراطورًا، بريشة "جاك لويس دايڤيد".

استغل نابليون هذه المؤامرات التي هدفت للقضاء عليه ليُبرر إلغاءه نظام القنصلية وإعادة إنشاء نظام ملكي وراثي في البلاد، يحمل فيه لقب الإمبراطور، وبهذا يكون أيضًا قد وضع الكثير من العوائق في درب آل بوربون، وجعل من الصعب عليهم أن يعودوا للتربع على عرش فرنسا، خصوصًا وأن الخلافة البونابرتية ستكون قد أصبحت مرسخة في الدستور الفرنسي بعد قيام النظام الجديد. توّج نابليون نفسه إمبراطورًا بتاريخ 2 ديسمبر سنة 1804 في كاتدرائية نوتردام في باريس بحضور البابا، ثمّ توّج زوجته «جوزفين». وهناك رواية تفيد بأن نابليون سحب التاج من يديْ البابا «پيوس السابع» أثناء الحفل وتوّج نفسه بنفسه كي لا يخضع للسلطة البابوية، إلا أن معظم المؤرخين يقولون إن هذه الرواية مشكوك في صحتها؛ إذ إن إجراءات التتويج كان قد اتُفق عليها مسبقًا بحسب الرأي الغالب. تُوج نابليون ملكًا على إيطاليا بتاريخ 26 مايو سنة 1805 في كاتدرائية ميلان، ثم أنشأ طائفة «مشيرو فرنسا» (بالفرنسية: Maréchal de France) المكونة من أكبر ألوية جيشه وأكثرهم إخلاصًا، ليضمن وفاء الجيش الدائم له. كان الموسيقار الألماني «لودڤيغ ڤان بيتهوڤن» من أشد المعجبين ببونابرت ونبوغه العسكري والسياسي، لكن أمله خاب عندما حوّل الأخير نظام الحكم في فرنسا إلى نظام إمبريالي، فشطب القطعة الموسيقية التي كان قد كتبها ولحنها خصيصاً للقائد الفرنسي من سمفونيته الثالثة.

#### حرب الائتلاف الثالث
بينما كان نابليون يتهيأ لغزو بريطانيا في سنة 1805، كانت حكومتها قد أقنعت كل من النمسا والإمبراطورية الروسية بالدخول معها في حلف لمحاربة فرنسا، وكان نابليون يُدرك عجز البحرية الفرنسية عن الدخول وجهًا لوجه في معركة مع البحرية الملكية البريطانية، لذا قام برسم خطة لاستدراج السفن البريطانية بعيدًا عن القناة الإنگليزية، حتى تتمكن السفن الفرنسية من قتالها بشكل أفضل. وكانت الخطة تقضي بأن تقوم البحرية الفرنسية بخرق الحصار البريطاني لمدينة طولون وبريست والتوجه نحو جزر الهند الغربية، المستعمرة البريطانية، والتهديد بقصفها، فتضطر عندئذ البحرية الملكية أن تنسحب من على حدود بريطانيا الغربية للدفاع عن تلك المستعمرة، فتقوم فرنسا بالتعاون مع حليفتها إسبانيا بإرسال أسطول مشترك للسيطرة على القناة لفترة تسمح بعبور الجيوش الفرنسية من شمال فرنسا إلى إنگلترا. إلا أن انتصار البريطانيين في معركة «رأس فينيستر» البحرية في شهر يوليو من سنة 1805، وانسحاب أمير البحر «پيير شارلز ڤيلنوڤ» إلى ميناء مدينة قادس، جعل نابليون يُدرك عجز قواته وعدم تمكنه من الوصول إلى بريطانيا لمحاربتها في عقر دارها.

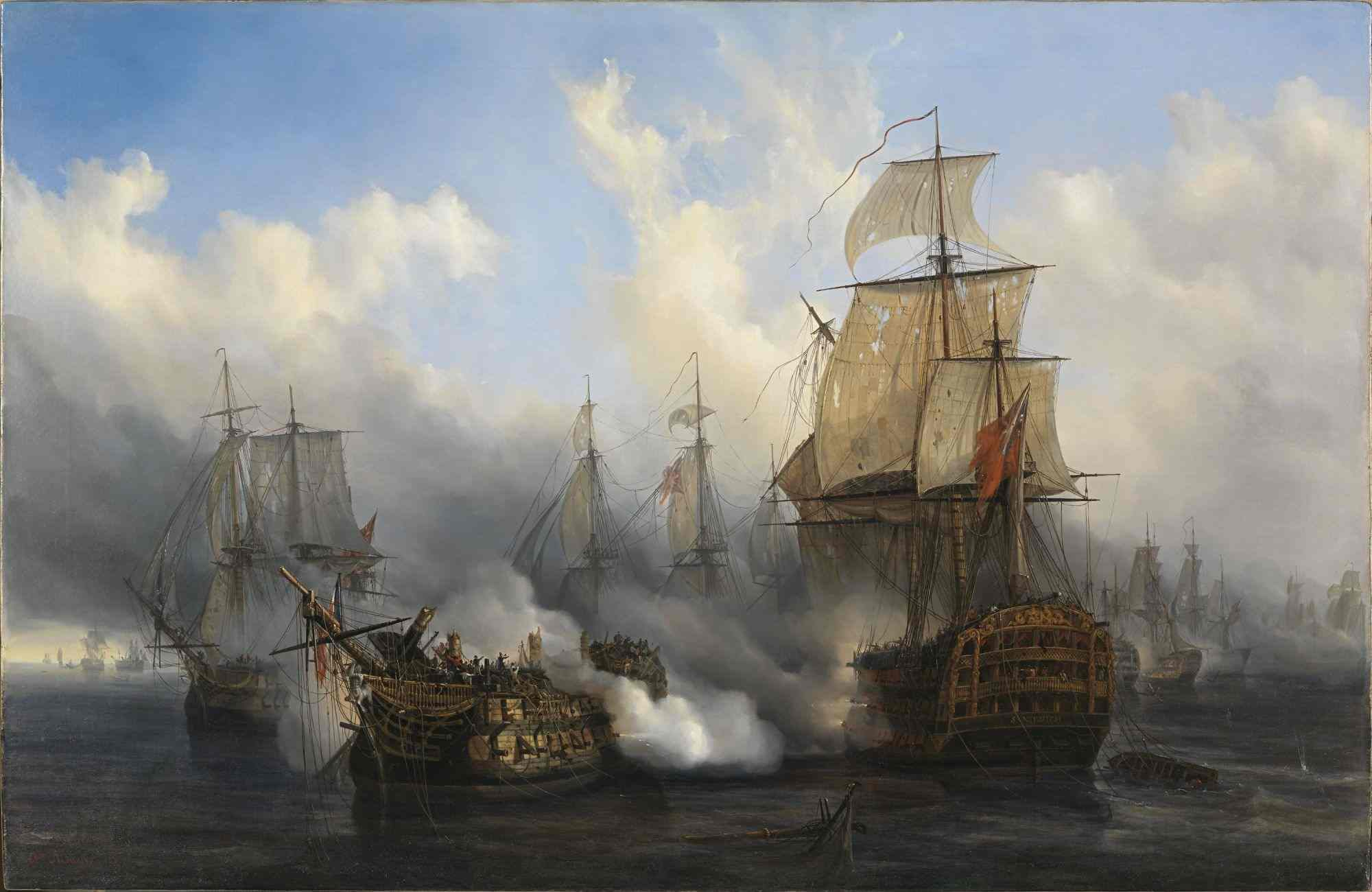
معركة طرف الغار، بريشة «أوغست ماير»، 1836.

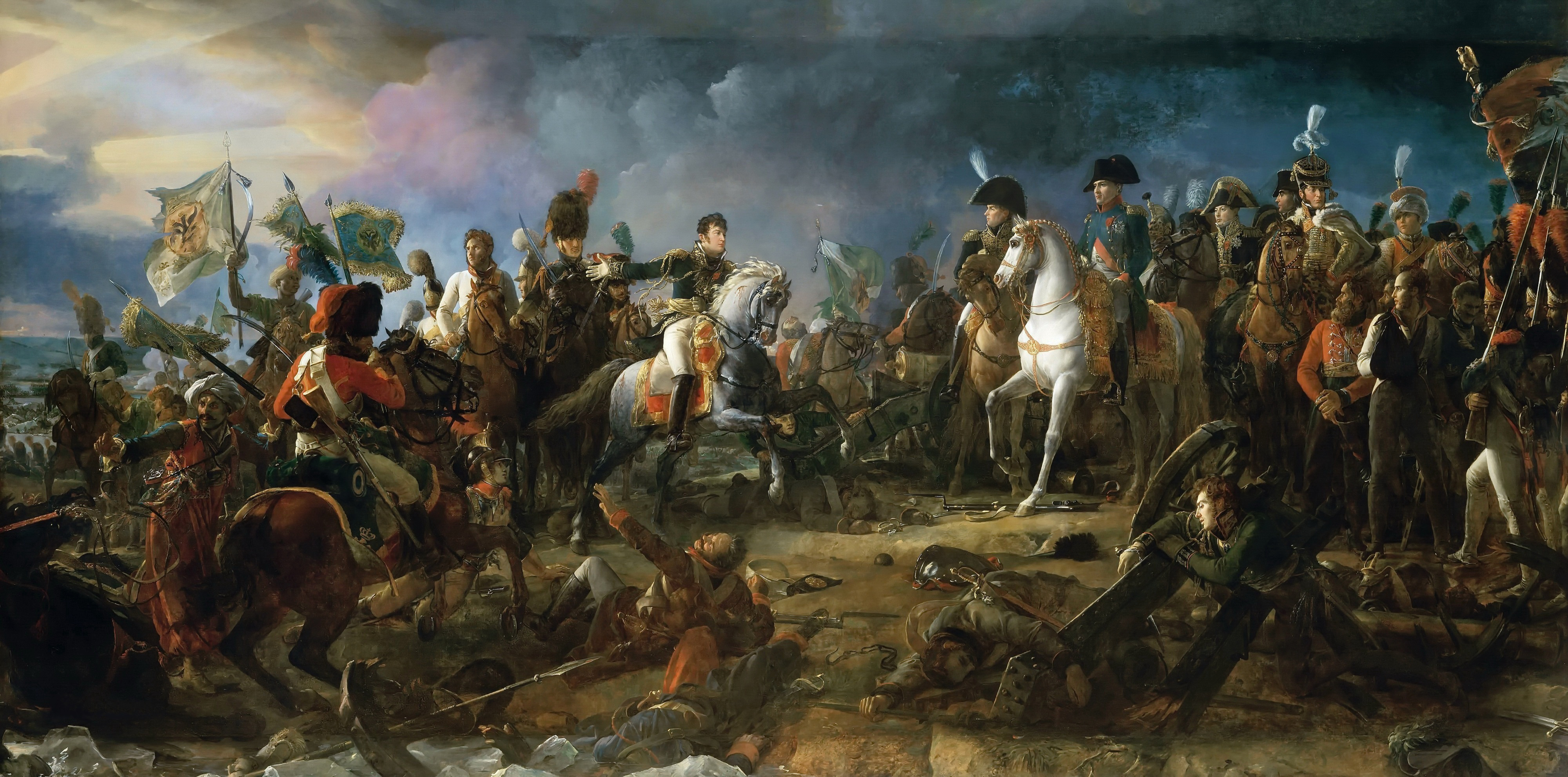
معركة أوسترليتز، بريشة فرانسوا جيرار، 1810.

بعد أن غضّ نابليون الطرف عن غزو بريطانيا، أمر جيشه المتمركز بشمال فرنسا بالزحف سرًّا على ألمانيا، في حملة أطلق عليها اسم «حملة أولم»، فأحاط الجيش الفرنسي بالقوات النمساوية التي كانت على وشك أن تُهاجم فرنسا، قاطعًا بذلك خطوط التواصل بينها، وهزمها هزيمةً كبيرة في مَعْرَكة أولمْ بتاريخ 20 أكتوبر سنة 1805. قبض الفرنسيون على 30,000 أسير في تلك المعركة، إلا أنهم منيوا بهزيمة ضخمة في اليوم التالي، عندما انتصر أمير البحر البريطاني «هوراشيو نيلسون» على الأسطول الفرنسي في «معركة طرف الغار» قرب الشاطئ الإسباني، مما جعل بريطانيا تبسط سيطرتها على البحار. وبعد ستة أسابيع من هذه الحادثة، وفي اليوم الذي يوافق الذكرى الأولى لتربع بونابرت على العرش، هزم الجيش الفرنسي الجيشين النمساوي والروسي في «معركة أوسترليتز». كانت نتيجة هذا الانتصار أن انتهت حرب الائتلاف الثالث، فأمر نابليون عند ذلك بالبدء ببناء قوس النصر في وسط مدينة باريس لتخليد ذكرى هذا النصر، ثم توجه إلى مدينة ڤيينا عاصمة النمسا، وفرض عليها شروطًا قاسية للصلح. اضطرت النمسا إلى أن تتنازل عن المزيد من الأراضي لصالح فرنسا، وأن توقع على معاهدة سلام پراسبورغ التي قضت نهائيًا على الإمبراطورية الرومانية المقدسة وأدّت لولادة «اتحاد الراين» (بالفرنسية: États confédérés du Rhin؛ وبالألمانية: Rheinbund) الذي سُمي نابليون «مرشدًا» و«حاميًا» له.
قال نابليون عن معركة أوسترليتز إنها «أروع معركة خضتها في حياتي». يقول المؤرخ «فرانك مكلين» إن نابليون بلغ من النجاح حدًا في أوسترليتز جعله يفقد إحساسه بالواقع، وإن ما كان يُعد سابقًا سياسة فرنسية خارجية، أصبح في ذلك الوقت يُعد «سياسة نابليونية خاصة»، أي بتعبير آخر أصبح نابليون يُمثل فرنسا من جميع النواحي، حتى من ناحية الشعب، فإرادته الخاصة وفقًا لهذا المؤرخ هي إرادة الشعب الفرنسي. إلا أن المؤرخ البريطاني «ڤينس كرونين» يقول إن نابليون لم يقم بتلك الحملة وما تلاها تحقيقًا لطموح شخصي، بل «تحقيقًا لطموح ثلاثين مليون فرنسي»، أي أن الفرنسيين أنفسهم كانوا راغبين وموافقين على ما قام به نابليون واعتبروه يُحقق مصلحة بلادهم.

#### التحالف مع العثمانيين والفرس

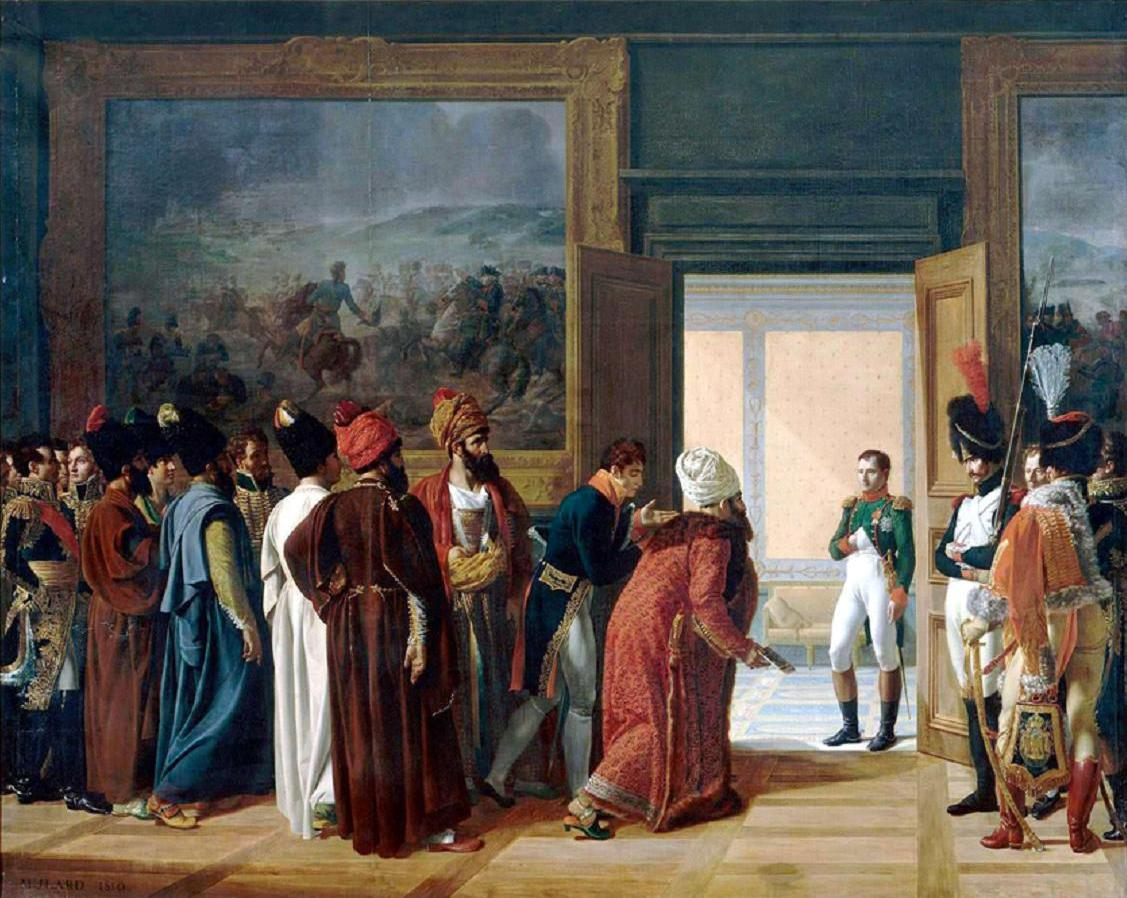
مبعوث الدولة القاجارية إلى الإمبراطورية الفرنسية، الميرزا «محمد رضا قزويني» يُقابل نابليون الأول في قصر فنكنشتاين بتاريخ 27 أبريل سنة 1807، بريشة «فرانسوا مولار».

استمر نابليون يأمل بأن يُنشئ لفرنسا مركزًا ممتازًا في الشرق الأوسط، حتى بعد فشل حملته المصرية، وذلك كي يضغط على الحدود الجنوبية للإمبراطورية الروسية ويُحاصرها من تلك الجهة. جهد نابليون جهدًا عظيمًا بدءًا من سنة 1803 ليُحاول إقناع الدولة العثمانية بالدخول معه في حلف ضد الإمبراطورية الروسية ومحاربتها في بلاد البلقان، فأرسل اللواء «هوراس سبستياني» لتجديد رباط الاتحاد والوداد مع الدولة، حاملاً معه خطابًا من بونابرت إلى السدة السلطانية يعد فيه الإمبراطور السلطان «سليم الثالث» بالمساعدة على استعادة الولايات والإمارات العثمانية المفقودة لمصلحة روسيا. وبعد انتصار نابليون في معركة أوسترليتز وما تلاها من تقطيع لأوصال إمبراطورية هابسبورغ التابعة للنمسا، اعترف السلطان بنابليون إمبراطوراً على فرنسا، وأعلن رسميًا أن الإمبراطورية الفرنسية هي "الحليف المخلص الدائم للدولة العليّة"، وأعلن الحرب على كل من بريطانيا وروسيا في وقت لاحق. كذلك، أنشأ نابليون حلفًا مع الدولة القاجارية ضد روسيا وبريطانيا، استمر منذ سنة 1807 حتى سنة 1809. انتهى هذان الحلفان عندما عادت فرنسا وتحالفت مع روسيا وحولت انتباهها إلى أوروبا من جديد.

#### حرب الائتلاف الرابع

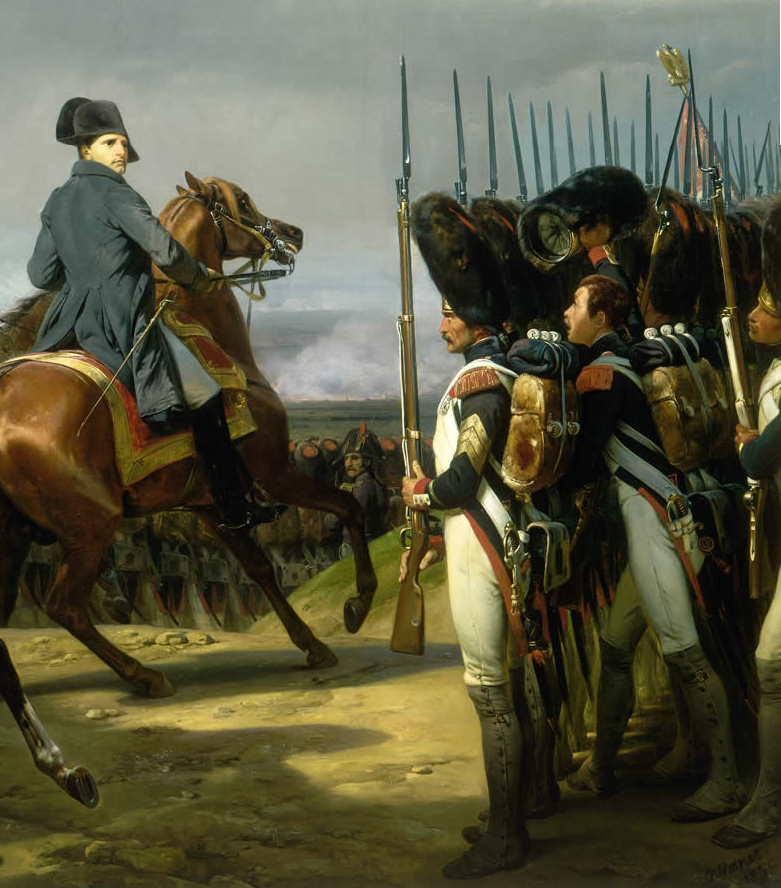
نابليون يتفقد جنوده قبل وقوع معركة يينا (14 أكتوبر سنة 1806)، بريشة «هوراس فرنيه».

تشكل الائتلاف الرابع من الدول لمحاربة فرنسا في سنة 1806، بعد هزيمة النمسا وروسيا في معركة أوسترليتز، وضمّ كلًا من: بروسيا، روسيا، بريطانيا، ساكسونيا، السويد، وصقلية. وفي ذات السنة وقع خلاف بين نابليون وبروسيا، فتقدمت الجيوش الفرنسية بسرعة خاطفة وهزمت البروسيين في «معركة يينا» واحتلت عاصمتهم برلين، فانسحب «فريدريش ڤيلهام الثالث» ملك بروسيا إلى ناحية الشرق كي ينضم لحليفته روسيا التي أرسلت جيشًا لنجدته. لكن نابليون زحف على الجيش الروسي المتقدم عبر بولندا وقاتلهم قتالاً دمويًا في «معركة إيلاو» أُزهقت فيه أرواح الكثير من الجنود الفرنسية والروسية، وانتهى بتراجع الجيش الروسي من مواقعه في السادس من فبراير سنة 1807.
لاحق نابليون الجيش الروسي المنسحب إلى بروسيا الشرقية، وهزمه والبروسيين معًا في معركة فريدلند، وبعد هذا النصر الحاسم، أبرم نابليون معاهدتين عُرفتا باسم «معاهدتي تيلزينت» تيمنًا بمدينة تيلزينت الواقعة في روسيا، فاقتسم بموجب إحداها السلطة في أوروبا مع القيصر الروسي «ألكسندر الأول»؛ أما الثانية التي أُبرمت مع بروسيا، فاقتطع بموجب نصوصها جميع أراضي تلك الدولة التي تقع غربي نهر الألب، وجميع الأراضي التي غنمتها في التقسيمين الثاني والثالث من بولندا، وصنع من ذلك دويلات جديدة، نصب على عروشها بعض أقربائه وأصدقائه، مثل شقيقه «جيروم» الذي توّجه ملكًا على مملكة وستفاليا. كذلك أنشأ نابليون «دوقية وارسو» في الجزء الذي سيطرت عليه فرنسا من بولندا، ونصب على عرشها الملك «فريدريك أغسطس الأول».
لمّا أخضع نابليون أوروبا كلها تقريبًا لسيطرته وعجز عن بريطانيا، عمد إلى محاربتها اقتصاديًا. فحرّم على جميع الدول الأوروبية المتاجرة معها، عن طريق إصداره لمرسومين إمبراطوريين، أحدهما في مدينة ميلان والآخر في برلين، يُحرمان جميع أعمال التجارة كالاستيراد والتصدير مع المملكة المتحدة. إلا أن هذه الحرب الاقتصادية لم يُكتب لها النجاح، إذ أن بريطانيا ردّت عليه بالمثل، فمنعت المتاجرة مع فرنسا، وضربت حصارًا على القارة الأوروبية، كذلك نشطت أعمال التهريب من وإلى بريطانيا، ولم يستطع ضبّاط الجمارك الفرنسيون أن يفعلوا شيئًا لإيقافها.

#### حرب شبه الجزيرة الأيبيرية

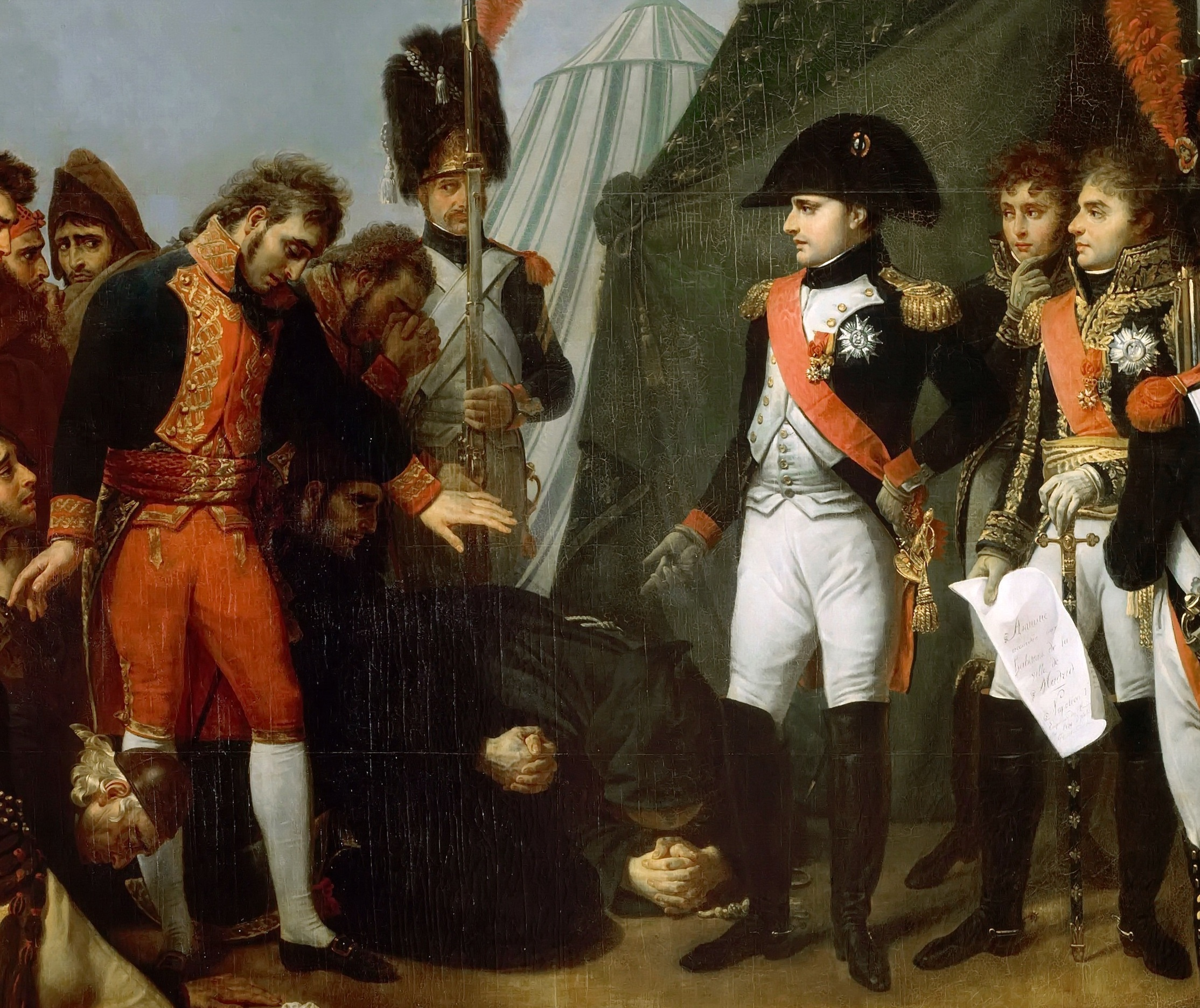
مسؤولون إسبان يُسلمون مدينة مدريد إلى بونابرت. بريشة «أنطوان جون گرو»، 1810.

كانت البرتغال صديقةً لبريطانيا، فلم تنقطع عن التعامل معها، مخالفةً بذلك المراسيم الإمبراطورية التي أصدرها نابليون، فاتفق الأخير مع حليفته إسبانيا على غزوها واقتسامها بينهما. وفي سنة 1807 نفذا هذه الخطة بنجاح وهربت العائلة المالكة إلى أكبر مستعمراتها «البرازيل» وبقيت هناك حتى بعد إقصاء نابليون عن العرش. ولكن نابليون كان يطمع في إسبانيا نفسها، فأبقى جيشه فيها بحجة الحلف القائم بين الدولتين، وأجبر ملكها «كارلوس الرابع» على التنازل عن العرش، وتوّج أخاه «جوزيف» ملكًا عليها في سنة 1808، وجعل في منصب الأخير السابق، كملك على ناپولي، صهره «يواقيم مراد». أثار تصرف بونابرت شعور الشعب والجيش الإسباني الذي هبّ لمحاربة الفرنسيين بدءًا من 2 مايو سنة 1808، فيما عُرف باسم «انتفاضة الثاني من مايو» (بالإسبانية: El Levantamiento del dos de mayo). هزم نابليون الجيش الإسباني، بعد أن كان الأخير قد نجح في التغلب على الفرنسيين وإخراجهم من مدينة مدريد واسترجاع العديد من الأراضي المفقودة، كذلك تمكن نابليون من هزيمة فرقة عسكرية بريطانية أرسلت لدعم الثوّار الإسبان، ودفع بالجنود نحو الشاطئ الشمالي لشبه الجزيرة الأيبيرية. وقبل أن يتم إخضاع الشعب الإسباني بالكامل، كانت النمسا قد أعلنت الحرب مجددًا على فرنسا، فاضطر نابليون إلى أن يترك إسبانيا ويعود إلى بلاده.

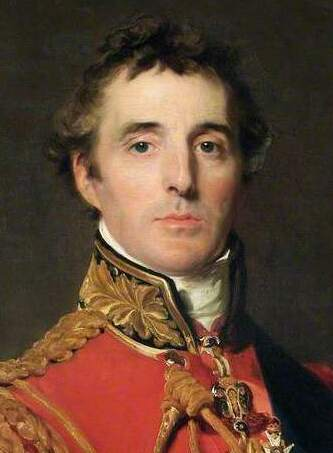
الدوق الأول لولينگتون، "آرثر ويلزلي" في سنة 1814. بريشة السير "طوماس لورنس".

بقيت حرب شبه الجزيرة الأيبيرية مشتعلةً في غياب نابليون، وكلّفت فرنسا وإسبانيا ثمنًا باهظًا من الناحية البشرية والمالية؛ ففي الحصار الثاني لمدينة سرقسطة، لحق الدمار بمعظم أنحاء المدينة، وقُتل ما يزيد عن 50,000 شخص من سكانها. وعلى الرغم من أن نابليون كان قد ترك ثلة من نخبة جنوده، الذين وصل عددهم إلى 300,000 جندي، لقتال المقاومين الإسبان إلى جانب القوات البريطانية والبرتغالية بقيادة «آرثر ويلزلي» الدوق الأول لولينگتون، إلا أن السيطرة الفرنسية على شبه الجزيرة استمرت بالتضعضع والانهيار شيئًا فشيئاً. استمرت هذه الحرب عدّة سنوات، وكانت في واقع الأمر أول خطوة نحو انهيار نابليون، ولم تنته إلا عندما تنازل الأخير عن العرش سنة 1814. وصف نابليون حرب شبه الجزيرة الأيبيرية في وقت لاحق على أنها كانت محور هزيمته النهائية، فكتب في مذكراته يقول: «إن تلك الحرب المشؤومة هي ما دمرني... لقد شكلت العقدة القاتلة... التي تفرعت منها جميع الكوارث اللاحقة التي حلّت بي».

#### حرب الائتلاف الخامس والزواج الثاني

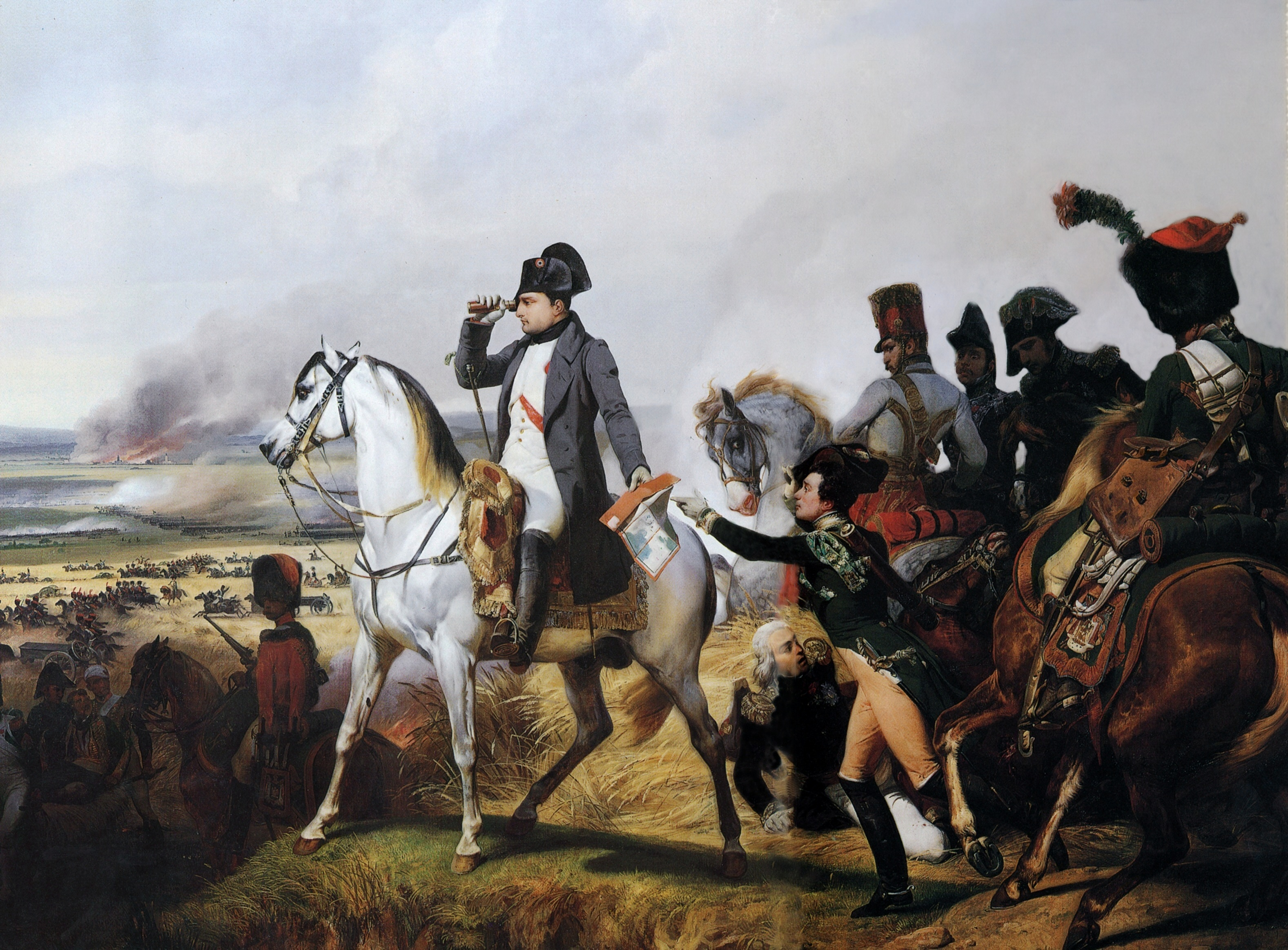
نابليون في ڤاگرام، بريشة "هوراس فرنيه".

عندما كان نابليون منهمكًا في إخضاع الثورة الإسبانية، قامت النمسا فجأة بفض تحالفها مع فرنسا، وذلك في شهر أبريل من عام 1809، وهبت للانقضاض على بونابرت بتحريض من بريطانيا، فاضطر نابليون إلى أن يترك إسبانيا ويقود الجيش الفرنسي المرابط على نهر الدانوب والحدود الألمانية بنفسه. انتصر الفرنسيون في بادئ الأمر على النمساويين في بعض المعارك الصغيرة، لكنهم عادوا وواجهوا صعوبة في عبور الدانوب، فهُزموا بالقرب من ڤيينا في «مَعْرَكة أسبِيرنْ-إيسِلينج» بتاريخ 22 مايو من نفس العام. لكن النمساويين فشلوا في الاستفادة من الوضع وما لحق بالجيش الفرنسي، الأمر الذي أعطى نابليون الفرصة ليُعيد تنظيم الصفوف ويقهر الجيش النمساوي في «معركة ڤاگرام». توجه نابليون بعد انتصاره إلى مدينة ڤيينا، عاصمة النمسا، حيث أملى شروط الصلح ووقع مع النمساويين «معاهدة شونبرون»، التي قضت بسلخ أجزاء مهمة أخرى من الإمبراطورية النمساوية المجرية.

الإمبراطورية الفرنسية الأولى في أقصى اتساعها سنة 1812:
أراضي الإمبراطورية
بلدان خاضعة لسلطان نابليون

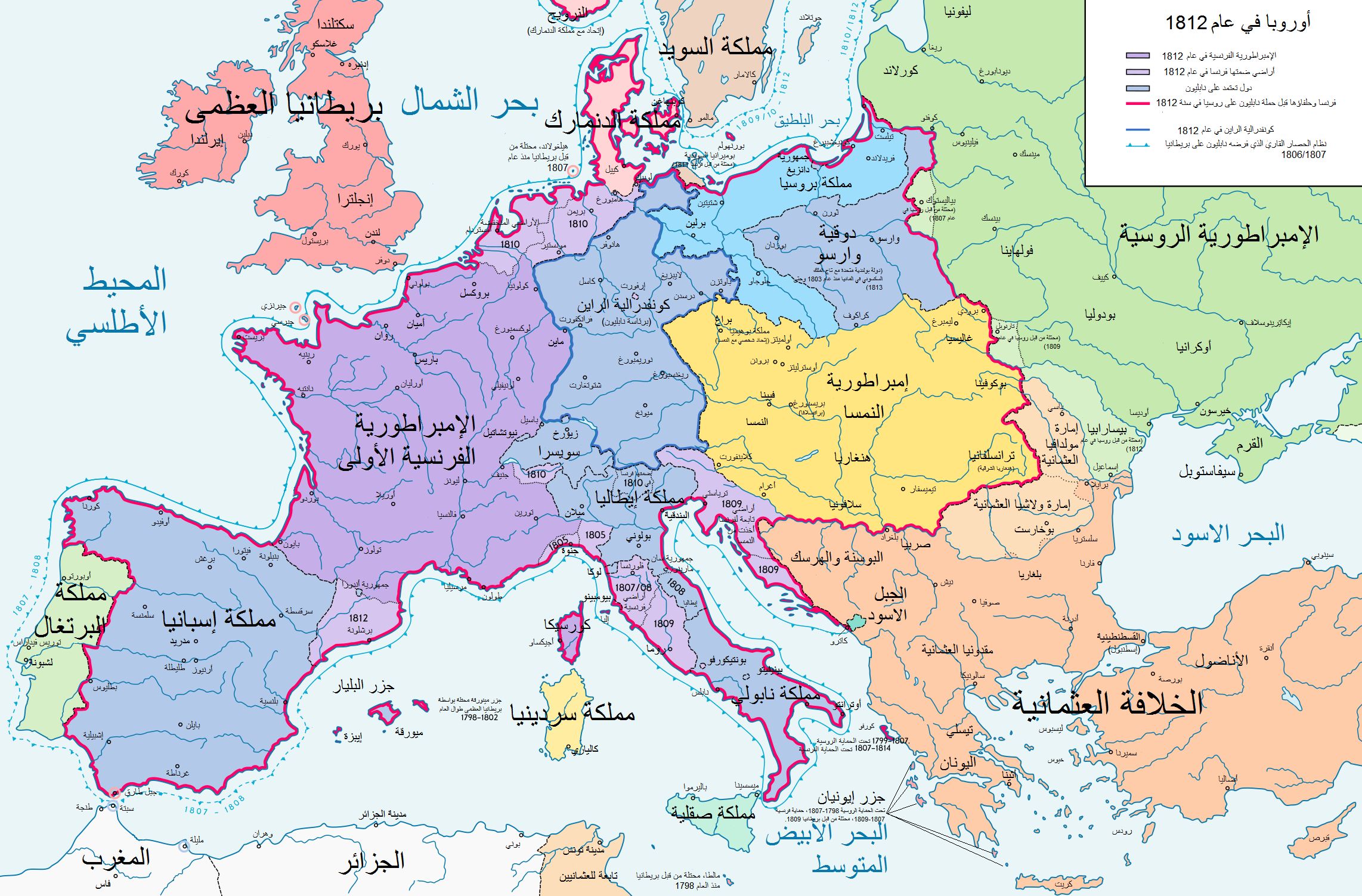
الإمبراطورية الفرنسية الأولى في ذروتها مباشرة قبل الحملة على روسيا في عام 1812

كانت بريطانيا ترغب في فتح جبهة جديدة في البر الأوروبي موجهة نحو فرنسا، إلى جانب الجبهة الأيبيرية، فقام البريطانيون بالتخطيط لحملة هولندية عُرفت باسم «حملة ڤالخرن» (بالإنجليزية: Walcheren Campaign)، لكنهم ما أن بدأوا بتنفيذها حتى أرسل نابليون تعزيزات عسكرية إلى مدينة أنتويرب البلجيكية القريبة من هولندا، محبطًا بذلك خطة بريطانيا في الهجوم على فرنسا. قام بونابرت بعد ذلك باحتلال الدولة البابوية بسبب رفض الكنيسة دعم حربه الاقتصادية على بريطانيا؛ فرد البابا «پيوس السابع» بحرمان الإمبراطور حرمانًا كنسيًا. وبعد هذا الفعل الذي أتاه البابا، قام الضباط الفرنسيون باعتقاله، على الرغم من أن بونابرت لم يأمر بذلك، إلا أنه بالمقابل لم يأمر بإطلاق سراحه عندما علم بما جرى. نُقّل البابا عبر طول الأراضي الخاضعة لنابليون وعرضها، حتى في الفترات التي كان يُعاني خلالها من نوبات مرضيّة، واستمر نابليون يُرسل له وفودًا تضغط عليه للموافقة على بعض الأمور، بما فيها التوقيع على معاهدة بابوية جديدة مع فرنسا، إلا أن «پيوس» رفض ذلك. تزوج نابليون في سنة 1810 من ابنة الإمبراطور النمساوي «ماري لويز» أرشيدوقة بارما، بعد أن تطلّق من «جوزفين»؛ الأمر الذي أدى لمزيد من التوتر في علاقته مع الكنيسة، حيث رفض ثلاثة عشر كاردينالاً حضور حفل زفافه، فأمر بسجنهم جميعًا. بقي البابا في الأسر طيلة 5 سنوات ولم يرجع إلى روما حتى شهر مايو من سنة 1814.
وافق نابليون على تربع «كارل يوحنا الرابع عشر» ملكًا على السويد في شهر نوفمبر من سنة 1810، والأخير كان يعمل مشيرًا في خدمة بونابرت وفرنسا منذ الثالث من سبتمبر سنة 1780، وعُرض عليه التاج بعد أن توفي ولي العهد السويدي إثر أزمة قلبية، وتنازل له الأمير الذي يليه في المرتبة عن المنصب. كان نابليون قد وافق على تولّي المشير السابق عرش السويد إكرامًا لخطيبته السابقة «ديزيريه كلاري» التي تزوج منها «كارل يوحنا»، لكنه عاد وندم على موافقته هذه وعلى إبقائه للأخير على قيد الحياة، عندما أقدم يوحنا على التحالف مع أعداء فرنسا لاحقًا.

#### غزو روسيا
كان نابليون قد عقد مؤتمرًا في مدينة إرفورت بألمانيا، امتد من 27 سبتمبر إلى 14 أكتوبر من سنة 1808، وعُرف باسم «مؤتمر إرفورت»، مع القيصر «ألكسندر الأول»، نصا فيه على توثيق العلاقات بين الإمبراطوريتين الفرنسية والروسية وعلى اتخاذ كل منهما للآخر حليفًا، أضف إلى ذلك أن القائدين كانت تجمعهما صداقة حميمة منذ أن التقيا للمرة الأولى في مدينة تيلزينت سنة 1807. إلا أنه بحلول عام 1811، كان التوتر قد تصاعد بين الدولتين، وكان القيصر يتعرّض لضغوط كثيرة من قبل النبلاء ليفض الحلف مع فرنسا. وكانت أولى بوادر انحلال هذا الحلف تعامل روسيا باللين مع المملكة المتحدة، متجاهلةً الحرب الاقتصادية التي فرضها عليها نابليون، الأمر الذي أثار غضب الأخير. وفي سنة 1812، اقترح المستشارون على القيصر ضرب عصفورين بحجر واحد: غزو فرنسا والقضاء على نابليون، واسترجاع بولندا بعد انحلال الإمبراطورية الفرنسية. وصلت أنباء الاستعدادات الروسية للحرب إلى نابليون عن طريق تقارير الاستخبارات الفرنسية، فجهّز جيشًا ضخمًا وصل تعداده إلى 450,000 رجل وزحف به على روسيا بتاريخ 23 يونيو سنة 1812، متجاهلاً النصائح المستمرة التي قدمها له المستشارون بعدم غزو الأراضي الروسية الداخلية بسبب مساحتها الشاسعة ومناخها القاسي المختلف عمّا اعتاد عليه الجنود الفرنسيون.

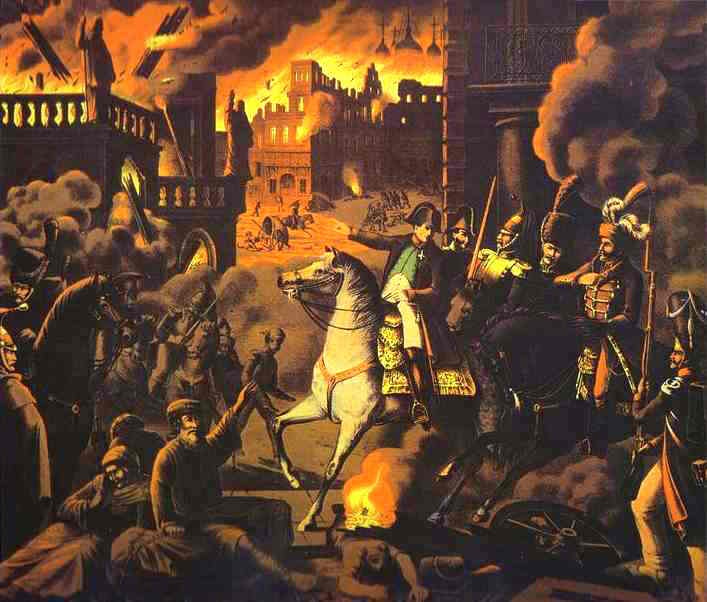
نابليون في موسكو المشتعلة.

أطلق نابليون على هذه الحرب اسم "الحرب البولندية الثانية"، وذلك في محاولة منه لكسب تأييد البولنديين الوطنيين، وكانت الحرب البولندية الأولى قد وقعت قبل ذلك في سنة 1768، وخاضتها روسيا ضد «اتحاد بار»، وهو اتحاد مكوّن من النبلاء البولنديين الذين رفضوا تدخل روسيا في شؤون بلادهم وتحالف ملكهم «ستانيسلاڤ أوغست بونياتوڤسكي» مع الروس. وكان الوطنيون البولنديون يرغبون بأن يُضم القسم الروسي من بولندا إلى دوقية وارسو حليفة فرنسا، وتكوين دولة بولندية مستقلة. رفض نابليون هذا الطلب قائلاً أنه قد وعد حليفته النمسا بأن لا يحصل شيء من هذا على الإطلاق. كذلك رفض نابليون إعتاق الأقنان الروس خوفًا من أن يؤدي ذلك إلى ردّة فعل غير محمودة في مؤخرة جيشه، وكردة فعل على ذلك، ارتكب الأقنان عددًا من الأعمال الوحشية عند انسحاب الجيش الفرنسي من روسيا في وقت لاحق من ذلك العام.
تفادى الروس هدف بونابرت القاضي بالاشتباك معهم في معركة وحيدة حاسمة، وتراجعوا إلى داخل روسيا عوضًا عن ذلك، وبقي 130,000 جندي منهم في مدينة سمولينسك في محاولة لصد التقدم الفرنسي، لكنهم هُزموا، وتابع الفرنسيون تقدمهم محققين الانتصار تلو الأخر في سلسلة من المعارك. تابع الجيش الروسي تفادي الاحتكاك مع الفرنسيين، على الرغم من أن هذا كان بسبب عدم إقدام نابليون على المناداة بالهجوم في بعض الأحيان على نحو غير معهود. وإن كان الروس قد تجنبوا قتال جيش بونابرت، إلا أنهم اتبعوا استراتيجية الأرض المحروقة، مدمرين كل قرية أو حقل أو بستان مروا به، الأمر الذي جعل من العسير على الفرنسيين العثور على الطعام الكافي لهم ولخيولهم.

انسحاب نابليون من روسيا، بريشة الرسَّام الألماني "أدولف نورثن".

عرض الروس على نابليون معركةً في نهاية المطاف، على أن تقع خارج موسكو، فوافق نابليون على هذا الاقتراح، ونشبت معركة بورودينو (الروسية: Бородинская битва؛ وبالفرنسية: Bataille de la Moskowa)، التي نجم عنها خسارة 44,000 جندي روسي و35,000 جندي فرنسي ما بين قتيل وجريح وأسير، وقد قيل في هذه المعركة أنها كانت أكثر المعارك دمويةً في التاريخ البشري حتى ذلك الحين. وعلى الرغم من أن الفرنسيين انتصروا، إلا أن الروس تفاخروا بأنهم صمدوا في وجه نابليون ولم يعطوه الفرصة التي كان يحلم بها، بأن يقضي عليهم في معركة واحدة حاسمة. قال نابليون عن هذه المعركة: «إن أسوأ معركة خضتها في حياتي كانت تلك التي وقعت قرب موسكو. لقد أظهر الفرنسيون أنفسهم بمظهر مستحقي النصر، لكن الروس أظهروا أنفسهم بمظهر غير المقهورين».
تراجع الجيش الروسي بعد معركة بورودينو لما بعد مدينة موسكو، فدخلها نابليون معتقدًا أن فتحها سوف يُنهي الحرب وأن القيصر سيطلب منه البدء بإجراء محادثات السلام. إلا أن حاكم المدينة، المدعو «فيودور روستوپشين»، رفض الاستسلام وأضرم النار في جميع أنحاء موسكو ليلاً وأحرقها عن بكرة أبيها. وبعد شهر من هذه الحادثة، انسحب الجيش الفرنسي من موسكو بعد أن بلغت نابليون أنباء مقلقة عن اضطراب الأوضاع في فرنسا وخوفه من فقدان سلطته. عانى الفرنسيون معاناة كبيرة أثناء انسحابهم وذاقوا الأمرّين، إذ تعاون برد الشتاء الروسي القارس والمرض ومناوشات الأقنان على إفناء الجيش فلم يسلم منه إلا عدد قليل، فقد كان عدد الجنود في بداية الحملة يصل لأكثر من 400,000 جندي على الخط الأمامي، أما عند العودة في شهر نوفمبر من سنة 1812، لم ينجح أكثر من 40,000 منهم بعبور نهر بيريزينا، أحد روافد نهر الدانوب في روسيا البيضاء. أما الروس، ففقدوا 150,000 جندي ومئات الألوف من المدنيين.

#### حرب الائتلاف السادس
عاد نابليون إلى باريس فجهّز حملة جديدة قوامها 350,000 جندي، وذلك خلال فترة سنة امتدت من شتاء سنة 1812 حتى الشتاء التالي، وحاول أن يعود بها إلى روسيا. وعرف البروسيون ما حل بنابليون في روسيا، وأدركوا أن الفرصة سنحت لتحريرهم، فشكلوا حلفًا جديدًا مع روسيا وبريطانيا والسويد والنمسا وإسبانيا والبرتغال، وواجهوا نابليون بجيوشهم، فألحق بهم عدداً من الخسائر توّجت بمعركة دريسدن بألمانيا بتاريخ 26 و27 أغسطس سنة 1813. وعلى الرغم من هذا النجاح الذي حققه نابليون إلا أن ذلك لم يُحبط عزيمة الحلفاء، فزادوا من أعداد جيوشهم، وما زالوا يزيدونها حتى هزموا نابليون هزيمة كبيرة في «معركة الأمم» بقوة عسكرية بلغ حجمها ضعف حجم جيشه. كانت هذه المعركة أكبر معارك الحروب النابليونية، حيث وصل عدد القتلى فيها إلى 90,000 قتيل.

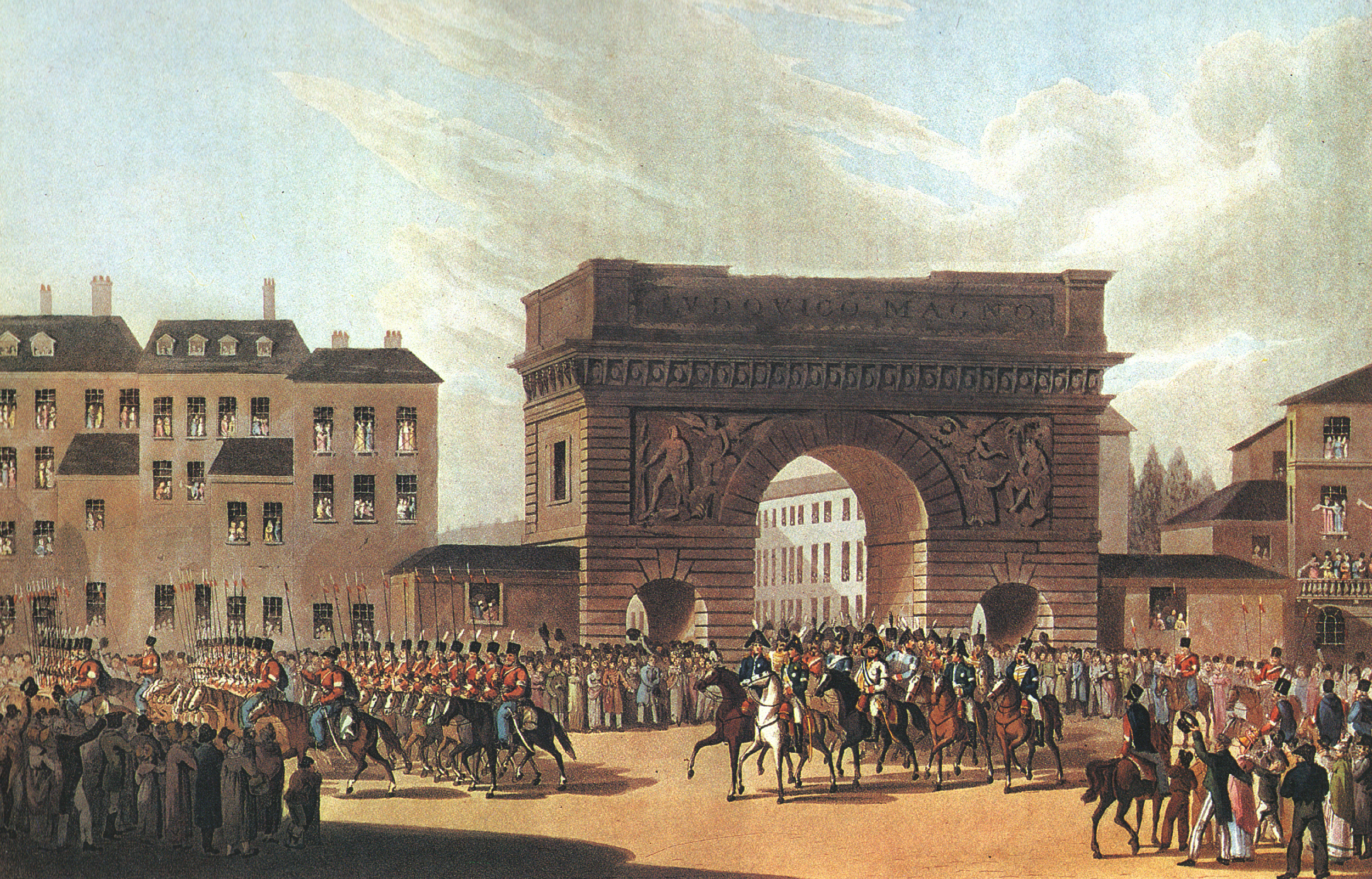
الجيش الروسي يدخل باريس سنة 1814.

انسحب نابليون عائدًا إلى فرنسا بعد أن تقلص عدد جيشه ليصل إلى 110,000 جندي استطاع 70,000 منهم الوصول إلى باريس بينما تلكأ الأربعون ألفًا الباقين، وكان عدد القوات الحليفة يفوق عدد الجيش الفرنسي بثلاثة أضعاف. بعد عودة نابليون، وجدت فرنسا نفسها محاصرة، فقد كانت القوات البريطانية تقبع على حدودها الجنوبية، بينما كانت القوات الحليفة الأخرى متمركزة على حدود الولايات الألمانية المجاورة، مستعدة للانقضاض عليها في أي وقت. حاول نابليون مقاومة الحلفاء المحاصرين، فانتصر عليهم في بضعة معارك في حملة أطلق عليها اسم «حملة الأيام الستة»، إلا أن تلك الانتصارات لم تكن ذات أهمية كبيرة ولم تبلغ الحد الذي يقلب الآية، فدخلت جيوش الحلفاء باريس في شهر مارس من سنة 1814.

عرض نابليون على قادة جيشه الهجوم على العاصمة الفرنسية وتحريرها من القوات الحليفة، لكن القادة رفضوا ذلك وفضلوا العصيان على الهجوم، وفي الرابع من أبريل واجهوا نابليون بهذا الأمر بقيادة المشير «ميشيل ناي»، أحد الضباط القدامى في فرنسا وصديق مقرّب من بونابرت، فقال الأخير أن الجيش سوف يتبعه، فأجابه ناي أن الجيش لن يتبع سوى قادته. فلم يجد نابليون بدًا من أن يتنازل عن العرش لصالح ابنه «نابليون الثاني»؛ إلا أن الحلفاء لم يقبلوا بهذا الأمر، فاضطر نابليون أن يتنازل دون قيد أو شرط، وذلك في 11 أبريل سنة 1814. فعقد الحلفاء مؤتمرًا في قصر فونتينبلو أعلنوا فيه تنازل بونابرت، فقالوا: 

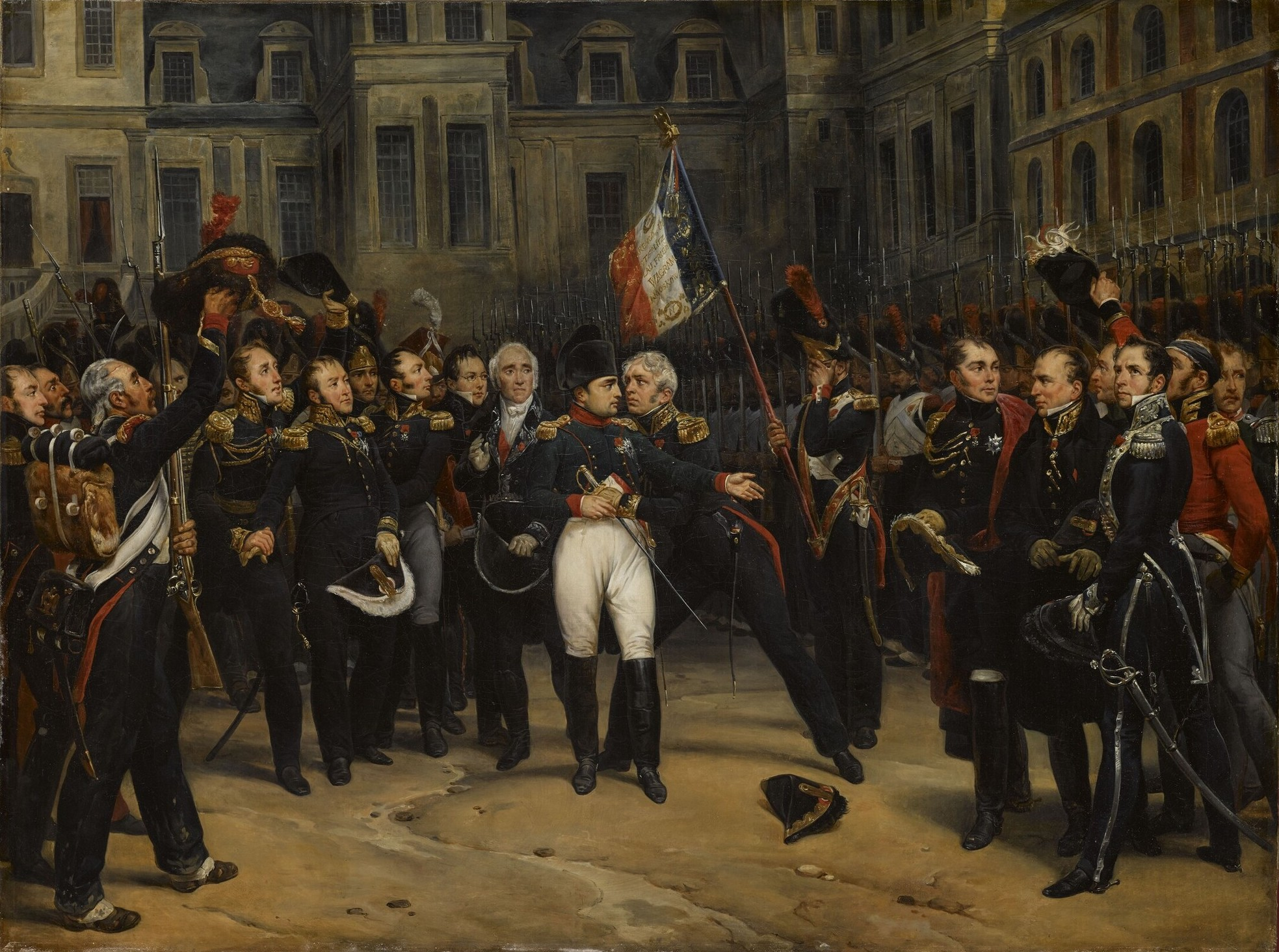
نابليون يودع جنوده في باحة قصر فونتينبلو قبل توجهه إلى جزيرة ألبا، بريشة "أنطوان ألفونس مونتفورت".

أبرم الحلفاء بعد ذلك معاهدة عُرفت باسم «معاهدة فونتينبلو»، اتفقوا فيها على نفي نابليون إلى جزيرة صغيرة تُدعى «ألبا» تقع في البحر المتوسط على بعد 20 كيلومترًا من شواطئ توسكانا، ويقطنها 12,000 نسمة، وأعطوه سيادةً كاملة عليها، وسمحوا له بالإبقاء على لقبه كإمبراطور. حاول نابليون الانتحار عن طريق ابتلاع قرص سام كان يحمله معه منذ أن كاد الروس يقبضون عليه عند انسحابه من موسكو، إلا أن درجة السمومية فيها كانت قد خفّت مع مرور الزمن، فلم تعط النتيجة المرجوة، ونجا بونابرت ليتم نفيه كما هو مخطط، بينما هربت زوجته وابنه ليحتميا في ڤيينا. أنشأ نابليون جيشًا وأسطولاً صغيرًا خلال الأشهر القليلة الأولى التي أمضاها في ألبا، كذلك قام بتطوير مناجم الحديد، وأصدر عدداً من المراسيم لتطوير طرق الزراعة في الجزيرة وفق الأساليب الحديثة.

#### الأيام المائة

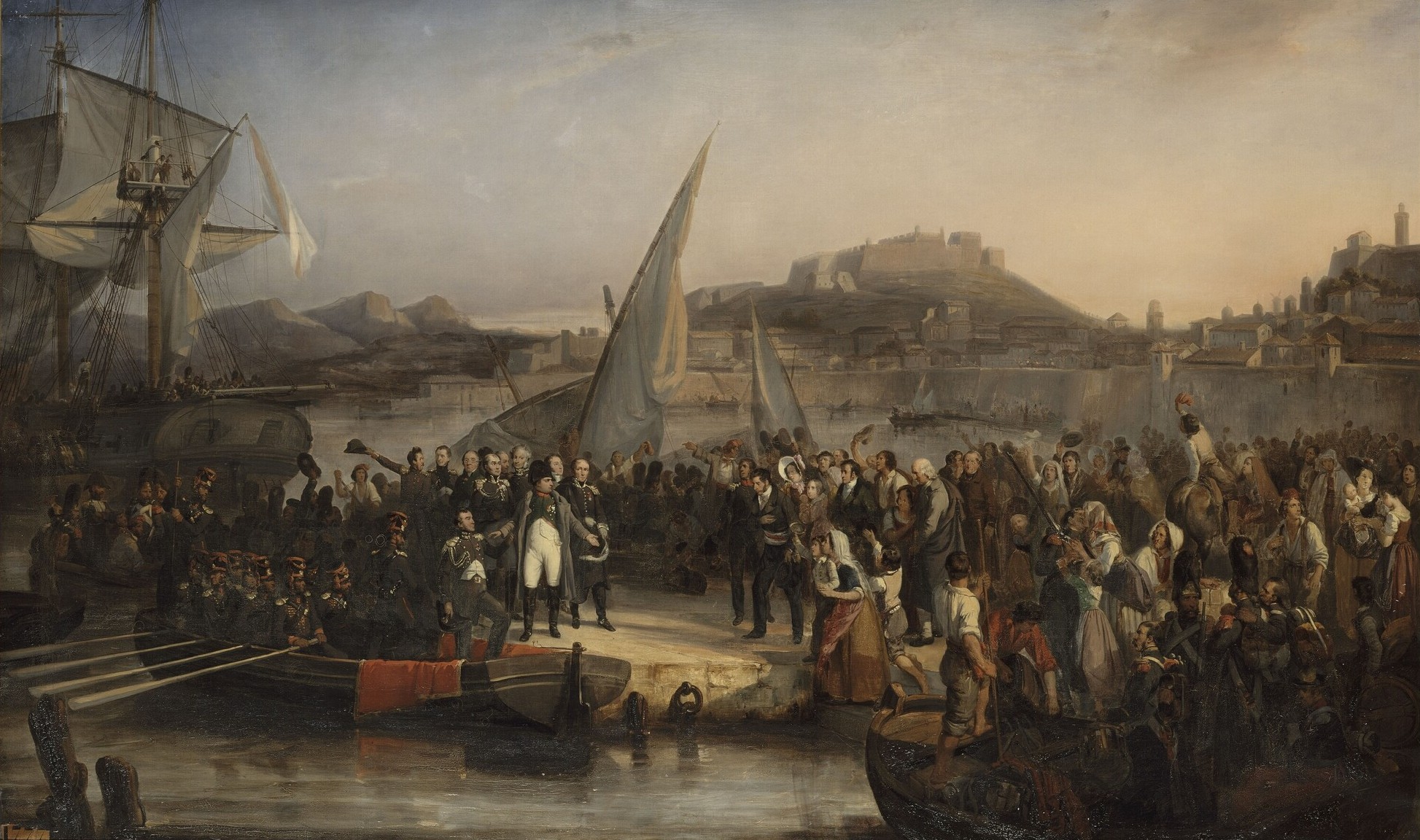
نابليون يغادر جزيرة ألبا، بريشة "جوزيف بوم".

بعد ذهاب نابليون عادت الملكية إلى فرنسا وأصبح «لويس الثامن عشر»، أخو «لويس السادس عشر»، ملكًا. اجتمع المنتصرون في مدينة ڤيينا لإعادة تنظيم أوروبا، ولكنهم اختلفوا وأوشكت الحرب أن تقع بينهم. وعلم نابليون بذلك، فهرب من منفاه بتاريخ 26 فبراير سنة 1815، والواقع أن هذا العلم كان الحجة الأخيرة التي احتاجها نابليون ليعود إلى فرنسا، فعلى الجزيرة ازداد شوقه لزوجته وابنه القابعين في النمسا، عدوته اللدودة، وقُطع عنه البدل الذي كان مقررًا له وفق معاهدة فونتينبلو، ووردت إلى مسامعه أخبارٌ تفيد بأن البريطانيين يرغبون بإرساله إلى جزيرة في المحيط الأطلسي، فكان خلاف الحلفاء كافيًا ليجعله يقرر العودة فورًا. وصل نابليون إلى فرنسا بعد يومين من مغادرته ألبا، وهبط في «خليج خوان» على الساحل الشرقي لفرنسا. وما أن سرى نبأ عودة بونابرت، حتى أرسل إليه «لويس الثامن عشر» الفوج الخامس من الجيش الفرنسي ليعترض طريقه ويقبض عليه، فقابلوه جنوب مدينة «گرونوبل» بتاريخ 7 مارس سنة 1815. فاقترب نابليون من الجنود بمفرده ثم ترجّل عن حصانه واقترب أكثر حتى أصبح في مرمى نيرانهم، وصرخ قائلاً: «ها أنا ذا. فلتقتلوا إمبراطوركم إذا شئتم»، فصاحت الجنود «يحيا الإمبراطور!»، ثم ساروا وراء نابليون نحو باريس؛ وما أن علم الملك بما حصل حتى هرب من المدينة. أعلن المجتمعون في مؤتمر ڤيينا أن نابليون خارج عن القانون، وذلك في الثالث عشر من شهر مارس، وبعد 4 أيام تعهدت كل من بريطانيا وهولندا وروسيا والنمسا وبروسيا أن تجمع جيوشها حتى تصل في عددها إلى 150,000 رجل، كي تضع حدًا لحكم نابليون.
وصل نابليون إلى باريس في العشرين من مارس، وحكم البلاد لفترة أطلق عليها المؤرخون اسم «الأيام المائة». وصل تعداد الجنود الفرنسية في أوائل شهر يونيو إلى 200,000 جندي، فقرر نابليون أن يُبادر بالهجوم كي يُحدث شرخًا بين القوات البريطانية والبروسية ويؤخر انضمامها لبعضها البعض، وبناءً على ذلك أرسل إلى جيش الشمال الفرنسي ليعبر حدود مملكة هولندا المتحدة، التي تُشكل اليوم الأراضي البلجيكية، استعدادًا لقتال البروسيين القادمين من تلك الأنحاء.

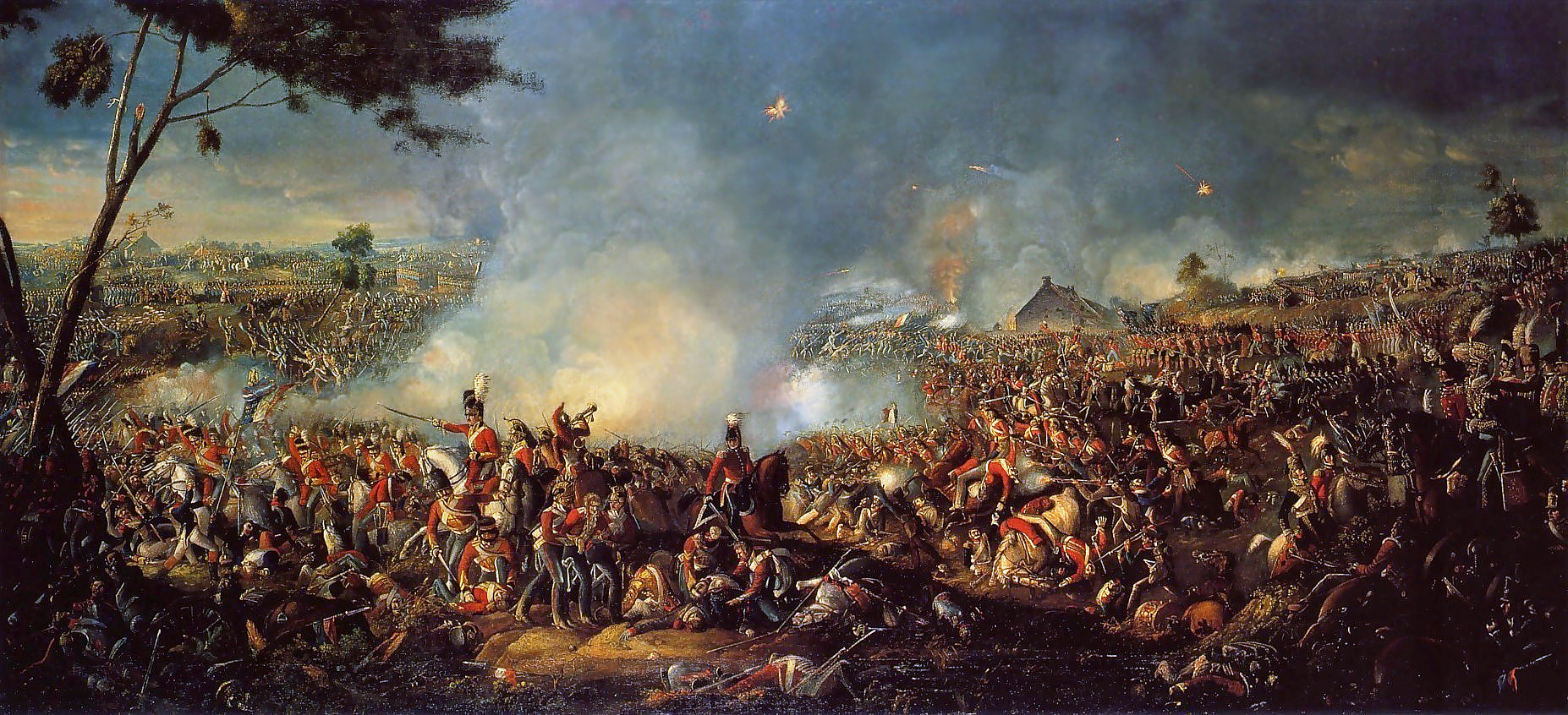
اشتباك الحلفاء: البريطانيون والبروسيُّون والهولنديُّون، مع الفرنسيين في معركة واترلو، بريشة "وليام سادلر" (1782–1839).

وفي 18 يونيو سنة 1815، وقعت بين فرنسا والحلفاء «معركة واترلو» الحاسمة، وفيها صمدت الجنود البريطانية صمودًا كبيرًا على الرغم من الهجوم المستمر غير المتوقف للقوات الفرنسية، واستطاعت دحرهم من الميدان، إلى أن وصلت القوات البروسية وخرقت الجناح الأيمن للجيش الفرنسي، الذي تقهقر منهزمًا شر هزيمة. تُعزى هزيمة بونابرت في ذلك اليوم إلى قتاله لجيشين بجيش واحد على أرض رطبة موحلة، إضافةً إلى أن صحته كانت قد تراجعت بعض الشيء وكذلك حيويته، الأمر الذي لم يجعل حضوره مهيبًا كالعادة وبالتالي لم يستطع التأثير بجنوده، أيضًا يُحتمل بأن كثيرًا من ضباطه خذلوه، وأخيرًا فإن عددًا من جنوده المخضرمين قضوا نحبهم أثناء العودة من روسيا، فكان لغياب خبرتهم على أرض المعركة صداه في نتيجتها. انسحب الجيش الفرنسي من ميدان المعركة في فوضى واضطراب شديدين، مما فتح المجال أمام الحلفاء ليعودوا إلى فرنسا وينصبوا «لويس الثامن عشر» ملكًا عليها مجددًا. حاول نابليون بعد هزيمته المريرة أن يهرب إلى الولايات المتحدة، فاستقل سفينة من مرفأ «روشفور» الواقع بغرب فرنسا وتوجه غربًا، لكنه لم يبتعد كثيرًا إذ اعترضت طريقه بضعة سفن بريطانية وطالبت تفتيش السفينة، ولمّا عرض عليه مرافقوه الاختباء في إحدى البراميل، رفض بشدة معتبرًا ذلك إهانة لكرامته، فاستسلم إلى البريطانيين، وطلب اللجوء السياسي من القبطان «فريدريك لويس ميتلاند» على متن سفينته «إتش إم إس بيلليروفون»، وذلك بتاريخ 15 يوليو سنة 1815.

## نهاية نابليون

### النفي إلى جزيرة القديسة هيلانة

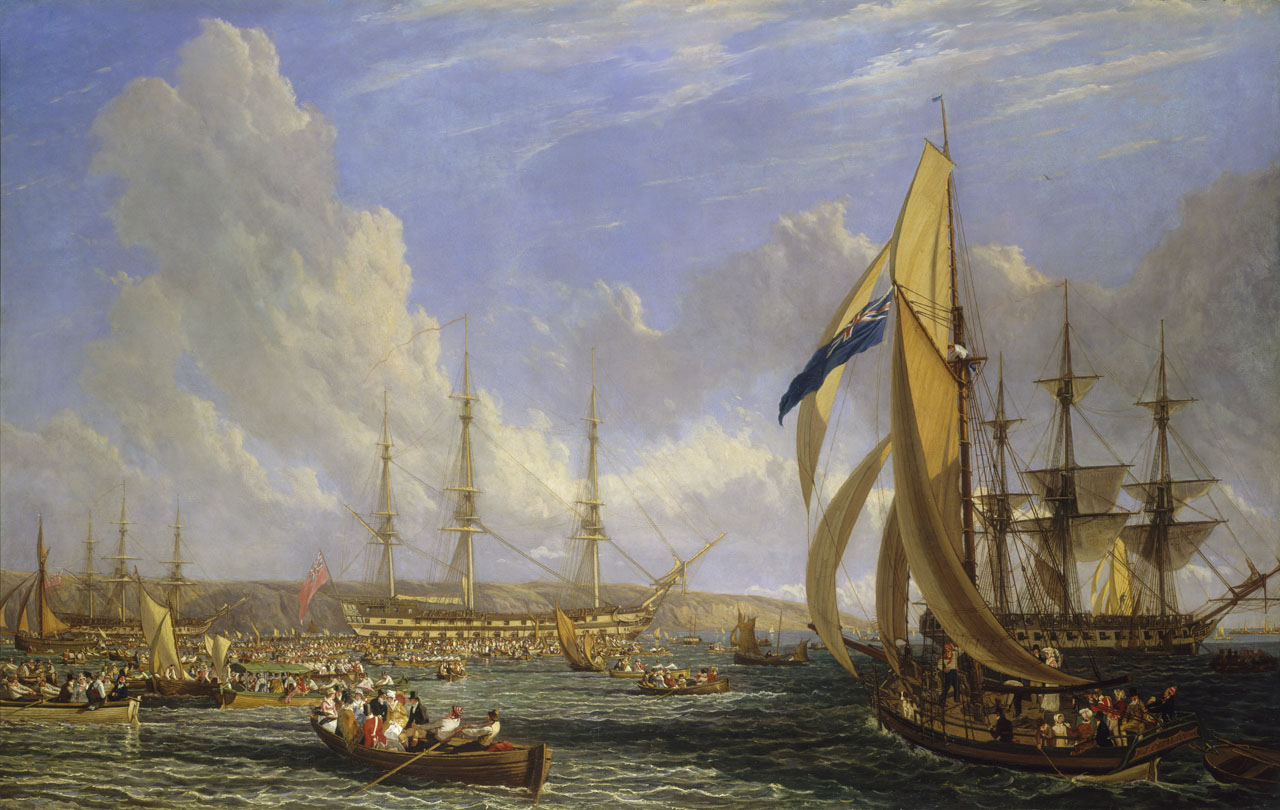
السفينته "إتش إم إس بيلليروفون" تحمل نابليون إلى جزيرة القديسة هيلانة.

اعتُقل نابليون وسُجن لفترة قصيرة، ثم نُفي إلى جزيرة القديسة هيلانة في وسط المحيط الأطلسي الجنوبي بين أفريقيا والبرازيل، والتي تبعد 2,000 كيلومتر تقريبًا عن كليهما. عاش نابليون أول شهرين له على الجزيرة في منزل على أرض مملوكة لشخص يُدعى «وليام بالكومب»، وسرعان ما أصبح صديقًا مقربًا لأفراد العائلة، وبشكل خاص للإبنة الصغرى «إليزابيث لوسيا»، التي ألّفت في وقت لاحق كتاب «ذكريات الإمبراطور نابليون» (بالإنگليزية: Recollections of the Emperor Napoleon). انتهت هذه الصداقة في عام 1818، عندما شكّت السلطات البريطانية بأن بالكومب يلعب دور الوسيط بين نابليون وباريس، فقامت بترحيل بالكومب من الجزيرة.

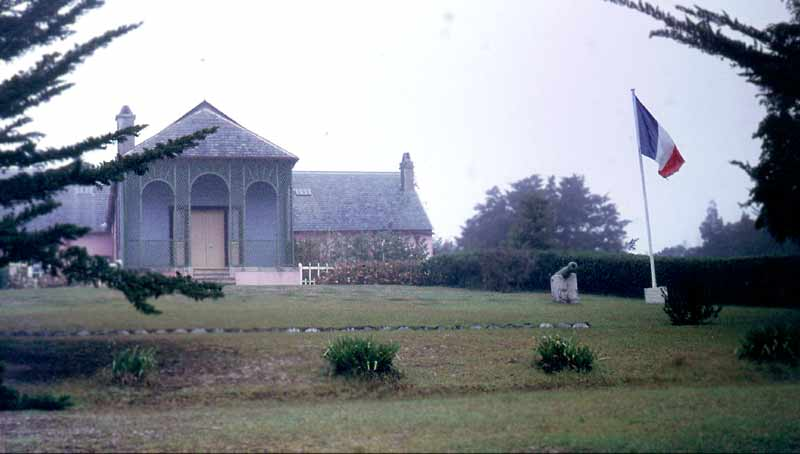
منزل لونگوود على جزيرة القديسة هيلانة حيث أمضى نابليون السنوات الأخيرة من حياته.

نُقل نابليون بعد ذلك إلى «منزل لونگوود» في شهر ديسمبر من سنة 1815؛ وكان ذلك المنزل شديد العطب كثير الرطوبة، تعصف به الرياح على الدوام. نشرت صحيفة «الأزمان» البريطانية عدّة مقالات تقول فيها بأن الحكومة البريطانية ترغب بالتسريع من موت بونابرت، وأن الأخير اشتكى على الدوام من ظروف العيش السيئة في رسائل موجهة إلى حاكم الجزيرة السير «هدسون لوي». وفي تلك الفترة، قام بونابرت بكتابة ذكرياته بمعاونة ثلة من تابعيه المخلصين الذين حضروا معه إلى الجزيرة، وانتقد فيها آسريه وبشكل خاص الحاكم لوي. يتفق العديد من المؤرخين أن معاملة لوي لنابليون كانت معاملة رديئة، فقد أقدم على جعل وضعه يتفاقم بعدة طرق منها: الإنقاص من حجم المصروف الذي كان يُرسل إليه، منع إرسال أو تسليم أي هدية إليه إن كانت تتضمن ذكراً لمنصبه الإمبراطوري، ووثيقة كان على تابعيه التوقيع عليها وهي تضمن بقاءهم إلى جانبه إلى أجل غير مسمى.

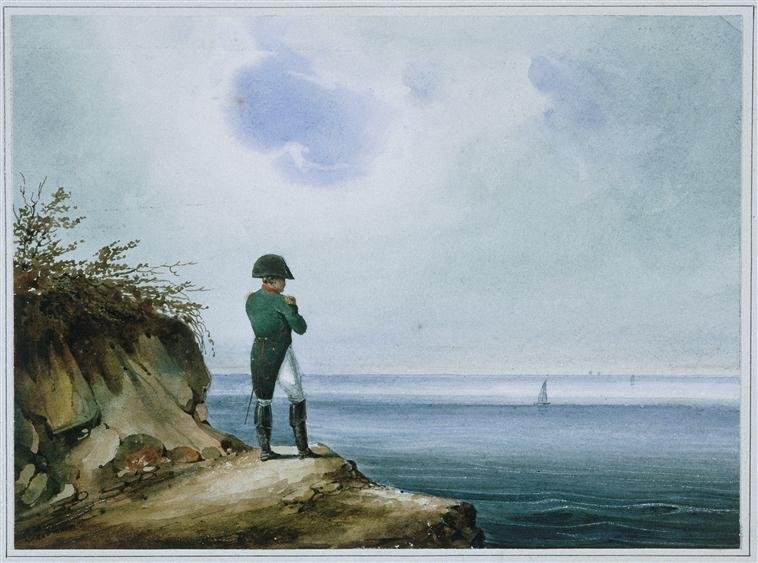
نابليون على جزيرة القديسة هيلانة.

في سنة 1818 نشرت صحيفة الأزمان إشاعة كاذبة تُفيد بأن نابليون هرب من الجزيرة، كما قيل أن عدد من اللندنيين استقبل هذا الخبر بالإضاءات العفوية. حصد نابليون خلال الفترة التي قضاها في الجزيرة تعاطف بعض أعضاء البرلمان البريطاني، فقد ألقى اللورد «هنري ڤاسل فوكس»، أحد كبار السياسيين، خطابًا قويًا في إحدى الجلسات طالب فيه ألا تتم معاملة نابليون بقسوة غير ضرورية. وفي هذا الوقت كان نابليون يُتابع ما يجري في بريطانيا عن طريق ذات الصحيفة التي نشرت خبر هروبه، فتأمّل أن يتم إطلاق سراحه بحال أصبح فوكس رئيسًا للوزراء. حصل نابليون كذلك على دعم اللورد «طوماس كوكران» الذي دعم حركة الاستقلال في كل من تشيلي والبرازيل، ورغب في إنقاذ نابليون ومساعدته على إنشاء إمبراطورية جديدة في أمريكا الجنوبية، إلا أن هذه الخطة أحبطت بوفاة نابليون سنة 1821. كان هناك أيضًا عدد من الخطط الأخرى الهادفة لإنقاذ نابليون، منها الخطة التي وضعها الجنود الفرنسيون الذين نفوا إلى ولاية تكساس الأمريكية، ورغبوا في قيام إمبراطورية نابليونية جديدة في أمريكا الشمالية، حتى أنه يُقال بوجود خطة قضت بتهريب بونابرت عن طريق غواصة بدائية. كان نابليون بالنسبة للورد «جورج گوردن بايرون»، وهو أحد الشعراء الإنگليز، مثال البطل الرومانسي المضطهد والعبقري الوحيد المعيب. أثارت مسألة قيام نابليون بأعمال البستنة بنفسه في مسكنه بلونگوود في سنواته الأخيرة، حساسية وتعاطف الكثير من أبناء الشعب البريطاني والسياسيين معه بشكل أكبر من السابق.

### وفاته

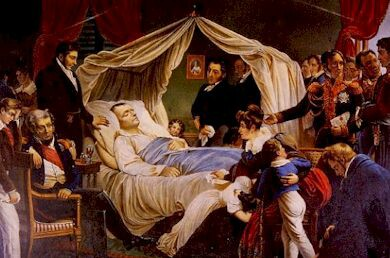
نابليون على فراش الموت.

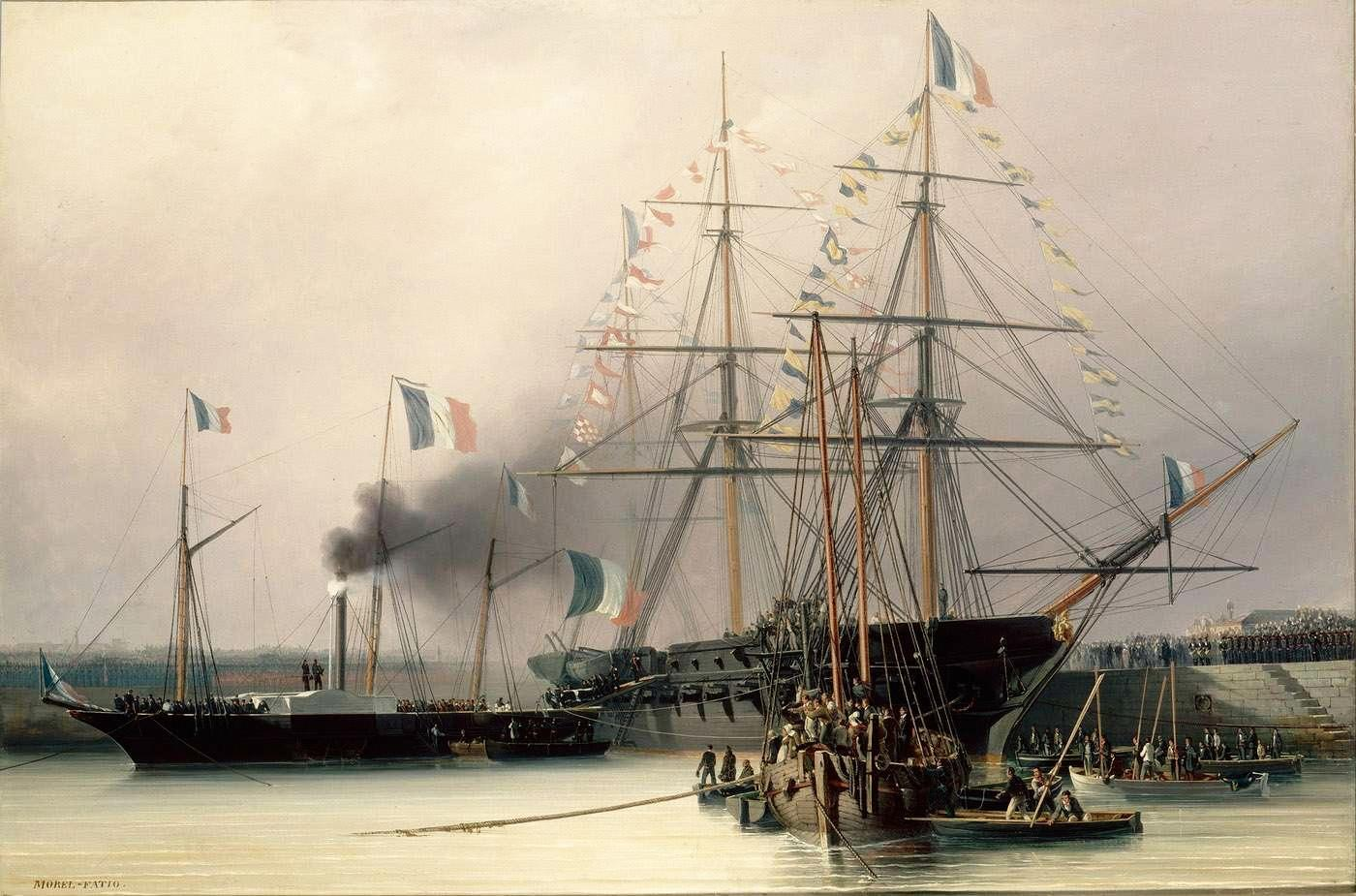
السفينة الفرنسية المُسماة "الدجاجة الحسناء" وهي تحمل رفات نابليون عائدةً إلى فرنسا، وقد طُليت باللون الأسود حدادًا عليه.

أخذت صحة نابليون بالتراجع تراجعًا حاداً في شهر فبراير من سنة 1821، وفي الثالث من مايو كشف عليه طبيبان بريطانيان كانا قد وصلا مؤخراً إلى الجزيرة، ولم يستطيعا فعل شيء سوى النصيحة بإعطاءه المسكنات. توفي نابليون بعد يومين من هذا الكشف، بعد أن كان قد اعترف بخطاياه ومُسح بالزيت وقُدم له قربانًا بحضور الأب «أنجي ڤيگنالي». وكانت آخر كلمات نابليون وهو يُفارق الحياة هي: «فرنسا، جيش، قائد جيش، جوزفين..» (بالفرنسية: France, armée, tête d'armée, Joséphine..). صُنع قناع الموت الأصلي لنابليون قرابة السادس من مايو من نفس العام، على يد طبيب مجهول الهوية. كان نابليون قد أوصى بأن يُدفن على ضفاف نهر السين بعد وفاته، إلا أن حاكم الجزيرة رفض نقل الجثمان إلى الأراضي الفرنسية وأمر بدفنه على الجزيرة في مكان يُقال له «وداي الصفصاف» (بالإنگليزية: Valley of the Willows). كذلك أصرّ الأخير على نقش عبارة «نابليون بونابرت» على شاهد القبر؛ بينما رغب كل من «شارلز تريستان» مركيز مونتلون، و«هنري گاتين برتران» أحد القادة العسكريين السابقين، بأن يُكتب اسم «نابليون» فقط على القبر نظراً لأن العادة جرت على أن لا يُكتب سوى الاسم الأول من اسم الملك الراحل على شاهد قبره. وبسبب هذا الخلاف، تُرك القبر دون نقش أي اسم على شاهده.

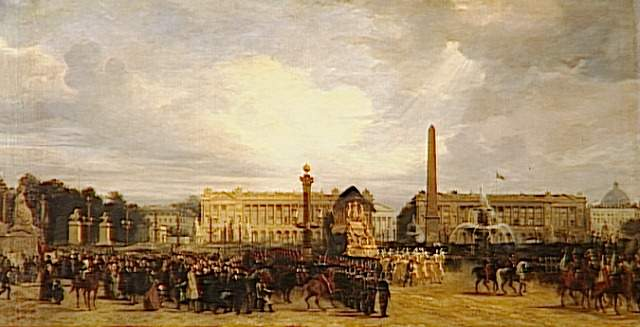
موكب جنازة نابليون وهو يعبر ميدان الكونكورد، بريشة "جاك گوييو".

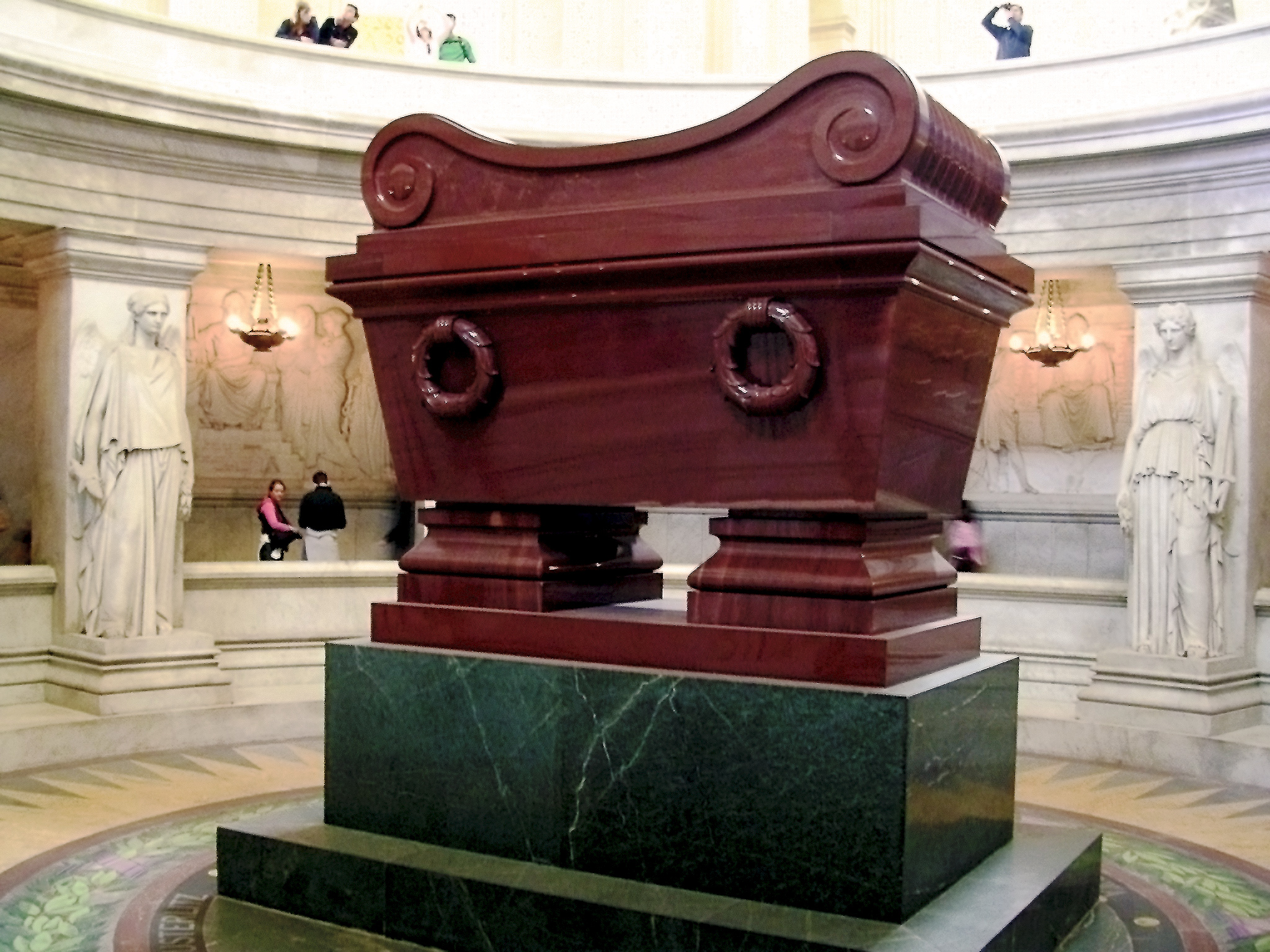
ضريح نابليون في المقام الوطني للمعوقين.

وفي سنة 1840، استطاع الملك «لويس فيليب الأول» أن يستحصل على إذن من الحكومة البريطانية لنقل رفات نابليون من جزيرة القديسة هيلانة إلى فرنسا. نُقلت الرفات على متن الفرقاطة الفرنسية المُسماة «الدجاجة الحسناء» (بالفرنسية: Belle-Poule)، والتي طُليت باللون الأسود حداداً خصيصًا لهذه المناسبة، وعاد معها من بقي على قيد الحياة من رجال نابليون وأتباعه بعد أن غابوا عن وطنهم الأم حوالي 22 سنة. وصلت تلك السفينة إلى ميناء مدينة شيربورغ بتاريخ 29 نوفمبر من نفس العام، ومن ثم نُقلت الرفات على متن سفينة بخارية تحمل اسم «نورماندي»، فحملتها إلى مدينة «لو هاڤر» عبر نهر السين وصولاً إلى مدينة «روان» فباريس. وبتاريخ 15 ديسمبر أقيمت جنازة رسمية للقائد الفرنسي، ثم انطلق موكب التشييع من قوس النصر عبر شارع الشانزلزيه مروراً بميدان الكونكورد وصولاً إلى مجمّع المقام الوطني للمعوقين، حيث وُضع النعش في مُصلى كنيسة القديس جيروم، وبقي هناك حتى أتمّ المصمم والمعماري «لويس ڤيسكونتي» بناء الضريح. وفي سنة 1861، وُضعت رفات نابليون في نعش مصنوع من الرخام السمّاقي، في السرداب الواقع تحت قبة المقام الوطني للمعوقين.

#### سبب الوفاة
تعددت الأقوال والآراء حول سبب وفاة نابليون، فقال طبيبه الخاص، المدعو «فرانشيسكو أنطومارشي»، والذي أجرى تشريحًا لجثته، إنه مات بسرطان المعدة، إلا أنه لم يوقع على تقرير الكشف الرسمي الذي طالبت به السلطات البريطانية على الجزيرة على الرغم من ذلك قائلاً: «ما شأني والتقارير الإنگليزية». وكان والد نابليون قد توفي بنفس المرض سالف الذكر، على الرغم من أن ذلك لم يكن معلومًا عند التشريح. يعتبر بعض المؤرخين أن اكتشاف طبيب نابليون الخاص لهذا التقرّح الحاد في معدته لم يكن إلا ثمرة ضغط البريطانيين عليه، إذ أن هذا كان من شأنه أن ينفي التهم الموجهة إليهم بتعمدهم إضعاف الإمبراطور وإهمالهم العناية بصحته.

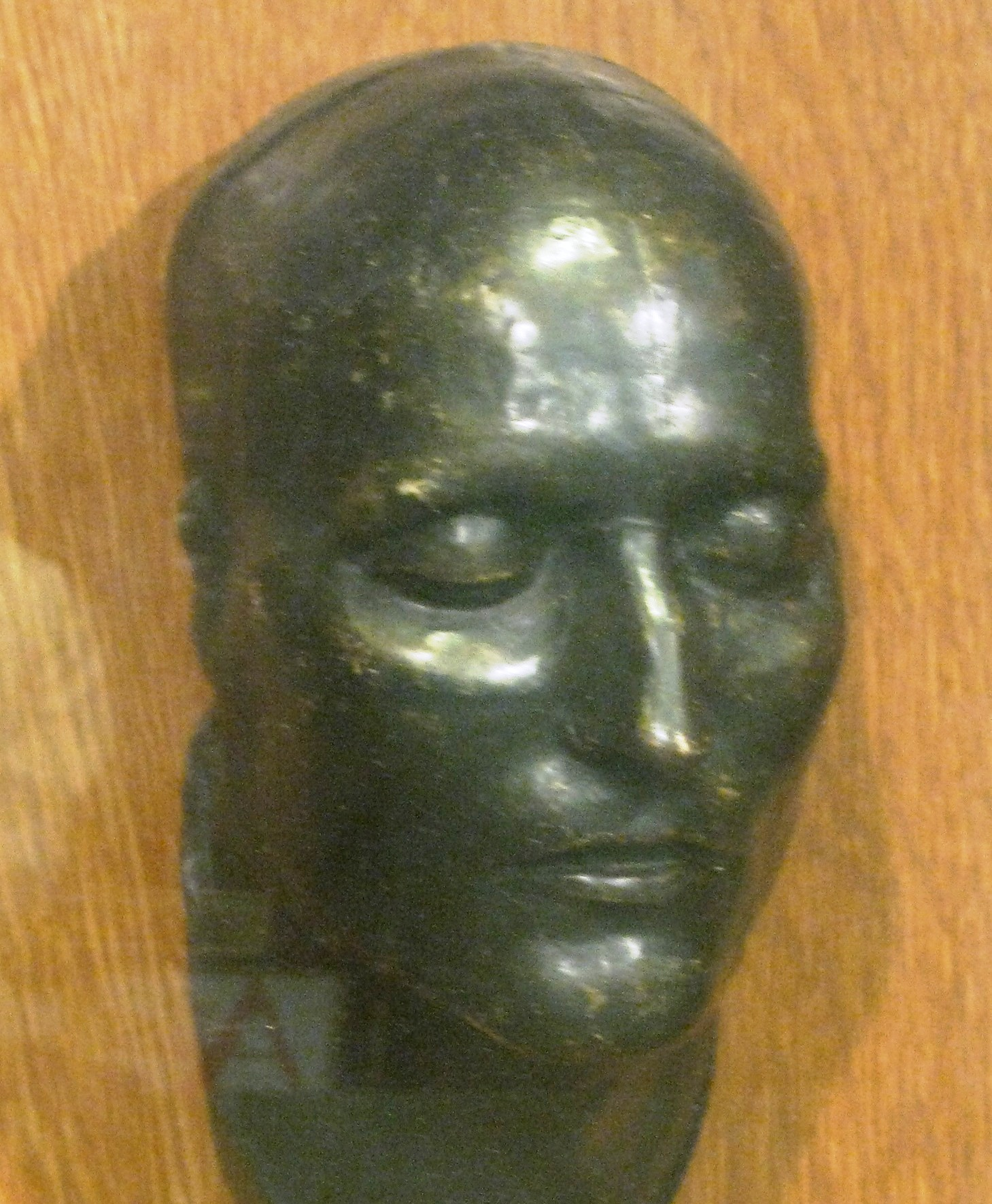
نسخة عن قناع موت نابليون الأول مصنوعة من الجبس.

نُشرت مذكرات خادم نابليون «لويس مارشان» التي يذكر فيها الشهور الأخيرة من حياة بونابرت في سنة 1955، وقدّ أدى وصفه لنابليون في تلك الفترة إلى جعل خبير السموم السويدي «ستين فروشوڤود» يضع نظريات أخرى حول كيفية موت القائد الفرنسي، ومنها التسميم المتعمد بالزرنيخ، وذلك في مقال له في نشرة «الطبيعة» العلمية سنة 1961. كان الزرنيخ يُستخدم كسم قاتل خلال الحقبة الزمنية التي عاش بها بونابرت بسبب أنه لم يكن قابلاً للكشف بحال تم دسه بكميات ضئيلة على فترة طويلة من الزمن. كتب فروشوڤود في مؤلف له ولزميله «بن ويدر» من سنة 1978، أن جسد الإمبراطور ظل سليمًا إلى حد كبير بعد عشرين عامًا من وفاته، وهذه إحدى خصائص الزرنيخ، أي الحفاظ على الأنسجة الحيوية. كذلك اكتشف الزميلان أن نابليون كان يُعاني من ظمأ شديد في أيامه الأخيرة، وأنه دائمًا ما حاول إرواء نفسه بشرب كميّة كبيرة من شراب اللوز ذي نسبة مركبات السيانيد نفسها الموجودة في حبّات اللوز الناضجة، والتي تُستخدم لإضفاء النكهة على المأكولات والمشروبات، وذكرا أن معالجته باستخدام بوتاسيوم الطرطريك منعت معدته من لفظ هذه المكونات المضرة، وبالتالي فإن العطش كان إحدى عوارض التسمم. نصت إحدى المقالات العلمية في سنة 2007 أن الزرنيخ الذي عُثر عليه في مهاوي شعر بونابرت كان زرنيخًا معدنيًا، أي غير عضوي، وهذا النوع هو الأكثر سُمية بين أنواع الزرنيخ، ووفقًا لعالم السموم «پاتريك كينتز»، فإن هذا يُشكل الدليل القاطع على أن نابليون قضى نحبه اغتيالاً.
يقول باحثون آخرون أن ورق الجدران في منزل لونگوود كان قد أُلصق باستخدام نوع من اللاصق ذي نسبة عالية من الزرنيخ، وكان هذا اللاصق يُستخدم في بريطانيا منذ فترة طويلة على الرغم من أن استنشاق رائحته مضر للبشر، ذلك أن الطقس البارد في المملكة المتحدة يجعل منه حميداً غير مؤذ، أما في جزيرة القديسة هيلانة، حيث الطقس أكثر رطوبة، فيُحتمل أنه قد دبّ إليه التعفن، الأمر الذي جعله يبعث غاز الأرسين السام الذي استنشقه نابليون طيلة سنوات. استُبعدت هذه النظرية من ضمن باقي النظريات لأنها لا تشرح نمط استنشاق الزرنيخ كما في النظريات الأخرى. زعمت مجموعة من الباحثين في دراسة أجروها سنة 2004، أن وفاة نابليون جاءت نتيجة أنواع العلاج المختلفة التي خضع لها، والتي سببت له اضطرابًا في وظيفة قلبه.
ظهرت بضعة دراسات حديثة تدعم النظرية الأصلية القائلة بوفاة نابليون جرّاء إصابته بسرطان المعدة، ففي دراسة من سنة 2008، قام الباحثون بتحليل عينات شعر تعود لبونابرت مأخوذة منه خلال مراحل مختلفة من حياته، ومن أفراد عائلته وبعض الذين عاصروه كذلك. وبعد إجراء التحاليل على تلك العينات تبيّن أن كلها تحوي مستويات مرتفعة من الزرنيخ، تفوق المستويات الحالية بمئة مرة. وبناءً على هذا، قال الباحثون أن جسد نابليون كان قد خزّن نسبة كبيرة من الزرنيخ منذ أن كان صبيًا واستمر يُخزنها طيلة حياته؛ ذلك أن الناس في ذلك الزمن كانوا عرضةً إلى روائح الغراء والأصباغ بصورة مستمرة طيلة حياتهم. وفي دراسة من عام 2007، تبين أنه لم يكن هناك من دليل على التسمم بالزرنيخ في الأعضاء الأكثر عرضة له، فقيل أن سبب الوفاة هو سرطان المعدة بالفعل.

## زوجاته وأبناؤه

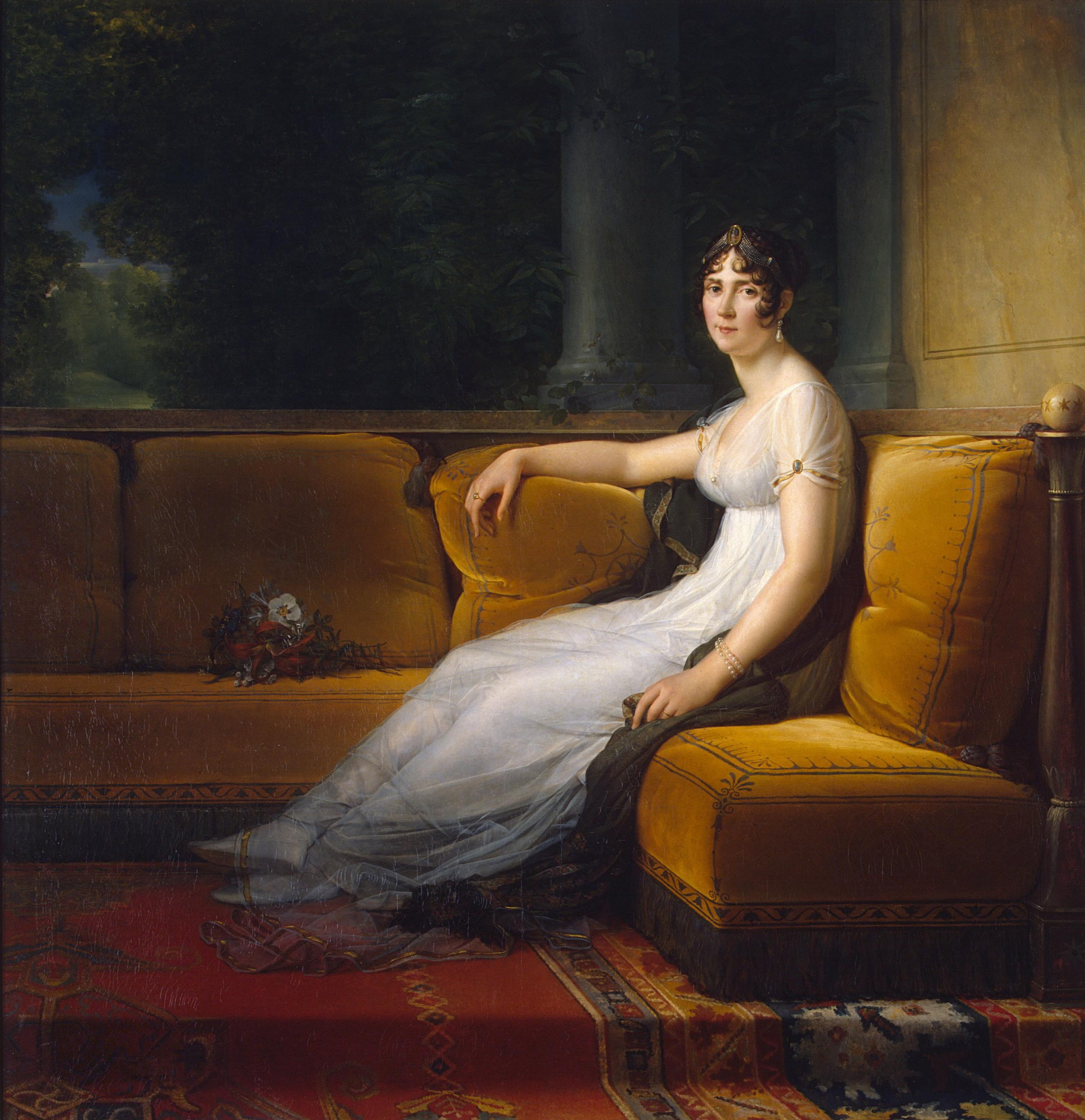
الإمبراطورة جوزفين، الزوجة الأولى لنابليون، بريشة "فرانسوا جيرار"، 1801.

تزوّج نابليون لأول مرة عندما بلغ السادسة والعشرين من عمره، من أرملة إحدى قادة الثورة الفرنسية، واسمها «جوزفين آل بوارنيه» التي كانت تكبره بست سنوات. كانت جوزفين تُعرف باسم تبغضه بغضًا شديداً طيلة الفترة السابقة على معرفتها بنابليون، وهو «روز»، فلمّا عرف نابليون بذلك أطلق عليها اسم «جوزفين» عوضًا عن اسمها الأول. غالبًا ما كان بونابرت يُرسل إلى زوجته رسائل غرامية عندما كان يخوض حملاته العسكرية بعيدةً عن فرنسا، وقد أقدم على تبني ابنها من زوجها السابق، المدعو «يوجين»، بشكل رسمي، وكذلك ابنة عمها «ستيفاني»، وزوّجهما لبعضهما في وقت لاحق، كذلك قامت جوزفين بتزويج ابنتها «هورتنس» من «لويس» شقيق نابليون.

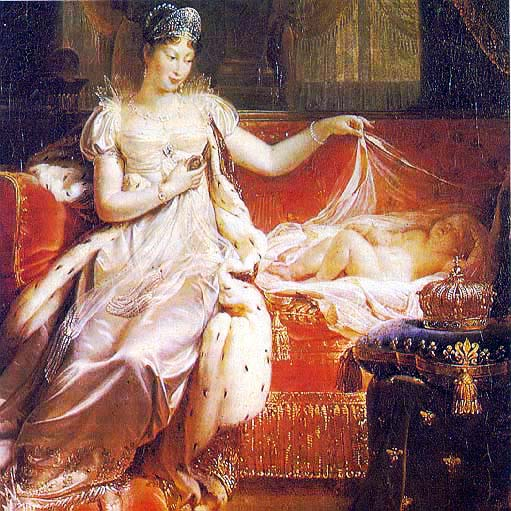
لوحة "الإمبراطورة ماري لويز وملك روما"، التي تُظهر "ماري لويز" الزوجة الثانية لنابليون، وطفله منها "نابليون الثاني"، بريشة "جوزيف فرانك"، 1812.

كان لجوزفين عدد من العشّاق الذين تقربوا منها خلال غياب نابليون عن فرنسا، مثل «شارل هيپوليت»، الذي كان يعمل ملازمًا في وحدة الهوصار وعشق جوزفين خلال حملة بونابرت على إيطاليا. علم نابليون بهذه العلاقة بين زوجته والملازم عندما كان في مصر، فأرسل إلى أخيه «جوزيف» يُخبره عن هذا الموضوع، فاعترض البريطانيون الرسالة وقاموا بنشرها في الصحف اللندنية والباريسية، مما أثار إحراج نابليون أمام جنوده وشعبه. كان لنابليون عدد من العلاقات الجانبية أيضاً، بما فيها علاقة غرامية وقعت أحداثها خلال الحملة المصرية، مع زوجة أحد ضباطه المدعوة «پولين بيليسل فور»، التي أُطلق عليها اسم "كليوبترا" تيمنًا بحاكمة مصر الفرعونية القديمة.
أنجب نابليون عدداً من الأولاد من عشيقاته، إلا أنه لم يُخلف أي وريث من زوجته جوزفين، ويُرجّح البعض أن عدم مقدرة جوزفين على الإنجاب كانت تعود إلى الإجهاد والضغط النفسي الذي تعرضت له عند سجنها خلال عهد الإرهاب (27 يونيو 1793 – 27 يوليو 1794)، أو بسبب إجهاضها عندما كانت لا تزال في العشرينات من عمرها. قرر نابليون بعد سلسلة من المحاولات الفاشلة أن يتطلق وجوزفين، حتى يستطيع أن يتزوج مجدداً بامرأة قادرة على أن تنجب له وريثًا، فأقدم في شهر مارس من سنة 1810 على الزواج بأرشيدوقة النمسا وقريبة الملكة السابقة «ماري أنطوانيت»، المدعوة «ماري لويز»، وبهذا كان قد صاهر الأسرة الملكية الألمانية. استمر زواج ماري لويز ونابليون حتى وفاة الأخير، على الرغم من أنها لم تلحق به إلى جزيرة ألبا عندما نُفي للمرة الأولى، وبالتالي لم تره بعد ذلك أبداً. ولدت ماري لويز طفلاً وحيداً لنابليون عُرف باسم «نابليون فرنسيس جوزيف شارلز» (1811–1832)، الذي حمل لقب «ملك روما» منذ ولادته، ثم خُلع عليه اسم «نابليون الثاني» سنة 1814، إلا أنه لم يحكم فرنسا إلا أسبوعين قبل أن يُخلع عليه لقب «دوق المدينة الإمبراطورية المستقلة» سنة 1818. توفي نابليون الثاني جرّاء داء السل عن عمر يُناهز 21 سنة، ولم يترك وراءه أي ذريّة. اعترف نابليون بإنجابه لطفلين غير شرعيين: «شارل ليون» (1806–1881) من «إليانور دونول»، الكونت «ألكسندر جوزيف كولونا ڤالڤسكي» (1810–1868) من الكونتيسة «ماري ڤالڤسكا». كذلك يُحتمل أن يكون قد أنجب أبناءً وبنات آخرين لم يُعلن عنهم، مثل «كارل يوجين ڤون مولفلد» من «ڤيكتوريا كراوس»؛ «هيلين نابليون بونابرت» (1816–1910) من «ألبين آل مونتلون»؛ و«جول بارثيلامي سان هيلير» من أم مجهولة.

## الصورة الشعبية

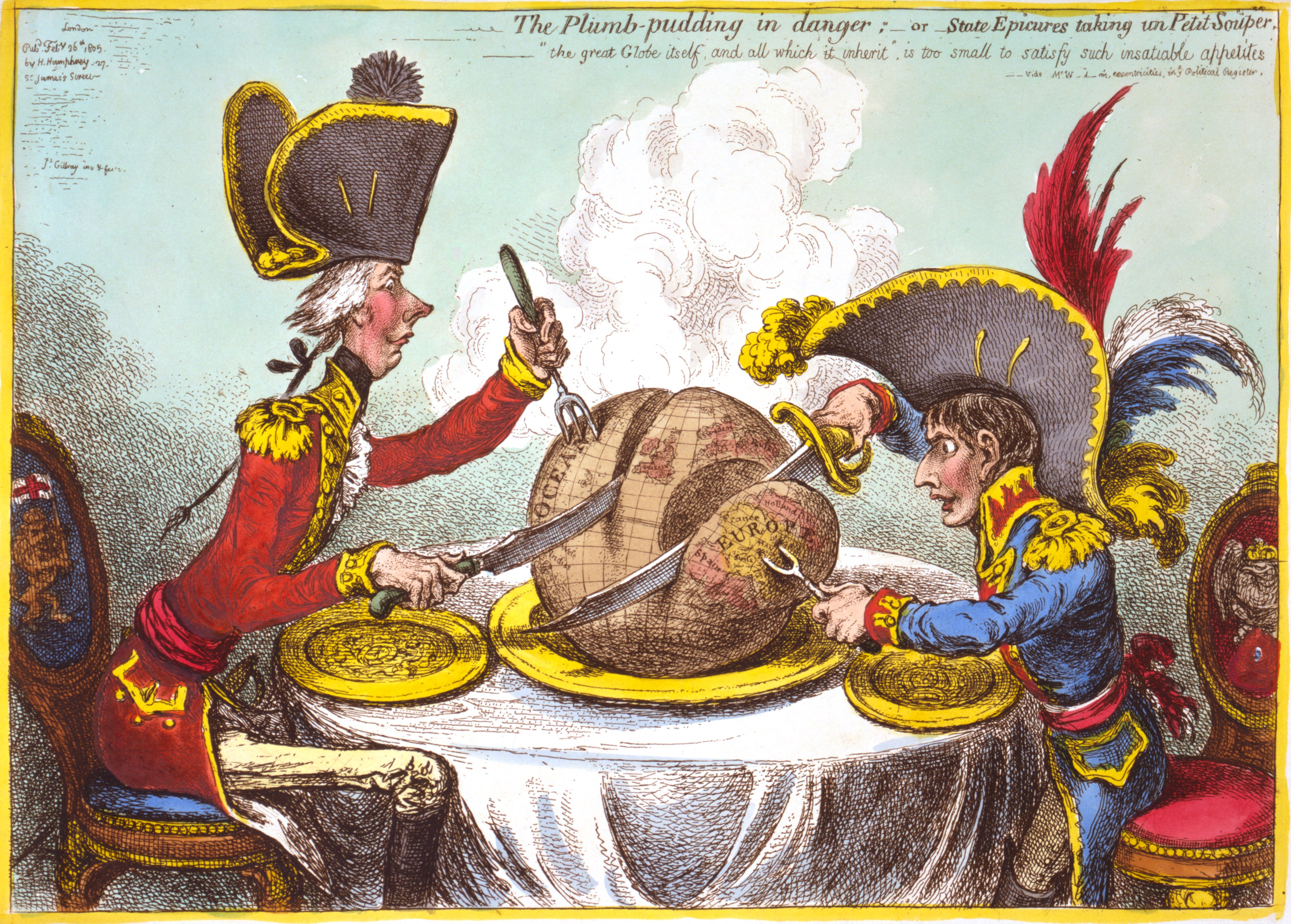
الرسم الساخر للرسام "جيمس گيلراي" حامل عنوان "الپودنغ الكامل في خطر" (بالإنگليزية: The Plumb-pudding in danger)، وهو يُظهر نابليون قصير القامة بشكل ملحوظ.

أصبح نابليون يُشكل رمزاً بارزاً للعبقرية الحربية والدهاء السياسي في العديد من الثقافات حول العالم، وذلك بعد أن انتشرت قصته وذاع صيته في الدول والمناطق المحيطة بفرنسا في أيامه، وفي جميع أرجاء المعمورة في وقت لاحق، مع تقدم وسائل الإتصال المواصلات وانتشار الاستعمار والانتداب الأوروبي في دول متعددة. كان لنابليون أعداء كثر يكرهونه ولكن يكنون له عظيم الاحترام في ذات الوقت، فعندما سُئل أمير البحر، الدوق الأول لويلينگتون «آرثر ويلزلي» قائد الجيش البريطاني في معركة واترلو الشهيرة عن أعظم قائد عسكري في وقته، قال: «إن أعظمهم في الماضي والحاضر والمستقبل وكل وقت هو نابليون بونابرت». أُطلق اسم نابليون على الكثير من البلدات والشوارع والسفن بعد وفاته، وعلى بعض شخصيات الرسوم المتحركة حتى في وقت لاحق. كذلك لعب الكثير من الممثلين دوره في مئات الأفلام السينمائية والتلفزيونية، وتم تأليف الكثير من الكتب عن حياته وكُتبت عنه آلاف المقالات.
صُور نابليون من قبل الصحافة البريطانية خلال عهد حروبه على أنه طاغية جبار يُشكل خطراً على بريطانيا وإنه يستعد لغزوها في القريب العاجل. وقد بلغ حد تشويه صورة نابليون في بريطانيا خلال ذلك العهد، أن نُظمت قصيدة للأولاد الصغار ونُشرت في الكثير من الحضانات، وهي تُحذر الأطفال من عدم الشقاوة، ذلك لأن نابليون يُقدم على التهام الناس الأشقياء بنهم. كانت الصحافة المحافظة في بريطانيا تُصور نابليون على أنه أقصر مما هو عليه في بعض الأحيان، وقد انتشرت هذه الفكرة واستمرت سائدة لدى الناس لسنوات طويلة بعد انتهاء عهد نابليون وما زالت. يُعزى تصوير بونابرت بهذه القامة أيضًا إلى الارتباك والخلط بين وحدات القياس الفرنسية والبريطانية؛ وفي واقع الأمر يُعتبر نابليون مربوع القامة وفقًا للزمن الذي عاش فيه، حيث كان العديد من الناس يبلغون ذات الطول الذي كان عليه، ألا وهو 1.7 أمتار (5 أقدام و7 إنشات).
استشهد العالم النفسي «ألفرد أدلر» بنابليون سنة 1908، ليصف عقدة نقص يعاني منها الناس قصار القامة، حيث يُظهرون سلوكًا عدائيًا غير عادي ليعوضوا عن افتقارهم للطول الطبيعي؛ فأطلق على هذه الحالة المرضية اسم "عقدة نابليون". غالبًا ما يظهر نابليون في الرسوم الهزلية وأفلام الرسوم المتحركة وهو يرتدي قبعة ضخمة هلالية الشكل واضعًا يده في صدارته، استشهاداً برسم «لجاك لويس دايڤيد» من سنة 1812.

## إرثه

### الشؤون الحربية

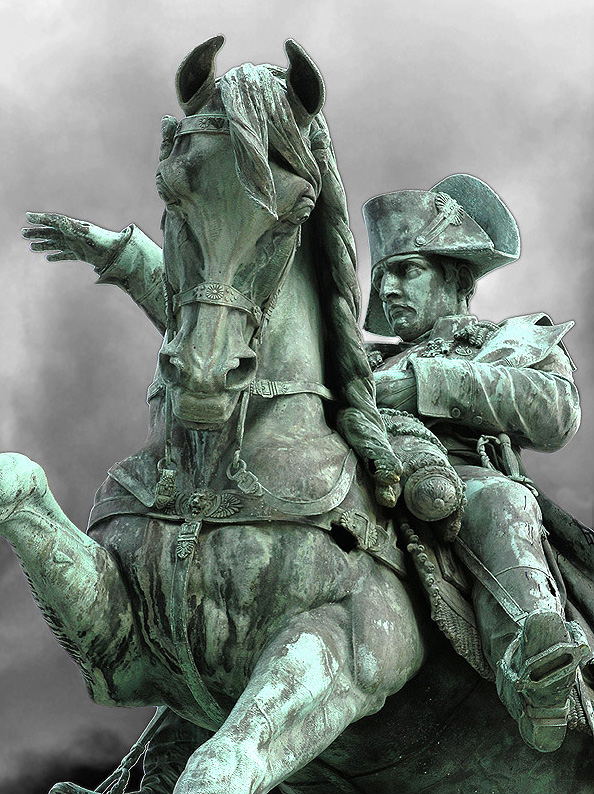
تمثال لنابليون على صهوة جواده في مدينة "شيربورغ -أوكتيڤيل" التي كان قد قام بتحصينها تحسبًا لغزو بريطاني. كشف "نابليون الثالث" النقاب عن هذا التمثال في سنة 1858.

لعب نابليون دوراً كبيراً في تطوير الاستراتيجيات العسكرية الحديثة، وذلك عن طريق اقتراضه لبعض نظريات المنظرين السابقين، مثل «جاك أنطوان هيپوليت» كونت غيبرت، وبعض الإصلاحات التي وضعتها الحكومات السابقة لقطاع الجيش، وعن طريق إبداعه لبعض الاستراتيجيات الأخرى وتطوير بعض من تلك التي كانت موجودة سابقًا وصهره لها وتلك القديمة في بوتقة واحدة. ومن الإصلاحات التي قام بها نابليون، استكمال السير في النظام الذي أقرته الثورة الفرنسية، ألا وهو ترقية عناصر الجيش بناءً على الجدارة بشكل رئيسي، كذلك جعل من الفيالق أكبر الوحدات العسكرية بدلاً من الكتائب، ودمج جميع وحدات المدفعية في بطاريات احتياطية، الأمر الذي جعل من نظام الموظفين العسكريين نظامًا أكثر سلاسة، فعاد سلاح الفرسان ليُشكل جزءاً مهمًا من الجيش الفرنسي. تُعتبر هذه الأساليب والإصلاحات التي قام بها نابليون أساليب بارزة وأساسية من الشؤون الحربية في العهد النابليوني. وعلى الرغم من أن نابليون انتهج مبدأ التجنيد الإجباري الذي فرضته حكومة الإدارة وسار به طيلة عهده، إلا أن النظام الملكي أقدم على إلغائه بمجرد سقوط الإمبراطورية وعودة «لويس الثامن عشر» ليتربع على عرش فرنسا.
استمرت التقنية العسكرية وأنواع الأسلحة على حالها طيلة عهد الثورة والإمبراطورية، ولم يطرأ عليها أي تغيّر يُذكر، إلا أن نظرية «الحركة التشغيلية» التي كانت قد ظهرت خلال القرن الثامن عشر، تعرّضت لتغيير جذري. ويبقى الأثر الأكبر لنابليون هو نمط قيادة الجنود، حيث يراه البعض مثل المنظّر العسكري الكبير «كارل ڤون كلاوزڤيتس» عبقريًا حقيقيًا في مجالا الفنون الحربية، كذلك يُصنف المؤرخون نابليون على أنه من أعظم القادة العسكريين على مر الزمن.
وعلى الرغم من نبوغه العسكري وحنكته ودهائه، فقد تعرّض نابليون لعدد من النكسات خلال مسيرته العسكرية، منها: في معركة الأمم سنة 1813، في حملته على روسيا سنة 1812، وفي معركة آسپيرن-إسلينغ سنة 1809 بحسب رأي البعض. كذلك، فقد اضطر إلى أن يهجر قواته في مصر كنتيجة لفشل استراتيجيته في قتال العثمانيين والبريطانيين والروس معًا، وليس لخسارته أمامهم في أرض المعركة. انتصر نابليون في جميع المعارك التي خاضها وجهًا لوجه مع أعدائه، ولم تكن أعداد جنودهم تفوق أعداد جنوده، عدا معركتين صغيرتين خاضهما أثناء حملته على إيطاليا. يقول المؤرخون أن نجاح نابليون الفائق كان هو بذاته أحد عيوبه، إذ أن هذا النجاح حمل في طياته بذور الهزيمة الكبيرة التي تعرض لها في وقت لاحق، فقد كان يستمر في الغزو وفتح المدن والولايات إلى أن يُنهك وجيشه إنهاكًا تامًا ولا يعود بإمكانه التقدم أكثر، فيرجع على أعقابه.
برز نوع من الصرامة تجاه كيفية لقاء جيوش الأعداء وقتالها والتفوق عليها في المناورة خلال عهد نابليون، فأصبح غزو الأراضي المعادية يتم على جبهات أكثر اتساعًا، الأمر الذي جعل من الحروب أكثر حسمًا ولكن أكثر كلفةً. وقد أدّى هذا الأمر بدوره إلى تغيير وجه التأثير السياسي للحروب في أوروبا، فأصبحت الدولة الخاسرة تفقد أجزاءً كبيرة من أراضيها لصالح المنتصرة، عوضًا عن خسارتها لبعض من جيوبها المعزولة كما في السابق، كذلك ازدادت نسبة معاهدات السلام التي فرضتها الدول القوية على تلك الضعيفة بشروط وبنود تصب في مصلحتها.

### النظام المتري
لم تتقبل طبقات واسعة من الشعب الفرنسي النظام المتري في القياس الذي أعلنه نابليون رسميًا في شهر سبتمبر من عام 1799، ومع ذلك أصبح هذا النظام متبعاً ليس فقط في فرنسا بل بالدول التي تأثرت بفرنسا، وفي عام 1812 اتخذ نابليون خطوة عكسية بعد أن أصدر مرسومًا بالعودة إلى النظام التقليدي في القياس، لكن النظام المتري الجديد كان قد انتشر في كل أوروبا بحلول منتصف القرن التاسع عشر.

### تحرير اليهود

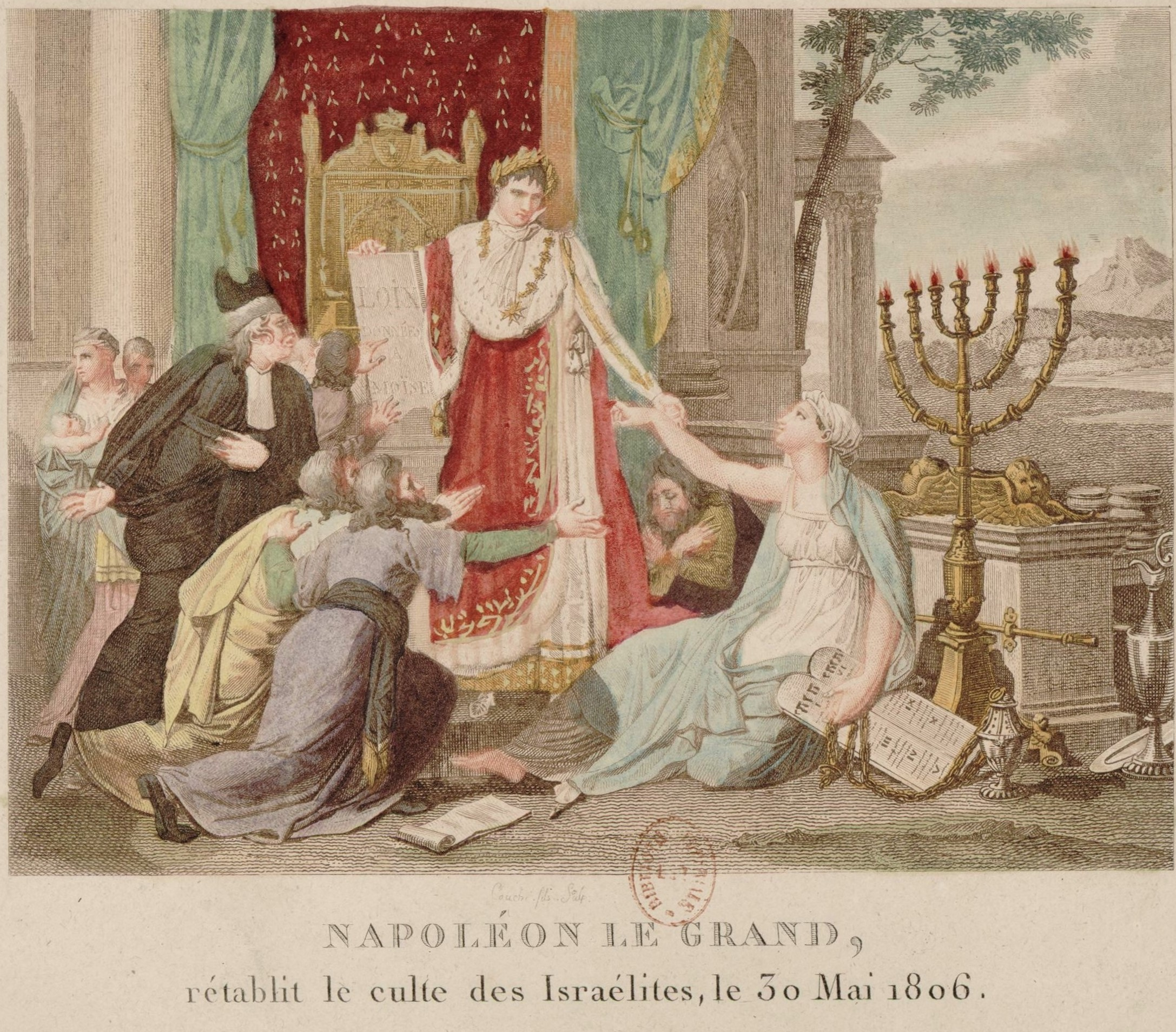
رسم من سنة 1806 يُظهر نابليون وهو يُحرر اليهود.

قام نابليون بتحرير اليهود في فرنسا من الكثير من القيود المفروضة عليهم والتي كانت تحدد أماكن إقامتهم في الأحياء المخصصة لهم، وحقوق التملك والعبادة والتوظيف. وقد واجهت هذه السياسات معارضة وردود أفعال معادية لليهود في داخل فرنسا وفي عدد من الدول الأخرى، إلا أن نابليون أصر عليها وكان يرى أن إعطاء الحقوق لليهود في فرنسا سيجذبهم إليها من بقية البلدان التي لا يتمتعون فيها بنفس الحقوق والمزايا مما سيفيد البلاد. وقد قال نابليون:

«لن أقبل أبدًا أية مقترحات تجبر اليهود على مغادرة فرنسا، فعندي اليهود مثلهم كأي من المواطنين في بلادنا. فمن الضعف طردهم ومن الشجاعة ضمهم.» 
عمومًا كان نابليون يُعتبر مفضلاً لليهود حتى أن الكنيسة الأرثوذكسية الروسية درجت على تلقيبه «بمسيح دجّال متآمر مع اليهود ضد الديانة المسيحية، وعدوًا للرب».
أثناء حروب نابليون ضد الدولة العثمانية، وعندما استعصت عليه أسوار مدينة عكا في عام 1799، قام بتجهيز إعلان لقيام دولة يهودية في فلسطين، ونشر بيانًا يدعو فيه كل يهود آسيا وأوروبا للقدوم إلى القدس تحت الراية الفرنسية، وقال فيه:
ومع إن الأسباب الحقيقة لهذا الإعلان وحتى صحته محل خلاف عند بعض المؤرخين، إلا أنه محل اهتمام الحركة الصهيونية فهو يسبق وعد بلفور بسنوات كثيرة.

### قانون نابليون

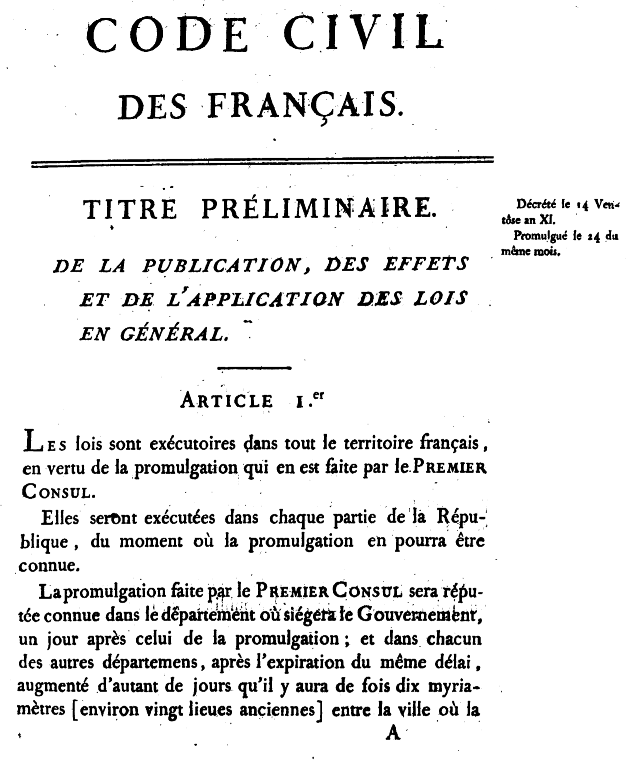
الصفحة الأولى من النسخة الأصلية للقانون المدني الفرنسي الصادر سنة 1804.

يُنسب لنابليون الفضل في صدور القانون المدني الفرنسي الذي اقتبسته باقي الدول الأوروبية التي غزاها، واستمرت سائرة عليه حتى بعد هزيمة بونابرت ونفيه خارج أوروبا. ومما قاله نابليون عن قانونه: «إن فخري لا يجد مصدره في الأربعين معركة التي كسبتها في حياتي...فإن واترلو سوف تمحو ذكرى كثير من الانتصارات....لكن ما سوف يحيا إلى الأبد، هو قانوني المدني». لا يزال قانون نابليون اليوم مقتبسًا في ربع الأنظمة القضائية حول العالم، يُضاف إليه بعض التعديلات التي تلائم كل دولة ونظامها على حدة. يصف أحد المؤرخين الألمان هذا القانون على أنه «قانون ثوري» حفّز نموّ الطبقة البرجوازية في ألمانيا حتى أصبح المجتمع الألماني مجتمعًا برجوازيًا، وذلك عن طريق توسيعه وحمايته لحق الملكية الفردية ووضعه حداً للإقطاعية. وكان للتغييرات الإقليمية التي أجراها نابليون نتيجة لحروبه العديدة تأثير كبير في تاريخ أوروبا الوسطى، لأنه ساعد على توحيد ألمانيا، فبعد أن كانت قبل نابليون تتألف من حوالي ثلاثمائة ولاية أصبحت في أيامه تتألف من ثمان وثلاثين ولاية فقط، وكذلك كان الحال مع إيطاليا، وقد ساعدت هذه التغييرات على تطوير الفكرة والنزعة القومية والدول القائمة على هذا المبدأ.

### البونابرتية
البونابرتية هي مصطلح مستخدم في تاريخ فرنسا السياسي، وهي ذات معنيين: المعنى الأول يُقصد به أولئك الذين أعادوا إحياء الإمبراطورية الفرنسية وتربّع آل بونابرت على عرش فرنسا، بما فيها أسرة نابليون الكورسيكية وسلالته المتمثلة بابن أخيه «لويس» الذي أصبح فيما بعد «نابليون الثالث» إمبراطور الإمبراطورية الفرنسية الثانية، وأول رئيس للجمهورية الفرنسية. وفي معنى أوسع، يُقصد بالبونابرتية حركة سياسية يمينية واسعة تدعو إلى قيام دولة مركزية مبنية على الشعوبية السياسية.

### انتقاد نابليون

لوحة "الثالث من مايو سنة 1808، بريشة "فرانسيسكو دي گويا"، وهي تُظهر إعدام عدد من المدنيين الإسبان بعد انتفاضة الثاني من مايو. أُعدم 5 آلاف مقاوم إسباني خلال يومين فقط بأمر من نابليون، الأمر الذي يُشكل دافعًا آخر لانتقاده من قبل معارضيه.

قضى نابليون على حالة الفوضى والاضطراب التي كانت تعيشها فرنسا بعد انتهاء الثورة، الأمر الذي جعل منه شخصًا محبوبًا وبطلاً قوميًا في نظر الكثيرين، إلا أن معارضيه نظروا إليه على أنه طاغية ومغتصب للسلطة، وما زال نقّاد نابليون يقولون بأنه لم تكن لديه أية مشكلة في التضحية بآلاف بل بملايين الأشخاص في سبيل الوصول إلى الهدف الذي يبتغيه، وأنه في سعيه إلى السلطة المطلقة أشعل نار الحرب في أوروبا وأجج النزاعات فيها متجاهلاً المعاهدات والاتفاقيات المبرمة بين تلك الدول وفرنسا وبينها فيما بعضها في سبيل الحفاظ على السلام. كذلك فإن الدور الذي لعبه في الثورة الهاييتية وقراره الهادف إلى إعادة نظام العبودية في مستعمرات فرنسا في أقاليم ما وراء البحار يُسيئ إلى سمعته كرجل دولة كبرى. هوجم نابليون أيضًا بسبب سماحه لجنوده بنهب المدن والبلاد التي دخلوها، فمتاحف فرنسا لا تزال غنية بالتحف والآثار التي غنمتها الجنود الفرنسية في العديد من البلدان التي غزتها وأحضرتها إلى متحف اللوفر، الأمر الذي جعل منه متحفًا مركزيًّا مهمًا؛ وقد أدى عمل بونابرت هذا إلى تقليد القادة اللاحقين له في غزواتهم، مما حرم الكثير من الدول من كنوزها القومية. وقد بلغ الحد ببعض المؤرخين، مثل «پيتر گيل» المؤرخ الهولندي، إلى مقارنة نابليون بالقائد النازي «أدولف هتلر»، وذلك في مقال له من سنة 1947، وقد قال المؤرخ البريطاني «دايڤيد كاندلر» المختص بالحقبة البونابرتية في هذا التشبيه: «ما كان يمكن أن يكون هناك تشبيه أكثر إهانة للأول وأكثر إطراءً للثاني».
يقول النقّاد أيضًا أن الإرث الحقيقي الذي خلفه بونابرت هو فقدان فرنسا لهيبتها ومكانتها بين الدول العظمى «الحضارية» والموت غير المبرر لآلاف من الناس بفعل نزواته الشخصية. يقول المؤرخ «ڤيكتور دايڤيس هانسون»: «...إن ما تقدمه الوثائق العسكرية لا يُمكن التشكيك فيه —17 سنة من الحروب المتواصلة نجم عنها حوالي 6 ملايين قتيل، وإفلاس للخزينة الفرنسية، وفقدان الدولة لمستعمراتها ما وراء البحار». يُضيف البعض أن نابليون «يمكن وصفه بالرجل الذي أعاد الحياة الاقتصادية في أوروبا جيلاً كاملاً إلى الوراء بفعل التأثير المدمر لحروبه». يرد بعض المؤرخين على هذا الرأي بالقول إن تحميل بونابرت اللوم على كل ما حصل هو لمجرد أن تلك الحروب التي دارت رحاها في القارة الأوروبية تحمل اسمه، في حين أنه في واقع الأمر، كانت فرنسا ضحية سلسلة من التحالفات الدولية التي هدفت إلى القضاء على المبادئ المثالية للثورة. يقول بعض المنجمين أن نابليون هو أحد أعداء المسيح الذين تنبأ بهم «نوستراداموس».
وما تزال تُعقد حاليًا بعض المؤتمرات النابليونية الدولية التي يُساهم بها أعضاء من الجيش الفرنسي والأمريكي، بالإضافة إلى سياسيين فرنسيين وعدد من الباحثين من مختلف أنحاء العالم.

## هوامش

### معلومات
1. ↑  تعرّف نابليون خلال فترة دراسته في بريان على صانع الشمبانيا الشهير "جان ريمي مويت"، ونشأت بين الاثنين صداقة حميمة، حيث كان بونابرت غالبًا ما يزور مويت في قصره ويُمضي عنده عدّة أيام. يُعرف بأن الجنود الفرنسية كانت تفتح زجاجة شمبانيا باستخدام السيف عند كل انتصار تحققه، وهذا يدل على أن نابليون كان على الأرجح يُنفع صديقه عن طريق شراء الكثير من زجاجات الشمبانيا لجنوده.
2. ↑  على الرغم من تفوق نابليون في حقل الرياضيات، إلا أنه لا يبدو أن هناك أي صلة بين اسمه ومبرهنة نابليون، كما يقول المؤرخون.
3. ↑  خلال هذه الفترة، كان رؤساء نابليون ومرؤوسوه ينادوه "بونابرت" فقط، واستمر الأمر على هذا المنوال حتى تقلّد منصب القنصل الأول "مدى الحياة".
4. ↑  يقول بعض المؤرخين بأن نابليون سُجن في الحصن المربع (بالفرنسية: Fort Carré) الواقع في بلدة "انتيب" ولم يوضع تحت الإقامة الجبرية، إلا أنه لا يوجد أي دليل يُفيد بصحة هذا القول.
5. ↑  صوّرت هذه الحملة في لوحة "بونابرت يعبر جبال الألب" (بالفرنسية: Bonaparte franchissant les Alpes) للفنان "هيپّوليت ديلاروش"، وفي اللوحة الإمبراطورية للفنان "جاك لويس دايڤيد" التي حملت ذات الاسم. وفي اللوحة الأخيرة رُسم نابليون بشكل أقل واقعية حيث يبدو وهو يقود هجومًا على صهوة جواده على إحدى المنحدرات الجبلية.
6. ↑  يقول بعض المؤرخين أن الفرنسيين استعملوا غرف الإعدام بالغاز لقتل عشرات الثوّار الهايتيين دفعة واحدة.
7. ↑  قام نابليون بإهداء البابا عصابة مرصعة بعد الانتهاء من احتفال التتويج. يُرمز إلى هذه العصابة اليوم باسم "عصابة نابليون".
8. ↑  كانت هذه عادة إنگليزية قديمة، تتمثل في قيام أصحاب البيوت بإشعال الشموع ووضعها على حافة الشبابيك المطلة على الشارع إعلانًا بوقوع حدث سعيد.
9. ↑  جرت العادة في العصور السابقة على أن يتم صناعة أو سكب قناع على وجه الملك أو القائد المتوفى حديثًا والاحتفاظ به. من المعروف أن 4 أقنعة موت خاصة بنابليون ما تزال موجودة: أحدها في متحف الرواق، الواقع في ولاية نيو أورلينز الأمريكية، والثاني في متحف ليڤرپول ببريطانيا، والثالث في هاڤانا، والرابع في مكتبة جامعة كارولينا الشمالية.
10. ↑  يستطيع جسد الإنسان أن يتحمل جرعات كبيرة من الزرنيخ بحال قام المرء باستهلاك كمية معينة منه بانتظام. وفي زمن نابليون كان الناس يتناولون الزرنيخ بكثرة نظراً لأنه كان يُعتبر دواءً شافيًا لكل أنواع الأمراض.
11. ↑  تعرّض نابليون في إحدى الليالي عندما كان برفقة ممثلة تُدعى "مارغريت جورج" إلى نوبة قويّة. وقد جعلت هذه النوبة إضافة إلى نوبات أخرى أقل حدة منها، جعلت المؤرخين يتسائلون عمّا إذا كان نابليون مصاباً بالصرع، وإلى أي درجة كان يُعاني منه بحال كان ذلك صحيحًا.
12. ↑  وصل طول قامة نابليون إلى 5 أقدام وإنشين فرنسيين كما أفاد طبيبه الخاص عند تشريح جثته، أما المصادر البريطانية فتشير إلى أن طول قامته وصل إلى 5 أقدام و7 إنشات بريطانية، وكلا القياسين يُقابله من حيث المقياس المتري 1.7 أمتار. أحاط نابليون نفسه بحرّاس شخصيين طوال القامة، وكان يُلقب "بالعريف الصغير" (بالفرنسية: le petit caporal) ويُعتبر هذا اللقب لقبًا رقيقًا يعكس صداقته الحميمة مع جنوده كما يُزعم.